# 豐田Coaster
豐田考斯特（英語：Toyota Coaster）是一款由豐田汽車公司所出產的小型巴士，設有多個版本，分別有短軸版（16-17座位，6.2米長）、長軸版（19-24座位，6.9米長）以及超長軸版（23-28座位，7.7米長）。
因為豐田Coaster的可靠性及成本效益皆高，豐田Coaster不僅在新加坡、馬來西亞、日本、中国大陆、台灣、香港、澳門、澳大利亚和紐西蘭等国家和地区很普遍，而且在非洲，中東地區和加勒比海的小巴運營商中十分常見。他在公共交通工具中廣泛用於聖克魯斯、塞拉利昂、玻利維亞、巴拿馬和秘魯。而在約旦，Coaster是约旦公共交通中幾乎唯一使用過的小型巴士品牌。在香港，幾乎所有的香港公共小巴營運商都使用豐田Coaster為車隊主力。

## 名稱差異
豐田Coaster的名稱會因各地的稱呼而異。在台灣及港澳，一般會直接名為「豐田Coaster」；在中國大陸，豐田Coaster則會被直接翻譯為「豐田柯斯達」或「豐田考斯特」；在歐洲地區，豐田Coaster因採用葡萄牙Salvador Caetano設計的車身，名為「Caetano Optimo」。

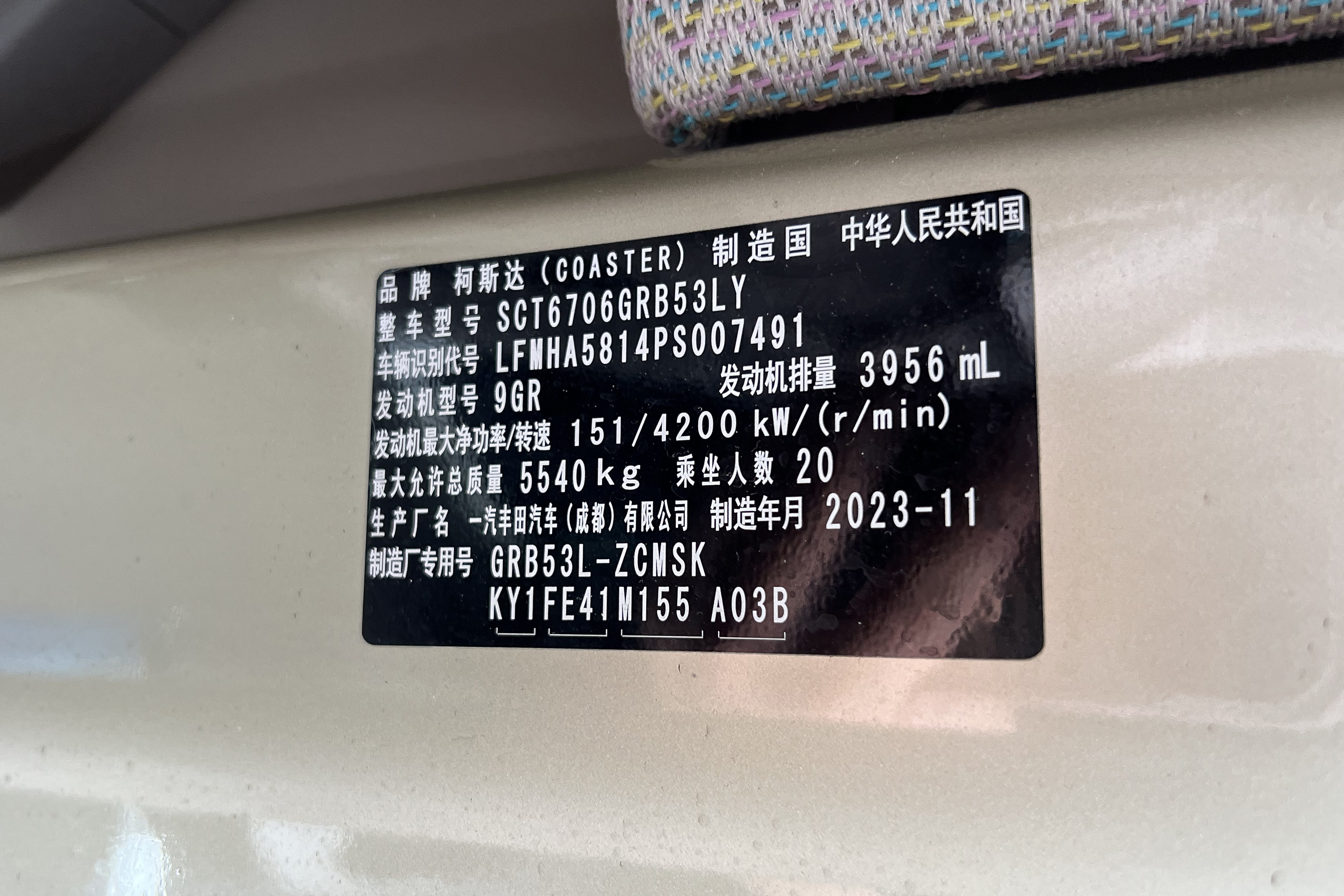
一台四川一汽丰田生产的Coaster铭牌，品牌标为「柯斯达（COASTER）」

## 歷史

### 第一代－U10／B10系列（1969年－1982年）

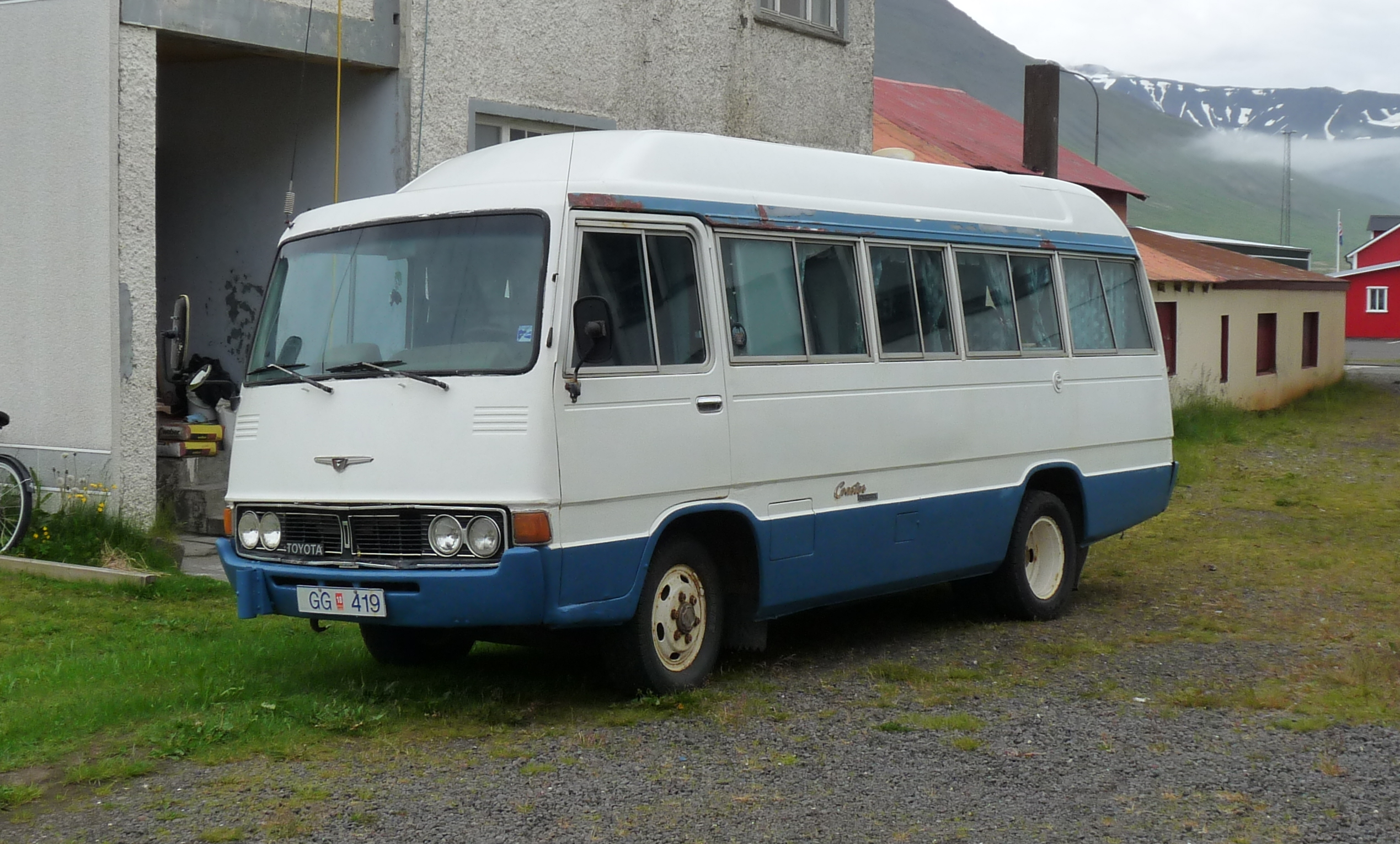
第一代

首代豐田Coaster於1969年推出，車身採用四盞圓形車頭燈的設計，配上左右向上翹起的防撞欄柵，並附設一對霧燈。

### 第二代－B20／B30系列（1982年－1992年）

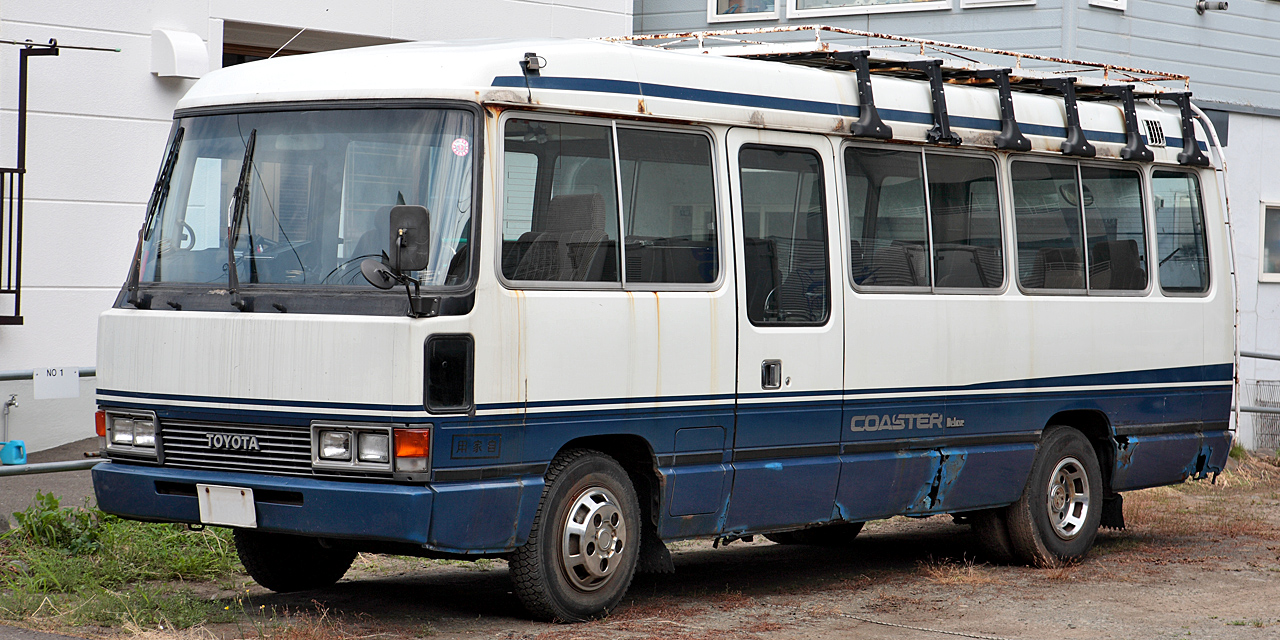
第二代

豐田於1982年對Coaster作出大幅度改良，最明顯之處為新車加設空氣調節系統，冷氣從藏於車底的空調系統送出，再經由隱藏管道將冷氣送到車頂兩側的冷氣槽，每列座位之上設有獨立送風口，乘客可自由調校風向及風量，大大提升乘坐舒適度；車身亦經過重新設計，其中車頭燈分別有四盞圓形或方形的設計（日本只有褓姆車為圓形頭燈）；車門更可選擇手動或自動驅動模式；此版本亦成為港澳台予以細分的「第一型」（圓形頭燈）以及「第二型」（方形頭燈）Coaster。
1985年，豐田Coaster加上全自動變速系統以及長軸距版本供用家選擇。鄧小平的殯車也是雙尾門長軸距版本的第二代豐田Coaster。
在供港的版本中，只有手動變速器、標準軸距及長軸距，但分為三個細部設計：
- 無論任何版本，基本上採用橫向推動的鐵窗，只有極少數採用密封式車窗。
- 公共小型巴士版本用手動開門桿開關摺門，其他版本（包括九巴及非專利巴士）則採用原廠電動摺門。
- 小巴及褓姆車按法例要求只使用標準軸距版本，反之大部分旅遊巴士及巴士公司則採用長軸距版本，較少採用標準軸距版本。
- 1983至1987年，只有採用四盞圓形車頭燈的第一型輸港，車廂內使用塗上米黃色的扶手鐵柱；車尾的倒後鏡設於太平門上；而上落車門的扶手柱亦較矮。小巴版本只提供以攪動操控桿轉換目的地布牌的小型目的地顯示器，故有「細牌箱」之稱。
- 1988年四盞方形車頭燈的第二型開始供港，期間仍有第一型供用家選擇。同時車廂改用不鏽鋼扶手；車尾的倒後鏡改設於車尾玻璃窗對上。
- 因應傷殘人士相關法例，小巴目的地顯示器必須能夠清晰地顯示目的地及路線資訊，故1989至1992年只有以電動按鈕自動轉換布牌的大型目的地顯示器的第二型小巴供港，此批次也因而俗稱「大牌箱」。

### 第三代－B40／B50系列（1992年－2017年）

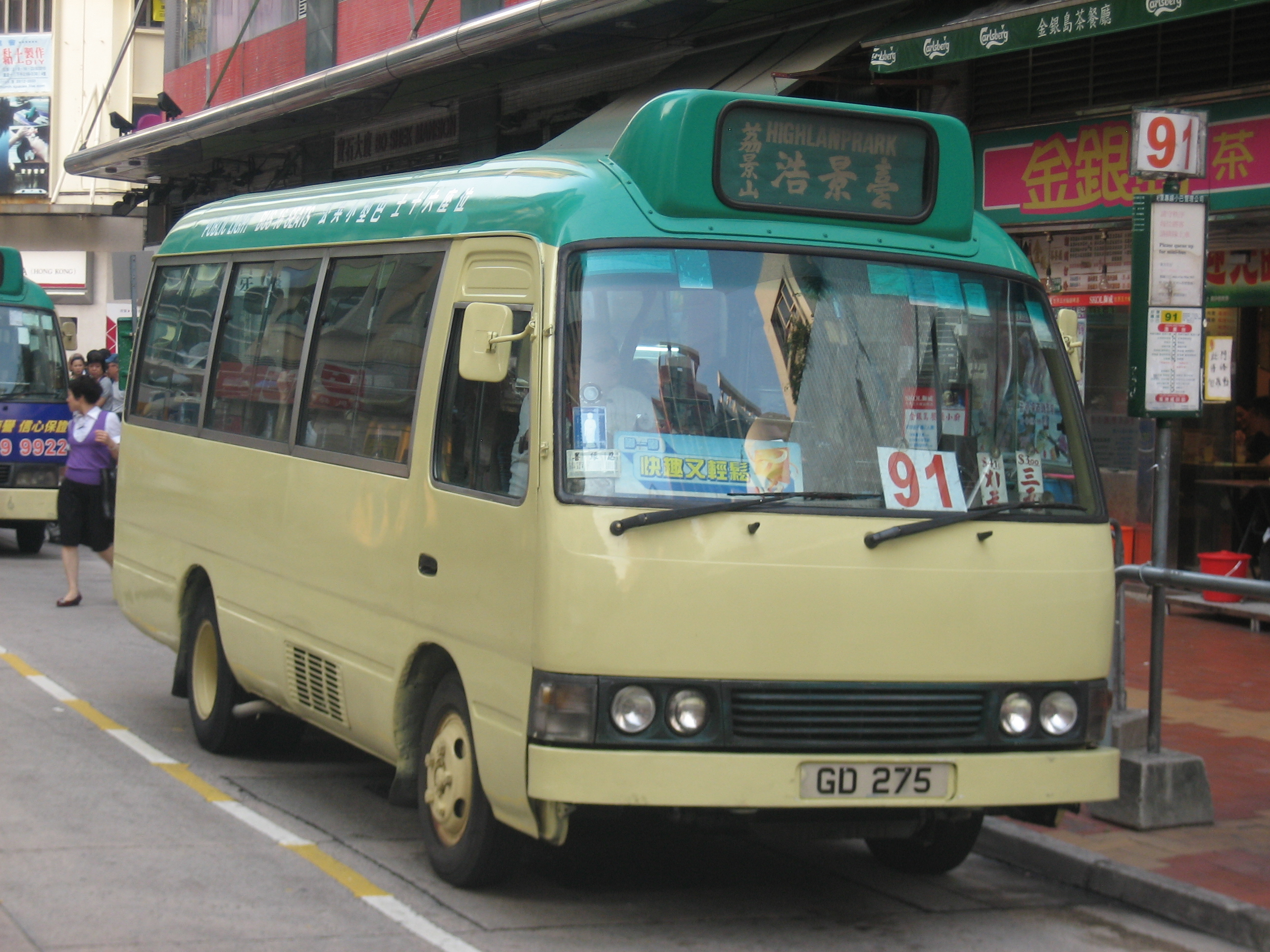
第三代（早期版本）歐盟一型

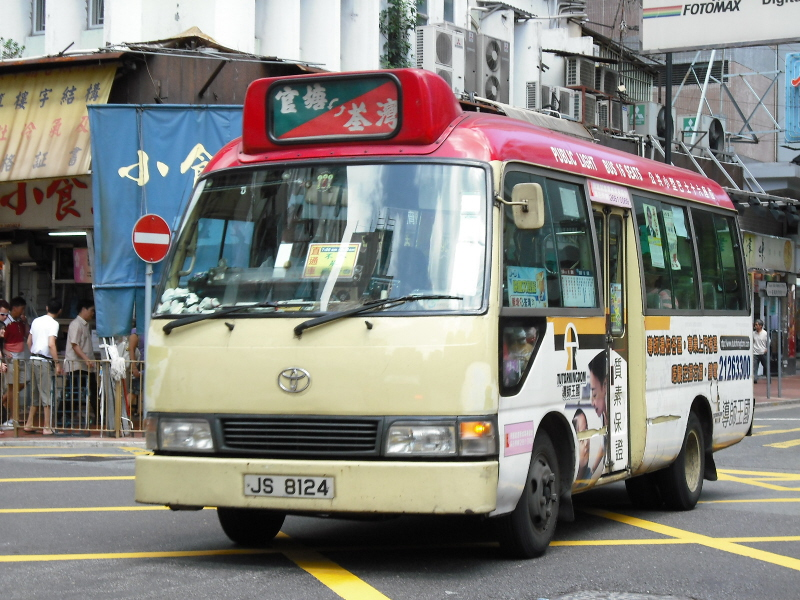
第三代（前期版本）歐盟二型

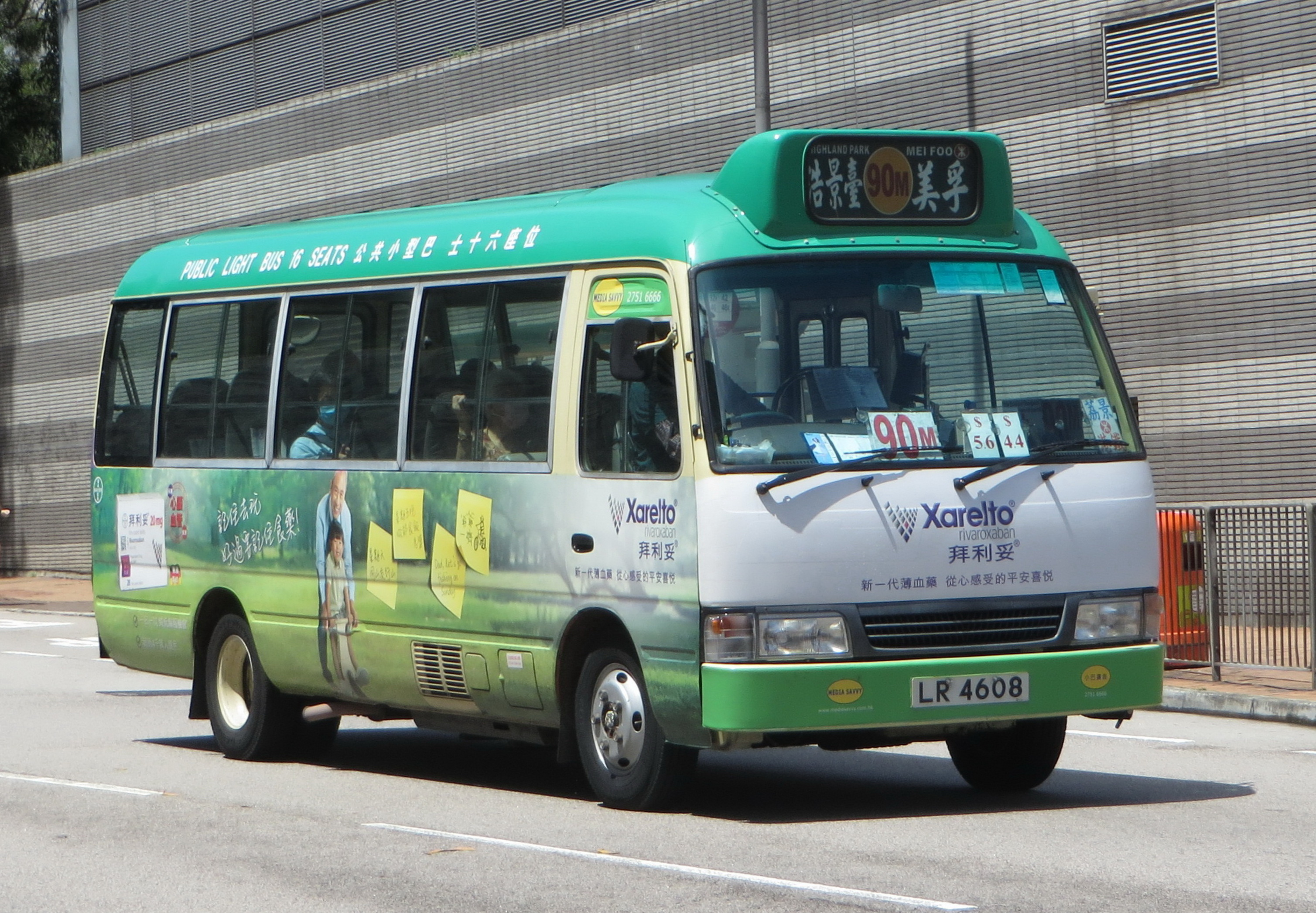
第三代（中期版本）石油氣

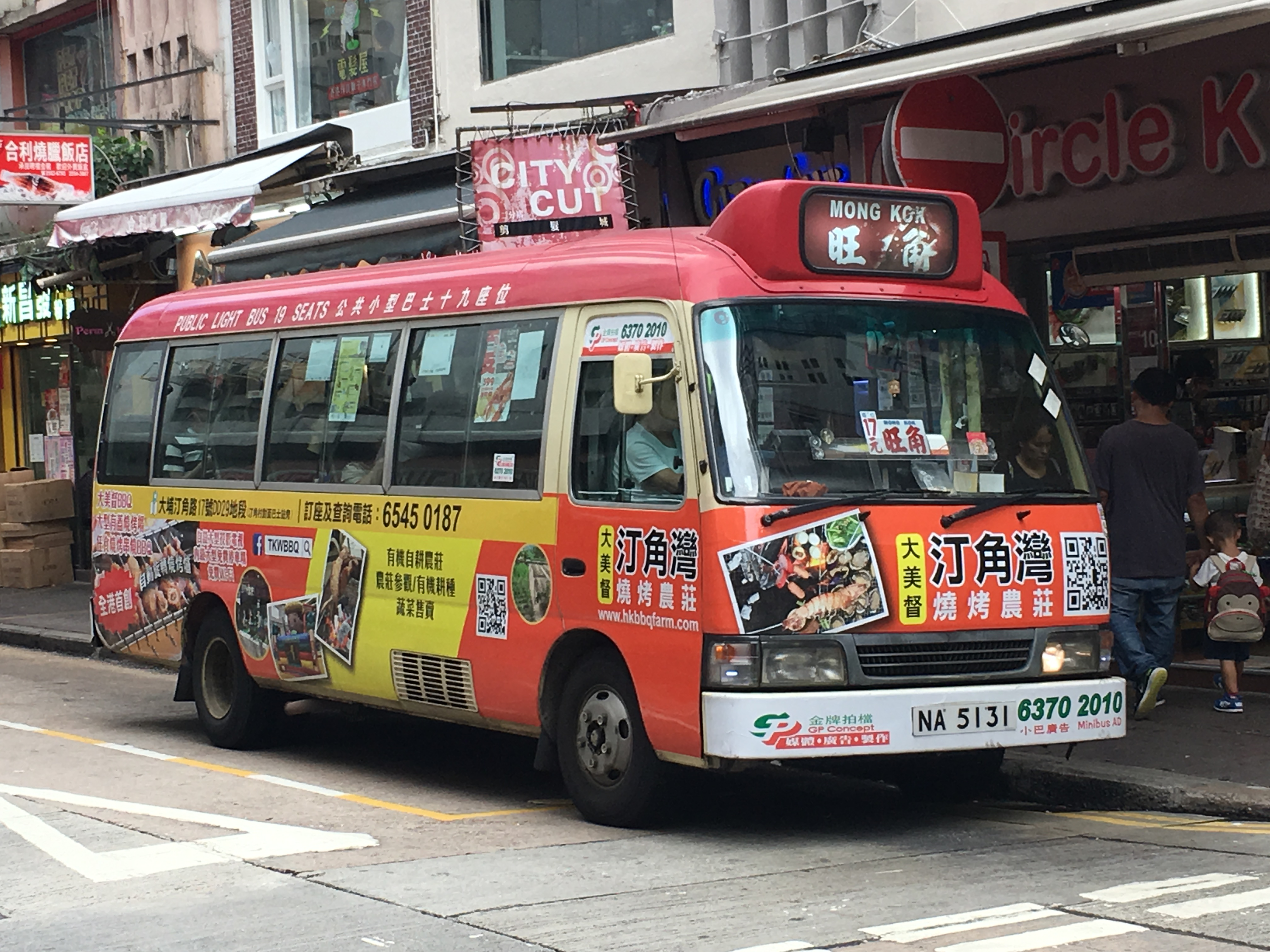
第三代（中期版本）歐盟四型

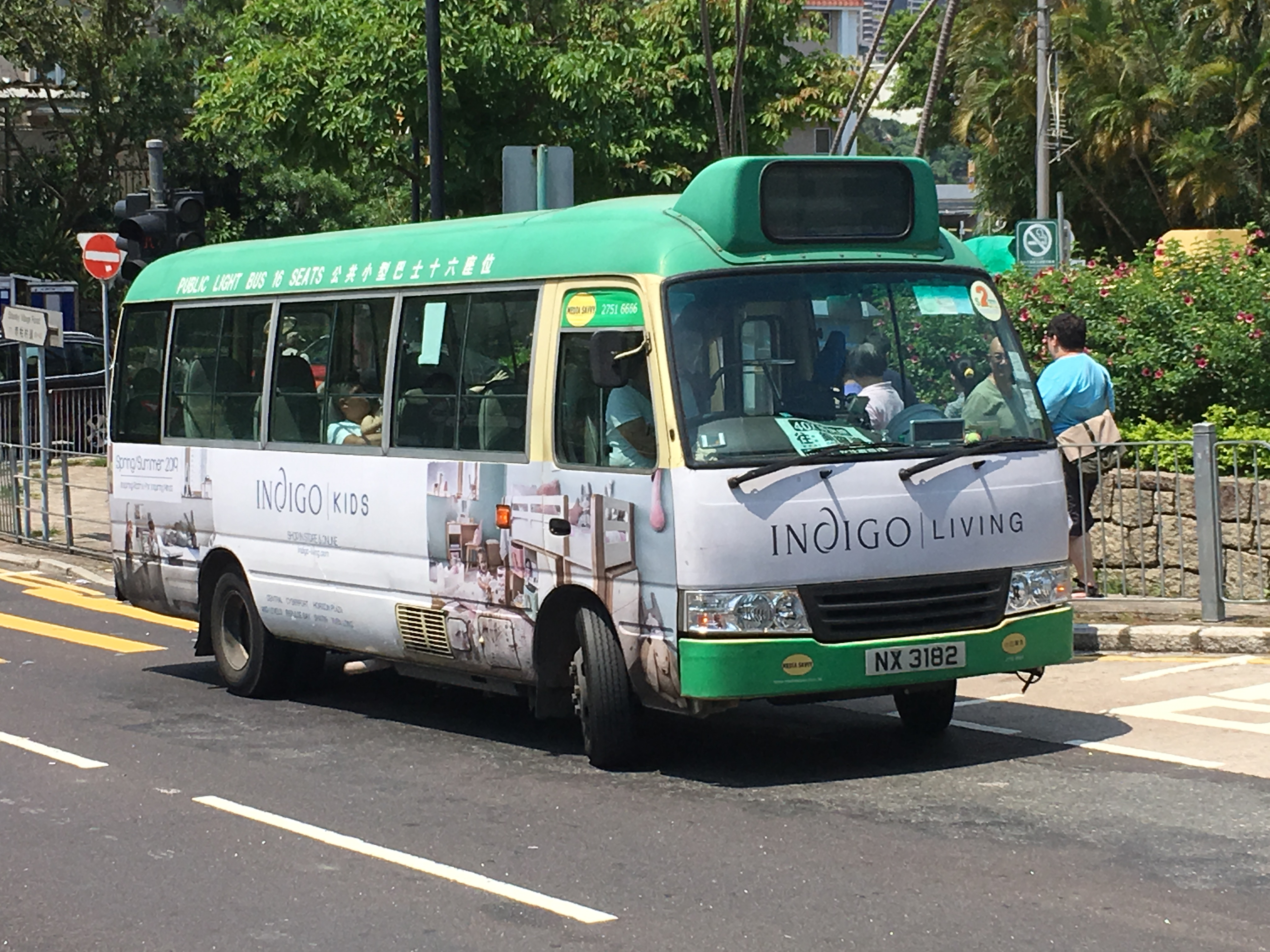
第三代（後期版本）石油氣單尾門

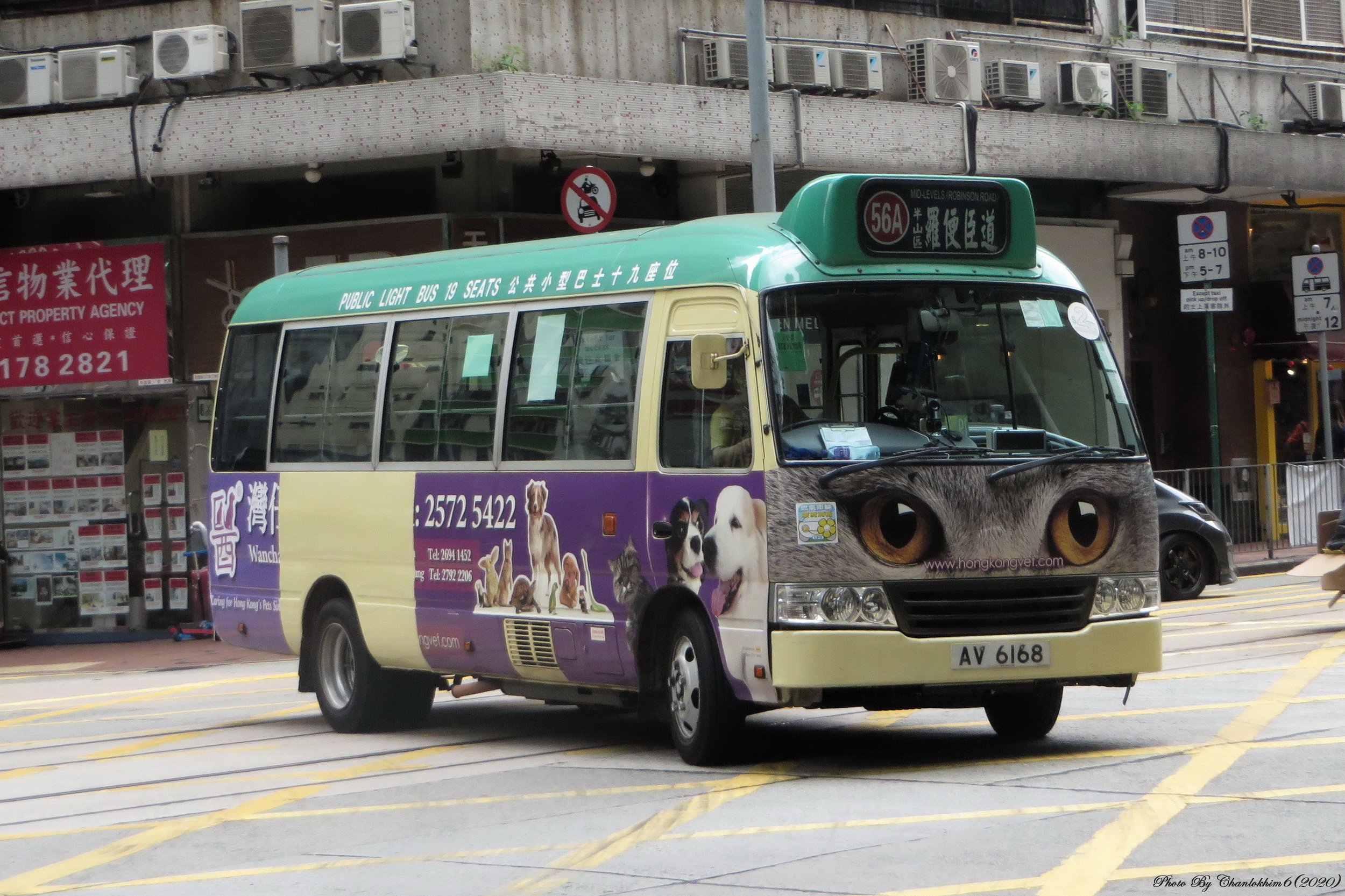
第三代（後期版本）石油氣雙尾門

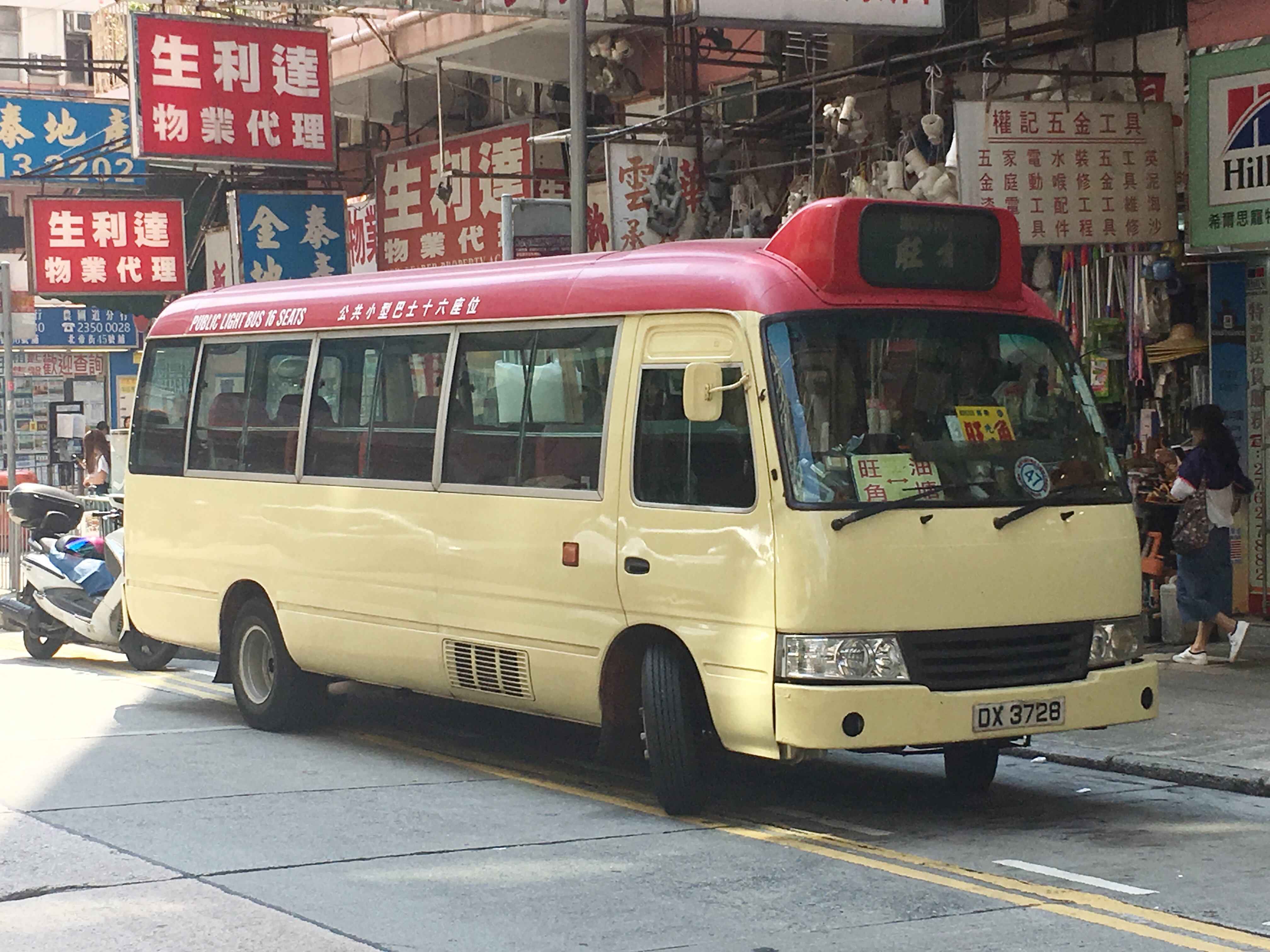
第三代（後期版本）歐盟四型

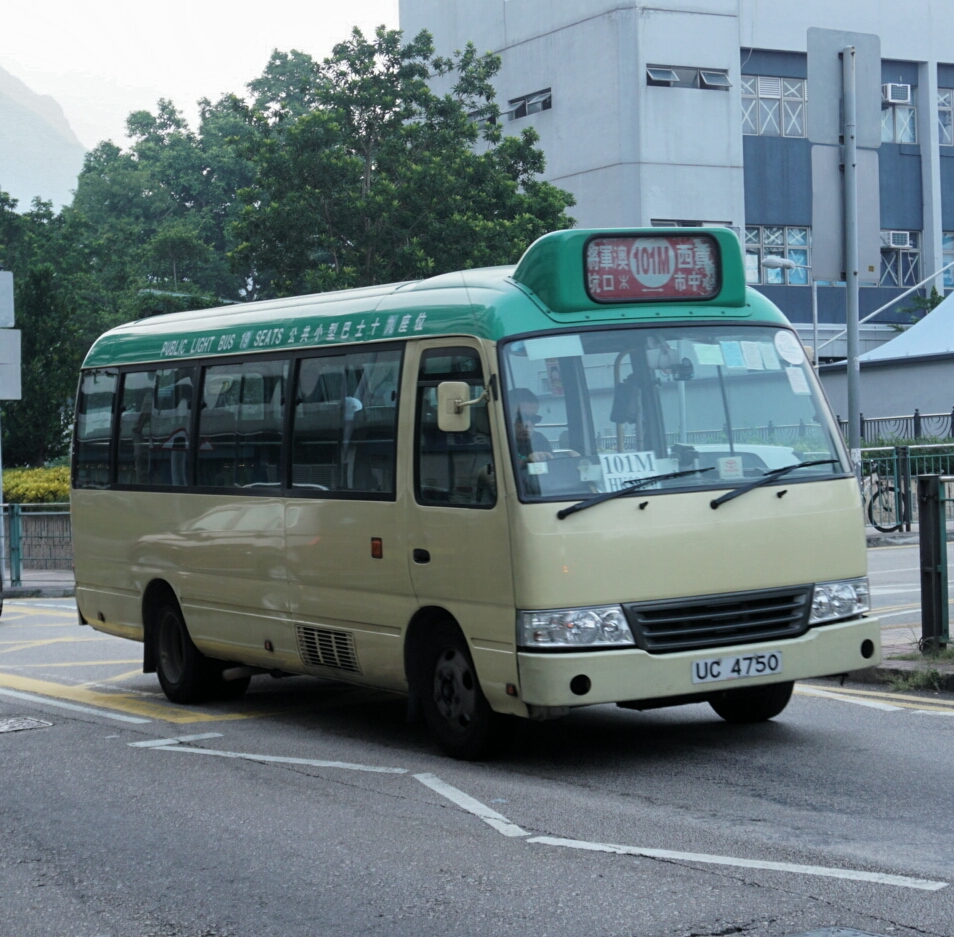
第三代（後期版本）歐盟五型

- 1992年12月，豐田再推出全新設計的Coaster。新系列分別有標準軸距的3200毫米以及長3935毫米兩種，並有16座位、20座位、26座位以及29座位等多種配搭可供選擇；另外車身亦捨棄以往方正的外觀，改用較圓渾的設計，並附設四盞圓形車頭燈，日本客車版則為兩盞呈梯形的石英頭燈；1997年出廠的16座位Coaster的開門桿設在變速桿左邊，原意是增加司機的活動空間，不過這設計劣評如潮，自此往後的16座位Coaster的開門桿設在變速桿右邊；此版本是為港澳地區及台灣稱呼的「第三型」Coaster。
- 1992至1994年供港的香港小巴版本，曾採用原廠電動摺門及絨質車頭內籠組件，駕駛座上方設空調隔塵網，及後改回使用手動開門桿開關摺門，冷氣隔塵網改設於車頭左邊，車頭內籠也改用塑膠物料。至於同期褓姆車、旅遊巴士及巴士公司則沿用原廠電動摺門。
- 1998年，豐田對Coaster作出改良，引擎因應平成10年氣體排放法規，更換成更環保的型號，所有車款的車頭燈亦一併改為兩盞呈梯形的石英頭燈；是為港澳台稱呼的「第四型」Coaster。
- 2001年，為響應環保，豐田推出以液化石油氣作為燃料的Coaster，並只提供石油氣版的標準軸距Coaster局限用家選擇，長軸距版本則仍然提供柴油或石油氣版本；此版本是為港澳地區及台灣稱呼的「第五型」Coaster。於同年推出28座版本。
- 2007年，豐田再對Coaster作出多項改良，其中引擎改配符合最新的歐盟四型標準引擎，同時將六前速手動變速更改為五前速；擋風玻璃以下部分的設計經過改良，改用更光亮的鑽石頭燈，透氣口的面積亦被加大，防撞欄柵上附設兩盞圓形霧燈，車側更加設指揮燈；車廂方面，錶板面積被加大，錶板上的按鈕編排變得更為整齊，車門亦加上蜂鳴器，當車門未完全關上會發出聲響提醒司機；此版本是為港澳地區及台灣稱呼的「第六型」Coaster。由此代起配備符合歐盟四型或五型標準引擎的Coaster在行駛一段距離後便會亮起指示燈，提示化合物儲存器將近儲滿，須停車空轉，將未完全燃燒的化合物燃燒，俗稱「燒碳」，每次大約須時15至20分鐘，期間不能行駛及須保持引擎空轉，完成後指示燈便會關掉。
- 2008年，豐田Coaster重新提供配上柴油引擎的標準軸距版本供用家選擇。
- 2013年開始，Coaster在左、右兩邊車身近裙腳的位置各加裝了三粒長方形的紅色反光板，車廂內下車門的裙腳由銀色鐵片改為黑色的塑膠片。
- 2015年開始，Coaster的座位有所更改，並且由兩點式安全帶改為三點式安全帶。
- 2016年日本豐田車廠宣佈2017年1月全面停產第3代的Coaster（出口版本另行日期）。

### 第四代－B60／B70／B80系列（2017年－）

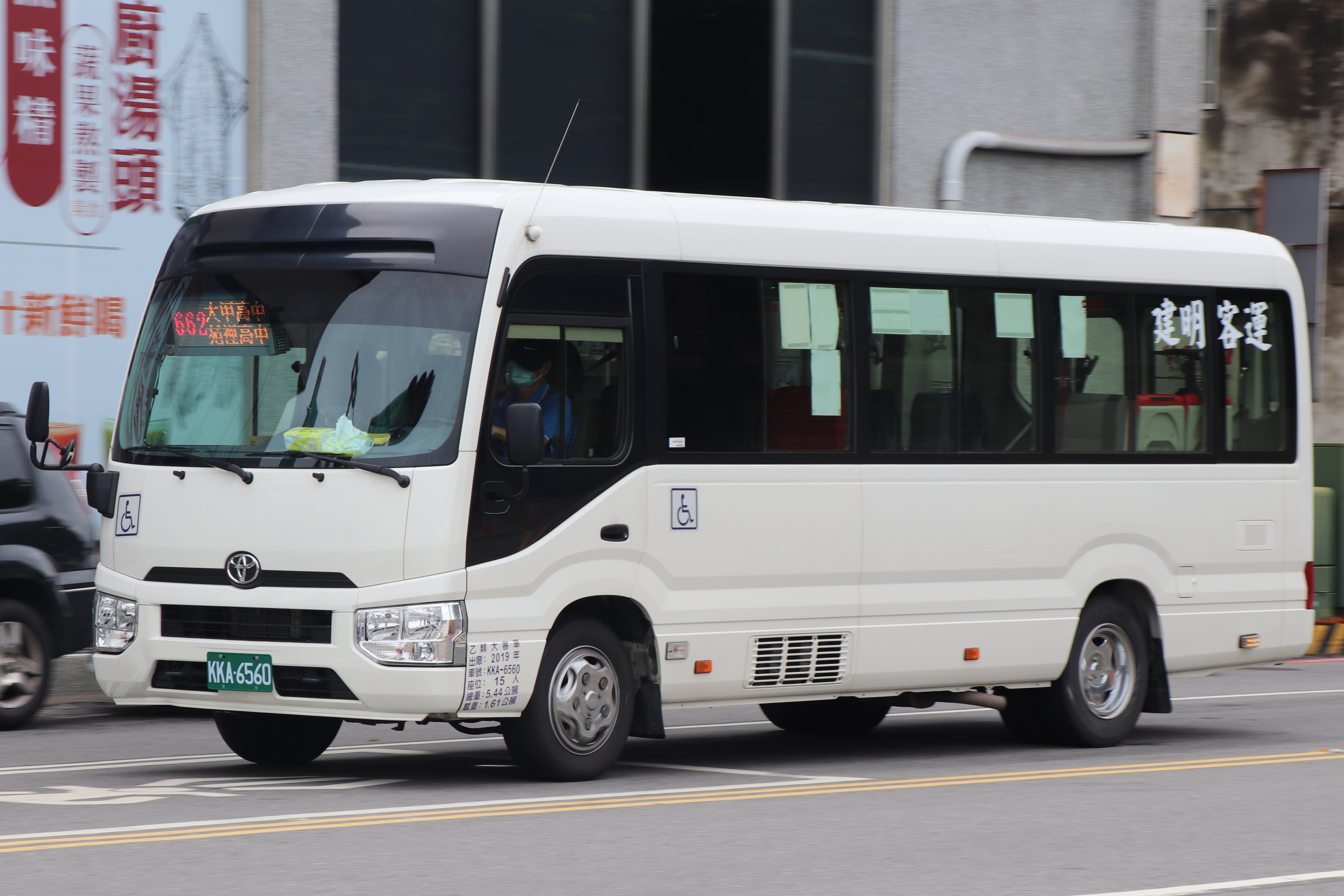
第四代（歐盟五型）

第四代豐田Coaster於2016年12月首度亮相，2017年1月23日於日本首次正式發售。
- 2018年9月14日開始，柴油版本可配備三點式安全帶座位。
- 2020年開始，石油氣版本的Coaster亦可配備三點式安全帶座位。
- 2022年，原本由日野提供的引擎因油耗數據造假醜聞而停用，柴油版本開始改為採用2.8升1GD-FTV柴油引擎，並率先用於出口版，2023年3月推出小改款的同時在日本市場發售。

## 銷售情況

### 香港
豐田Coaster在香港隨處可見，甚至形成「一廠獨大」的局面，此現象有數個成因：

#### 公共小巴
公共小巴是香港引入小型巴士數量最多的群體，現時小巴營辦商絕大部分傾向引入豐田Coaster。
自三菱率先於1983年推出空調Rosa小巴後，豐田亦於1984年推出空調Coaster小巴，為求於香港小巴這個大市場中爭一席位。空調小巴推出後，便極受小巴營辦商歡迎，紛紛棄用當年大行其道但不設空調的日產Echo小巴並轉投空調小巴。經過多年汰弱留強，豐田Coaster憑其高可靠性以及維修經濟性等優點成功落地生根，成為大贏家。
針對香港日益嚴重的空氣污染問題，環保署與運輸署合作於2000年間推行「另類燃料小巴測試計劃」，旨在研究另類燃料小巴的可靠程度，從而逐步推行小巴另類燃料化，減低整體碳排放。參與是次計劃的小巴生產商共有四間，共派出15輛另類燃料小巴作為測試，其中包括8輛石油氣版本豐田Coaster。經過一連串測試，最終只有豐田Coaster成功通過所有測試，使其往後的「一哥」地位更為鞏固。
有香港公共小型巴士的愛好者為Coaster小巴另起專用術語，以方便管理。雖然所謂該等術語於香港交通發燒友界普及化，但當對行內人士談及時或許毫無頭緒。此分類方法雖可套用到香港所有款式的豐田Coaster，但一般只於談論公共小巴或專線小巴時使用，用作居民巴士或客車的Coaster不使用此分類方法。
| 車型代數                       | 巴士迷代號                               |
| ------------------------------ | ---------------------------------------- |
| 第二代                         | 1代（圓形頭燈）、2代（方形頭燈）         |
| 第三代（前期型）               | 3代（圓形頭燈）、4代（方形頭燈）         |
| 第三代（中期型，2001年小改款） | 5代（5DL/5DLL、5LS/5LS2、5LL/5LLL、5EL） |
| 第三代（後期型，2007年小改款） | 6代（6DS、6DL、6LS、6LL）                |
| 第四代                         | 7代（7DL、7LL）                          |

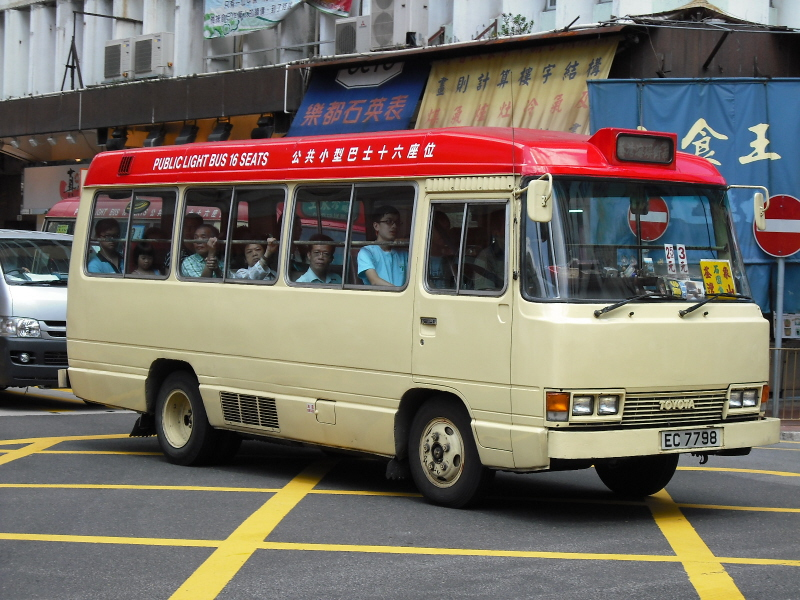
1988年生產的第二代Coaster小巴（BB23），車頭採用較細小的目的地顯示器，並以攪動操控桿轉換目的地布牌，故俗稱「細牌箱」。此車車頭防撞杆為後期換上。最後一輛同款小巴EC7798已於2010年2月退役。
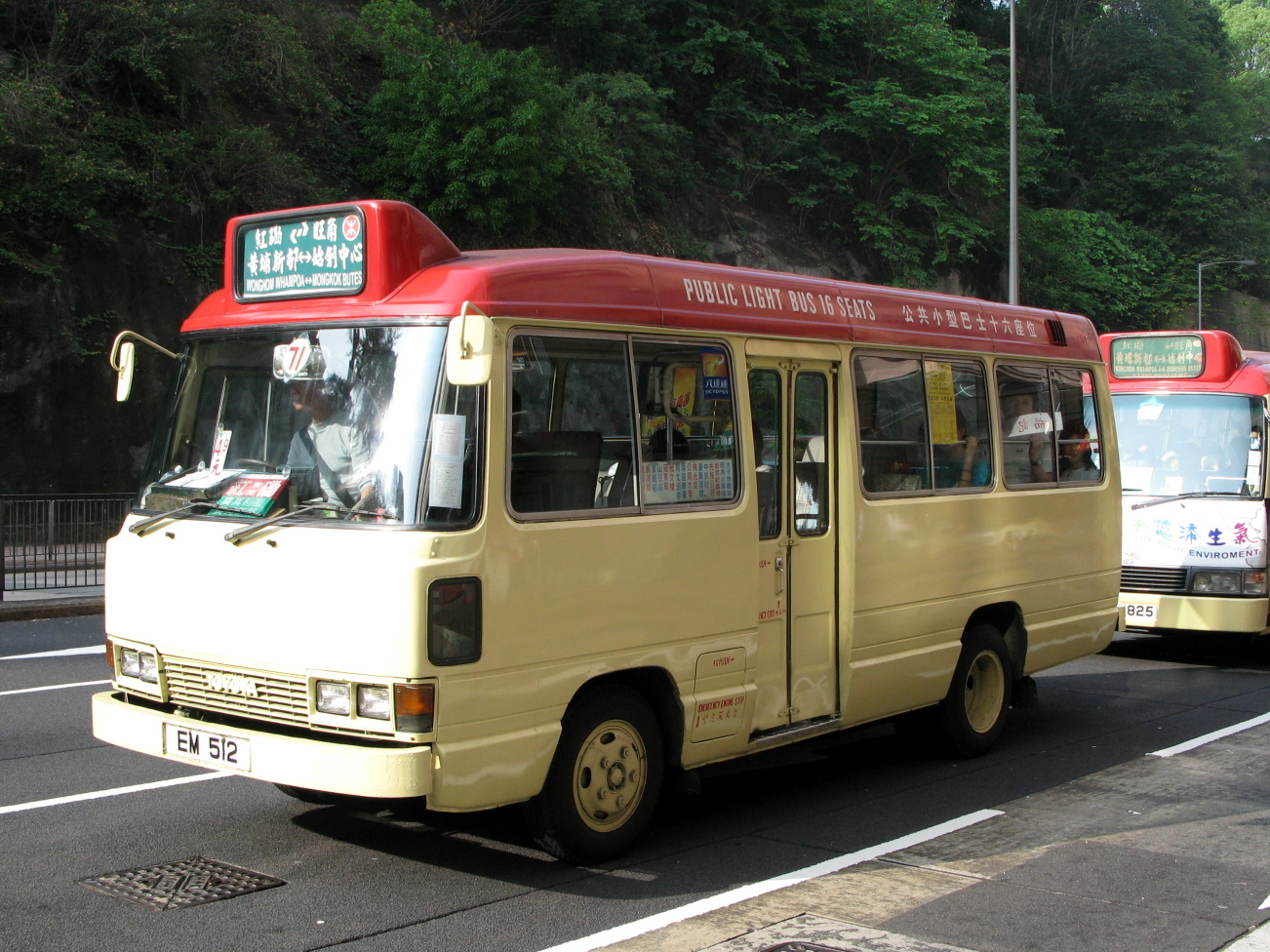
1989年至1992年生產的第二代Coaster小巴，因應法例要求而改用較為易見的大型顯示器，並改用電動按鈕自動轉換布牌，故俗稱「大牌箱」。此車車頭防撞杆為後期換上。踏入21世紀此款小巴的數目一直減少（2005年起更大量淘汰），最後一輛同款小巴車牌EK9319（於1990年登記）已於2011年11月正式退役。
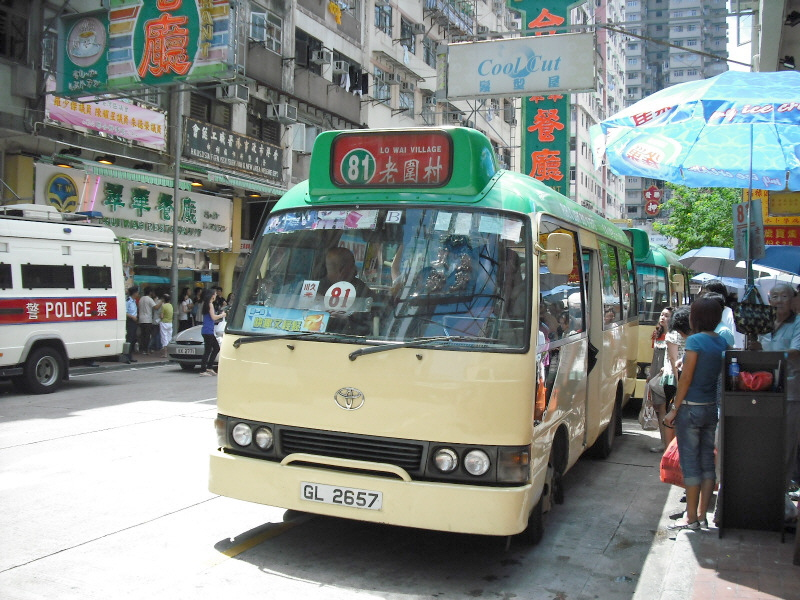
豐田第三代Coaster小巴（BB42），1993年至1998年生產（在1995年至1998年推出的版本，改配歐盟一型引擎)。此車車頭防撞杆為後期換上。車頭採用圓形頭燈設計，故俗稱「圓燈子彈頭」，在1993年至1994年推出的同款小巴數目已全數退役（2006年起大量淘汰），而在1995年至1998年推出的版本的數目一直減少（2014年起大量淘汰），最後一輛同款小巴JG3977，於2018年6月除牌。
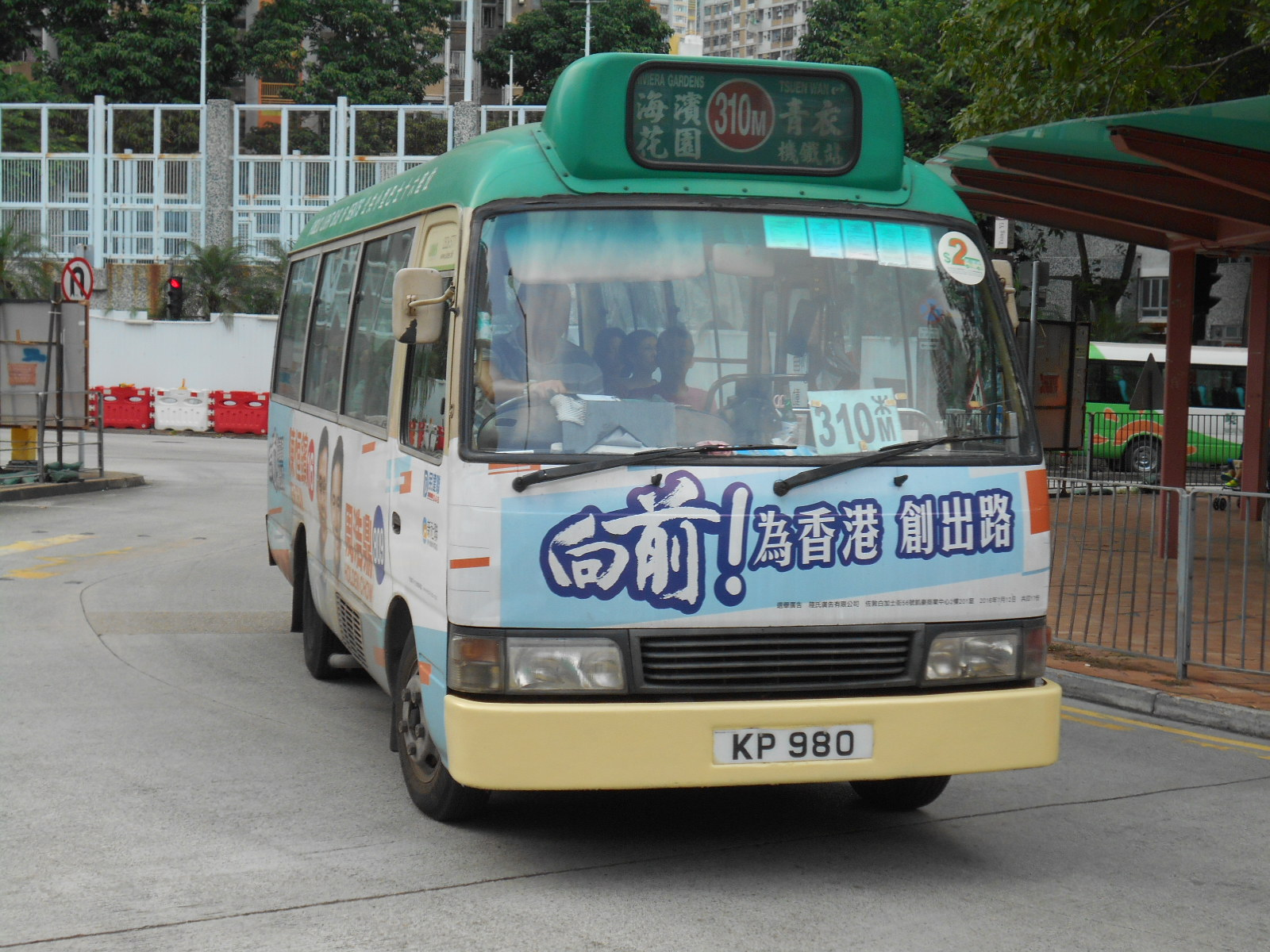
豐田第四代Coaster小巴（BB43），1998年至2002年生產，車頭採用方形頭燈設計，故俗稱「方燈子彈頭」。第四代改配歐盟二型引擎。部份同款车辆的車頭鬼面罩組件使用第五代的款式。此款小巴的數目一直減少（2016年起更大量淘汰），最後一輛同款小巴JU1613，於2018年11月7日除牌。
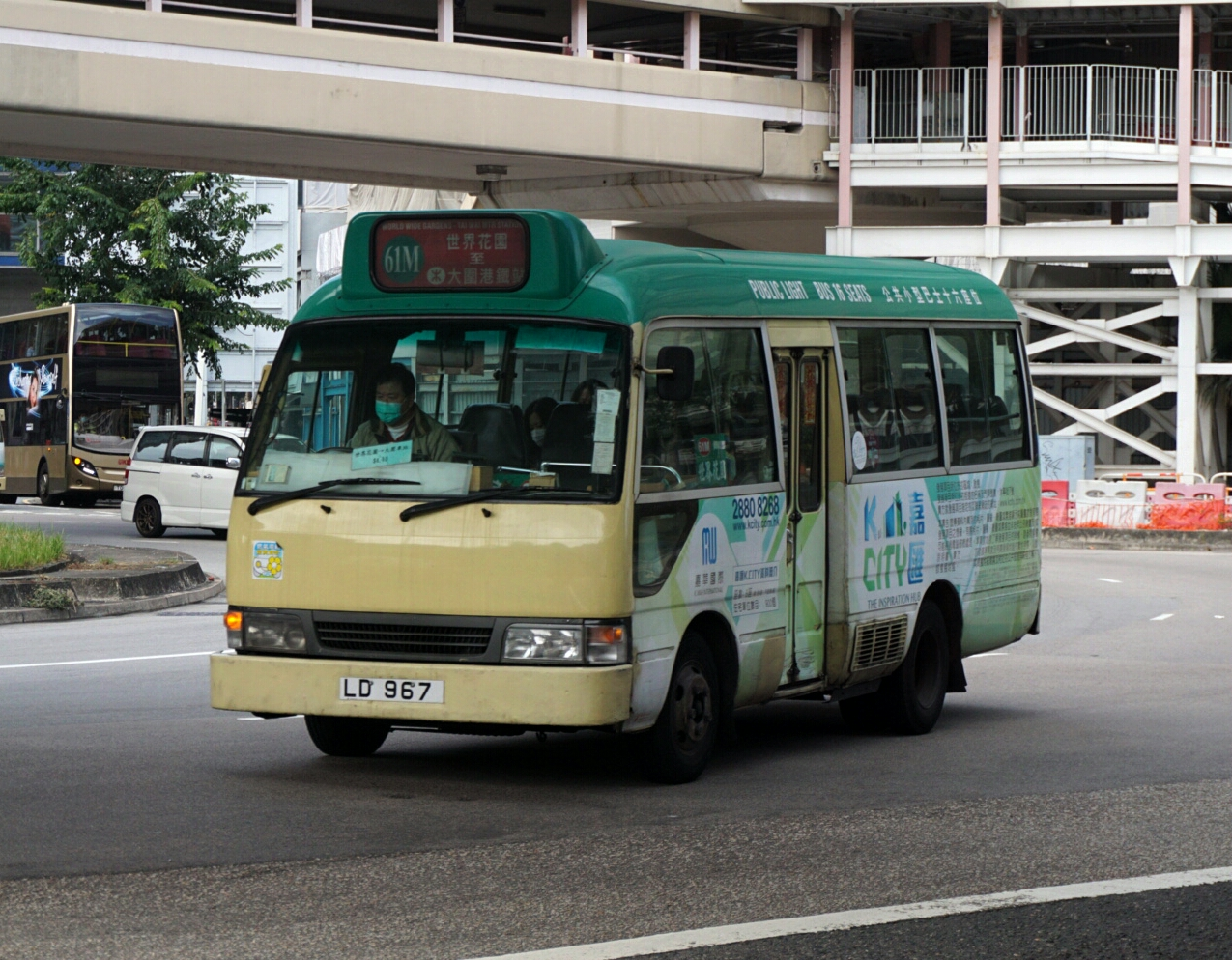
豐田第五代Coaster小巴（車型代號5LS），以石油氣作燃料，2002年至2004年生產，又稱「石仔」或「氣艇」。部份同款车辆的車頭鬼面罩組件使用第四代或第六代的款式。亦有部份同款車輛採用與5LS2同款的高背座椅或較豪華的Vogel座椅。部份同款車輛現已退役。此車車頭防撞杆為後期換上。
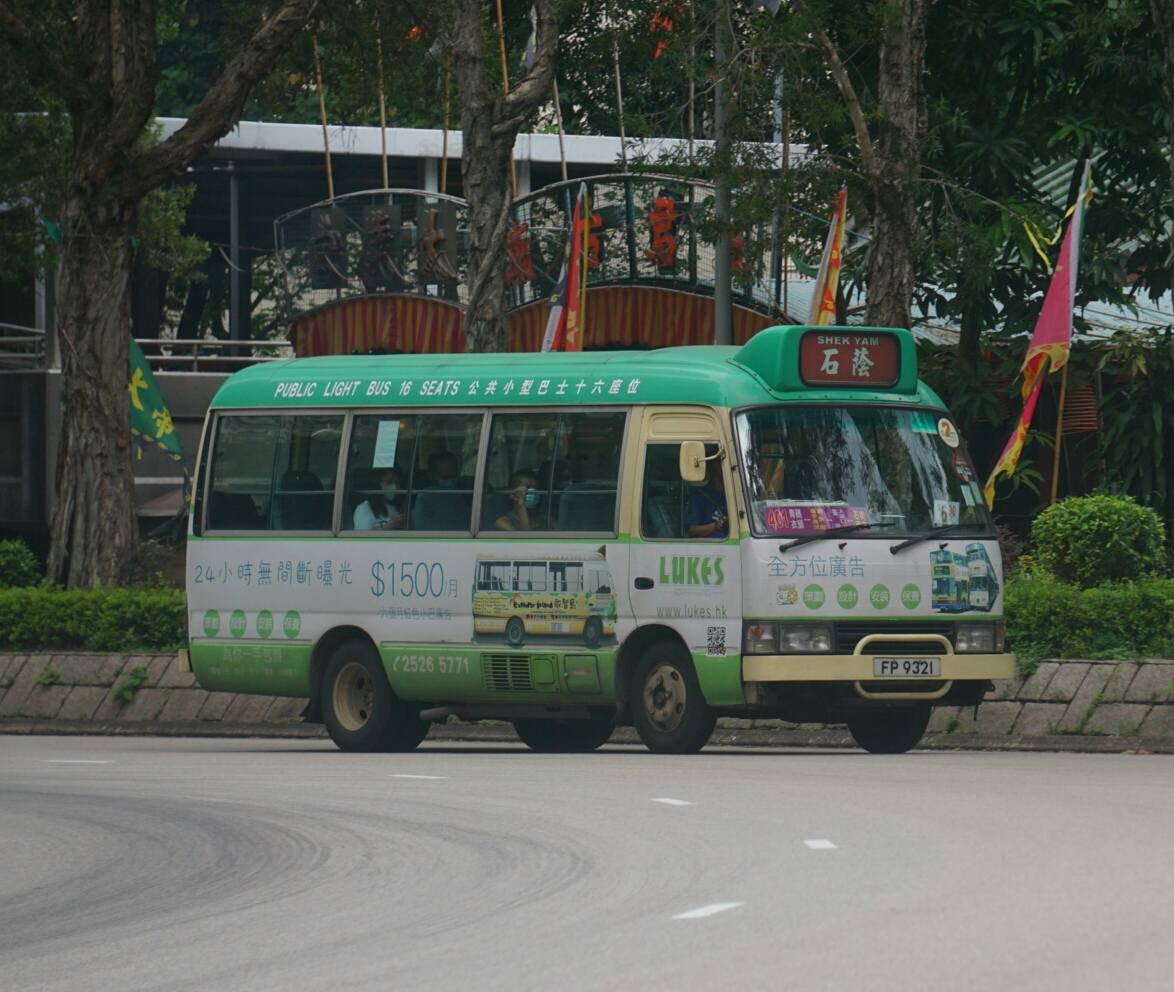
豐田第五代Coaster小巴（車型代號5LS2），以石油氣作燃料，2004年至2007年生產，又稱「石仔」或「氣艇」。部份同款车辆的車頭鬼面罩組件使用第四代的款式。大部份公司都擁有此款Coaster，部份同款車輛現已退役，此車車頭防撞杆為後期換上。
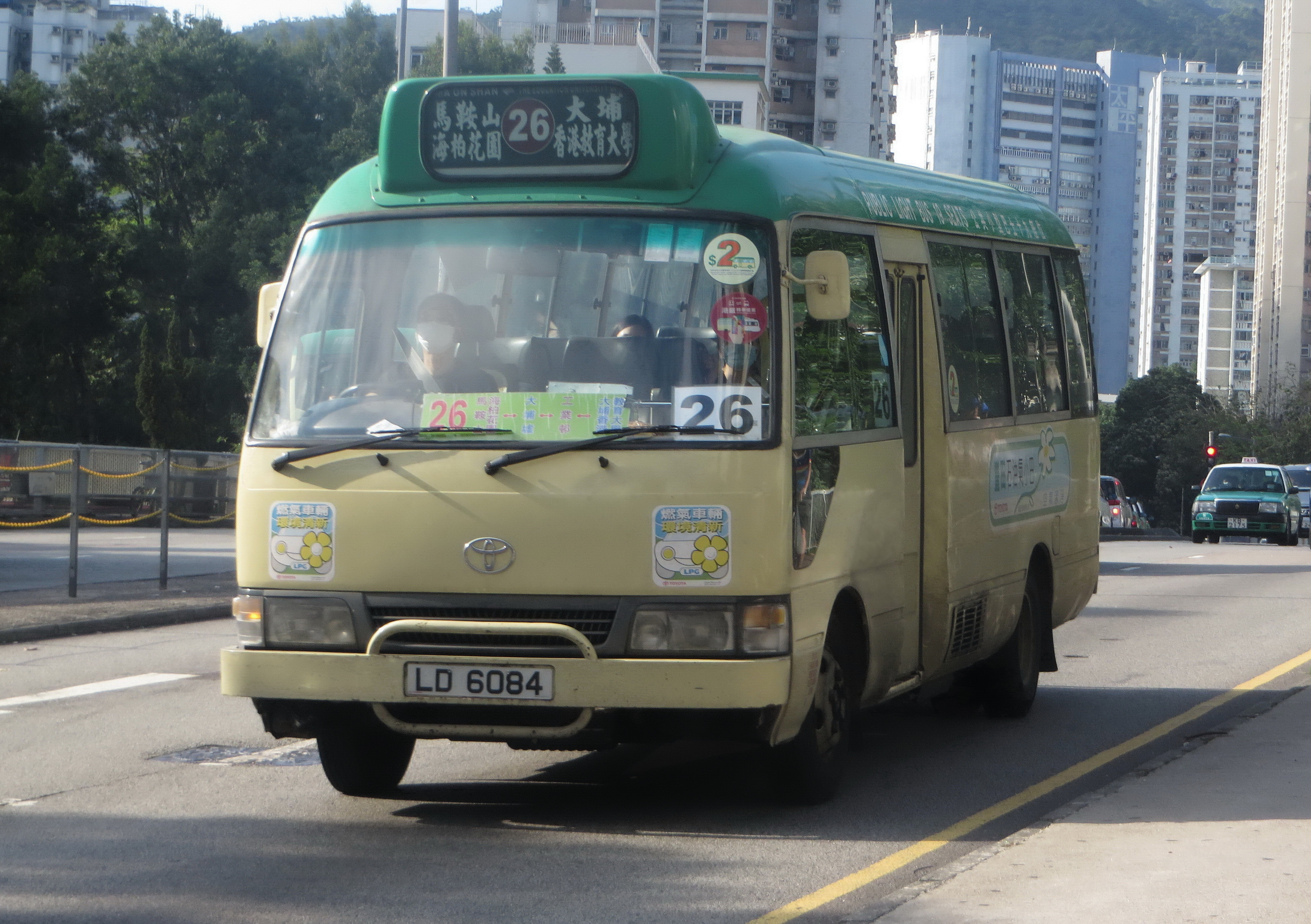
豐田第五代的長陣版本石油氣Coaster小巴（車型代號5LL/5LLL），2003年至2005年及2007年期間生產。部份設有行李架或19個座位以及採用新和豐座椅。部份同款車輛現已退役。
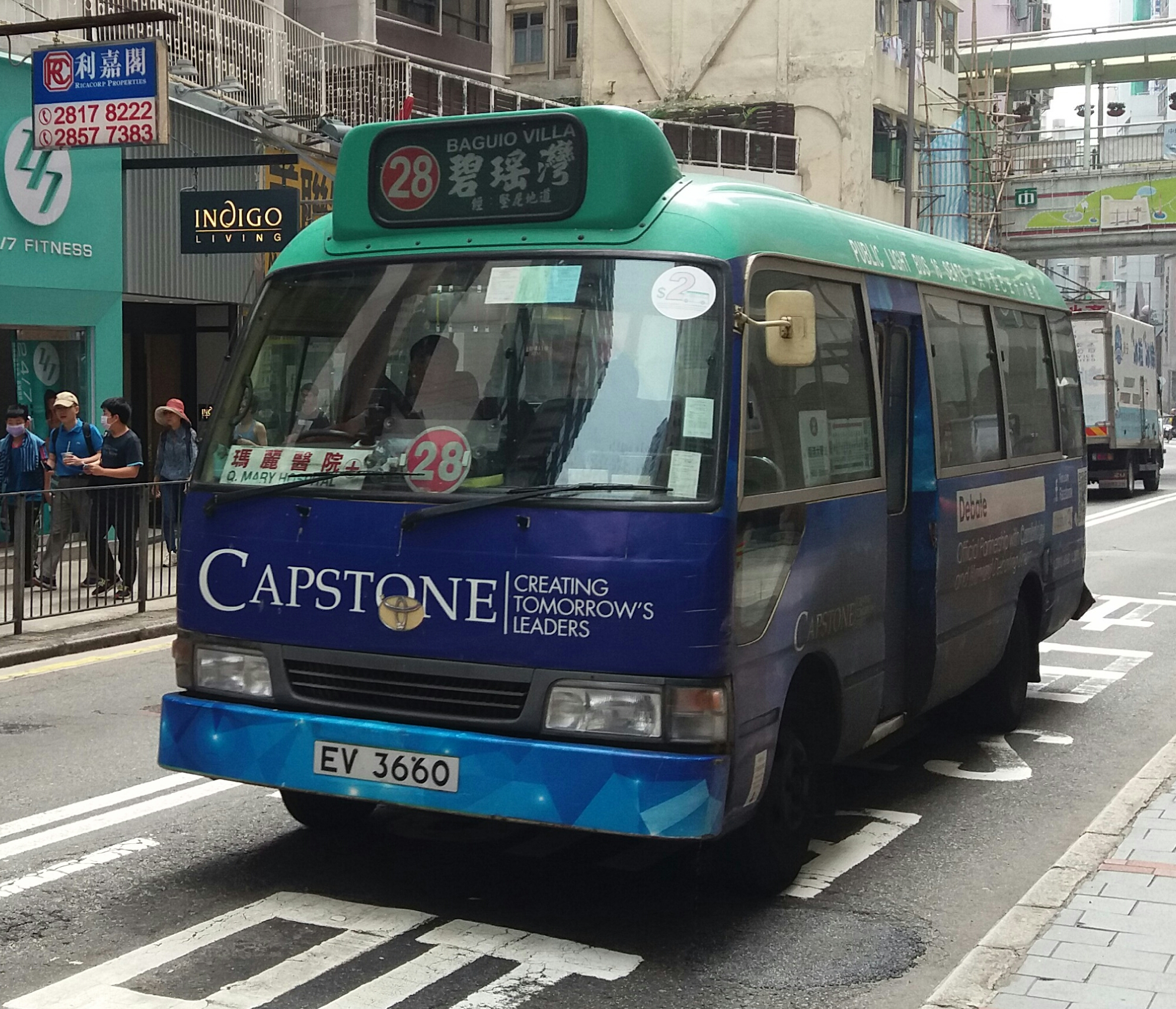
豐田第五代的長陣版本柴油Coaster小巴（車型代號5DL/5DLL），改配歐盟三型引擎。2003年至2006年期間生產。部份設有行李架，並已於2020年起全數退役。
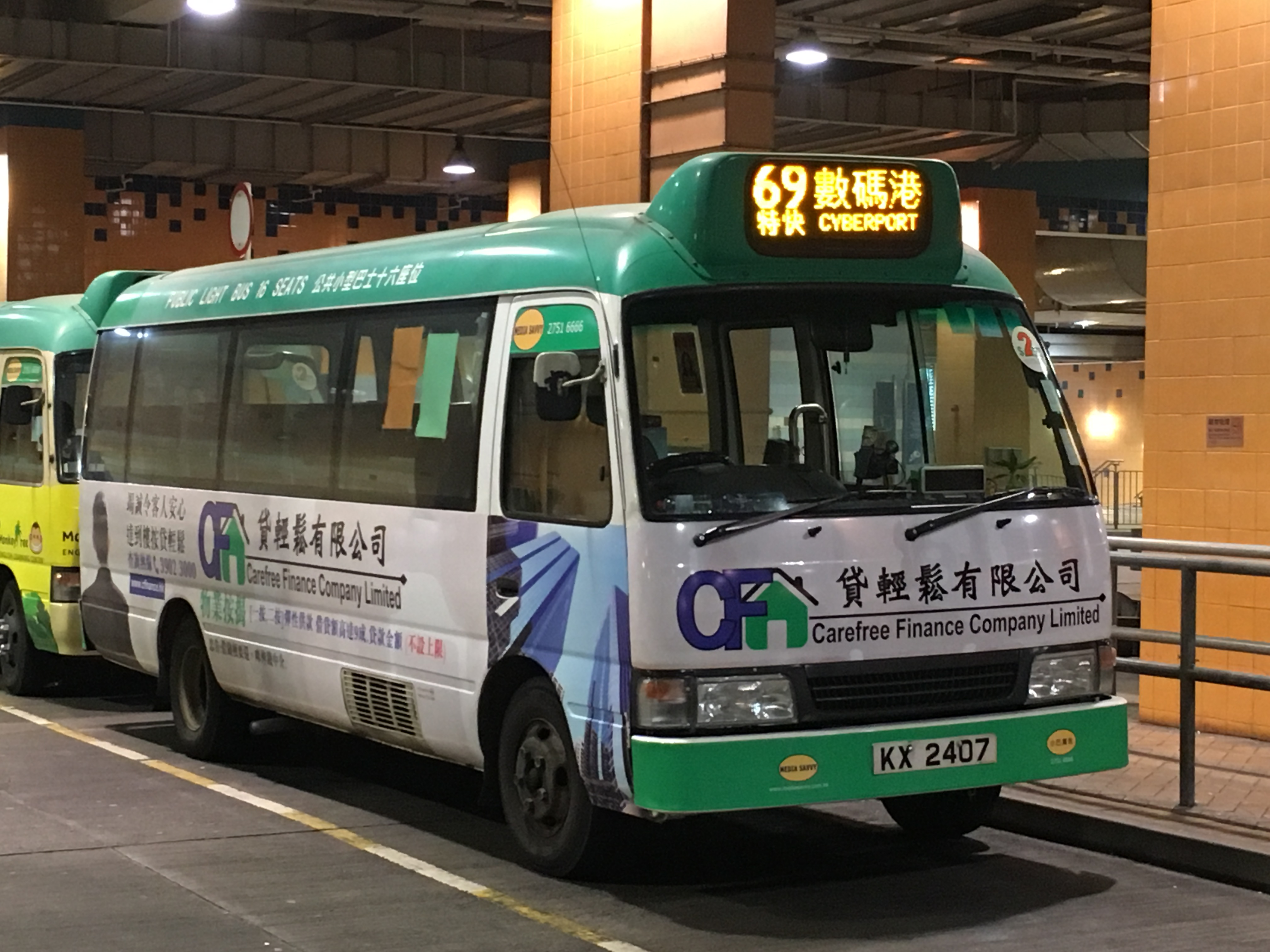
豐田第五代的豪華版本Coaster小巴（車型代號5EL），全部為歐盟三型引擎，車主為進智公交。採用較豪華的客車規格，車門是採用電動外趟門而非手動摺門，車窗方面採用黑色密封車窗，以及使用電子路線顯示器。在2002年期間生產，此款車輛為全港首款長陣小巴以及豪華小巴，並於已於2018全部退役。此車車頭防撞杆為後期換上。
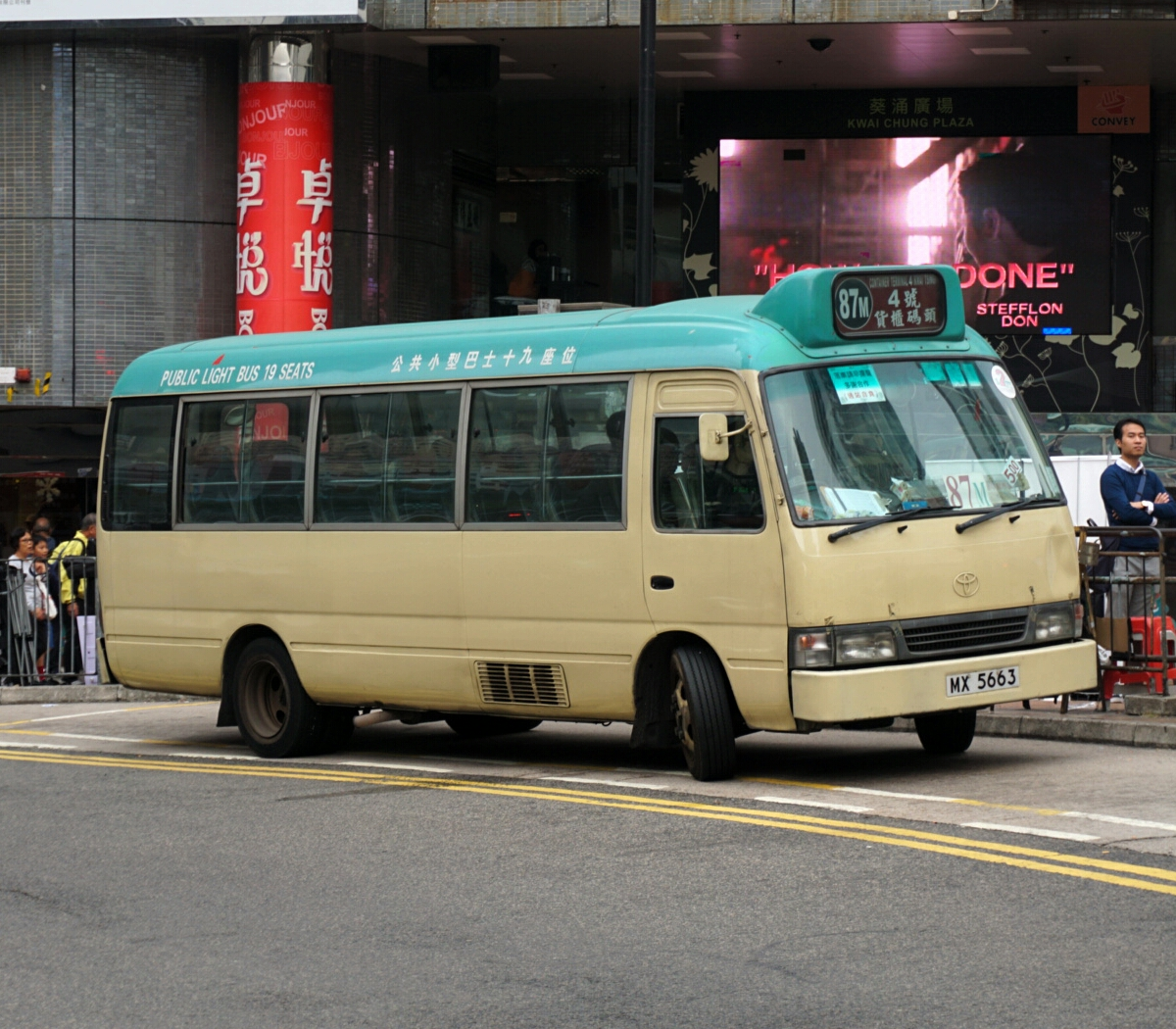
豐田第五代的長陣版本柴油Coaster小巴（車型代號5DL）。全港剩下17輛，2006年至2007年期間生產，2007年的版本改配歐盟四型引擎。此款後期5DL的車尾倒後鏡設於太平門上。部份設有19個座位以及採用新款或較豪華的Vegaseat座椅。己于2022年起踏入退役潮。
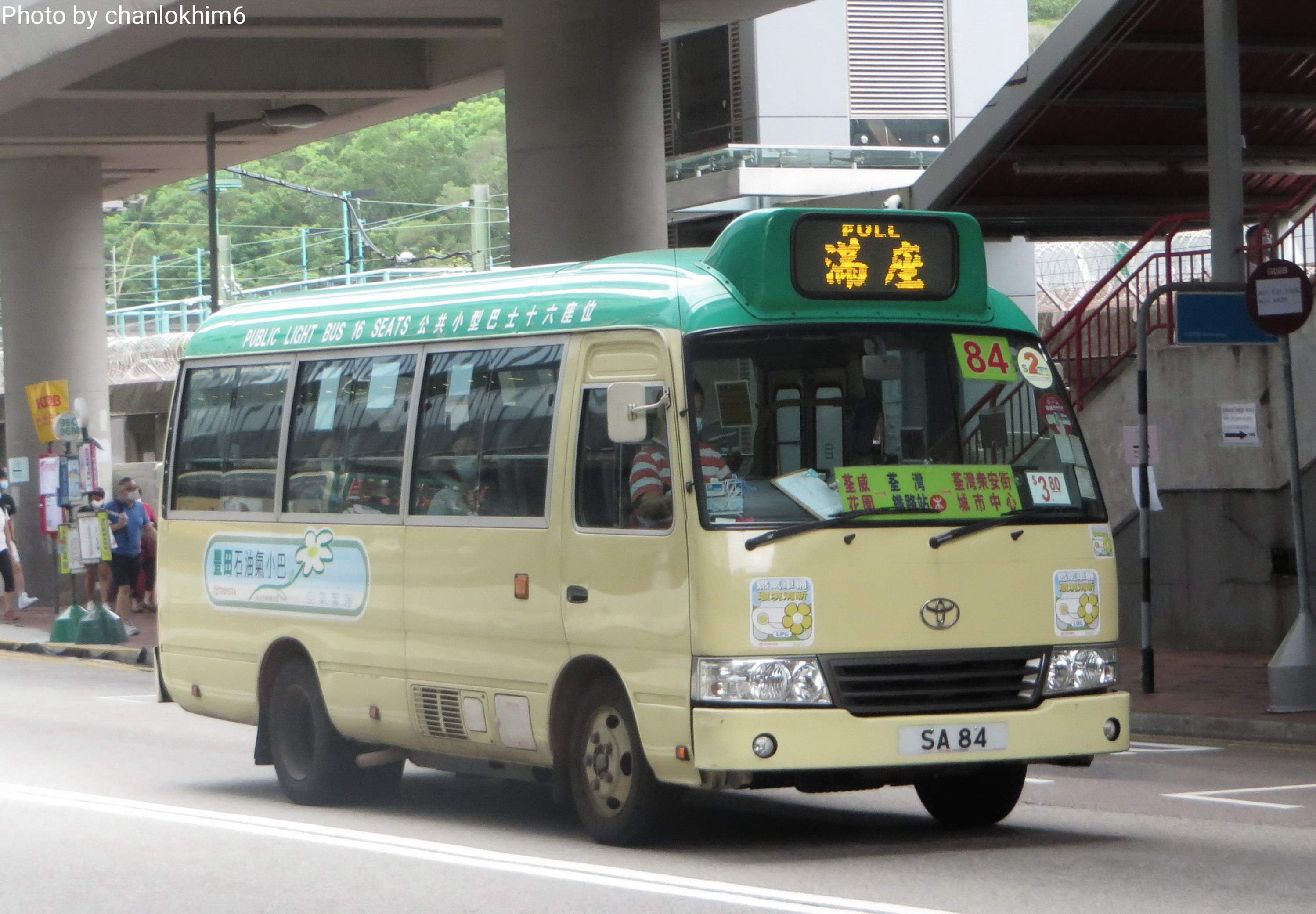
2007年起投入服務的短陣版本豐田第六代石油氣Coaster小巴（車型代號6LS），頭幅設計經過改良，2007年起生產。部份同款车辆的車頭鬼面罩組件使用第四代或第五代的款式。此車車頭防撞杆和Hanover電子路線牌為後期換上。（在2015年起推出的版本採用原廠舊款三點式安全帶的高背座椅）
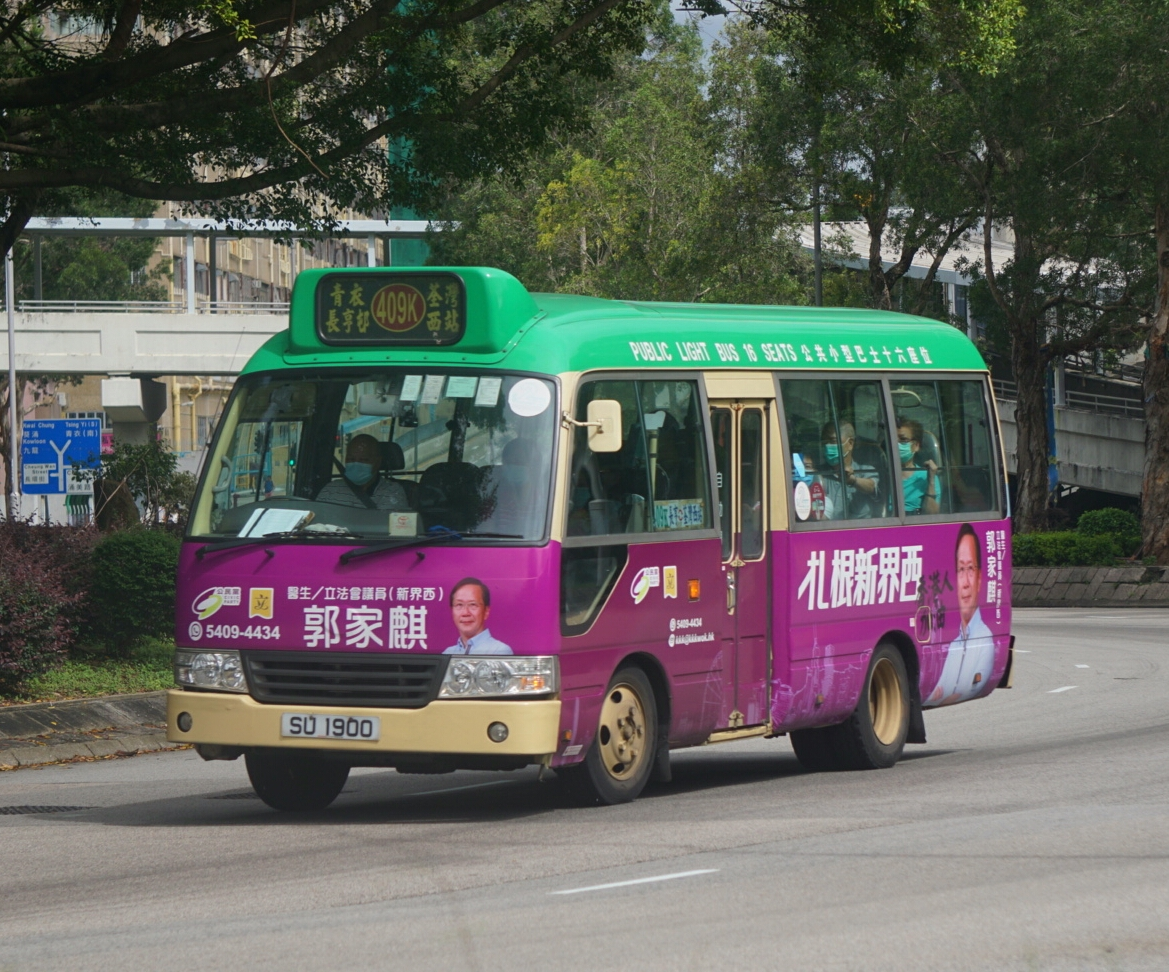
2008年起投入服務的短陣版本豐田第六代柴油Coaster小巴（車型代號6DS），改配歐盟四型引擎，頭幅設計經過改良，2007年起生產。部份同款车辆的車頭鬼面罩組件使用第四代或第五代的款式。此車車頭防撞杆為後期換上。（在2010年底起推出的版本改配歐盟五型引擎，在2015年起推出的版本採用原廠舊款三點式安全帶的高背座椅）。歐盟四型版本車型已於2020年起踏入退役潮。
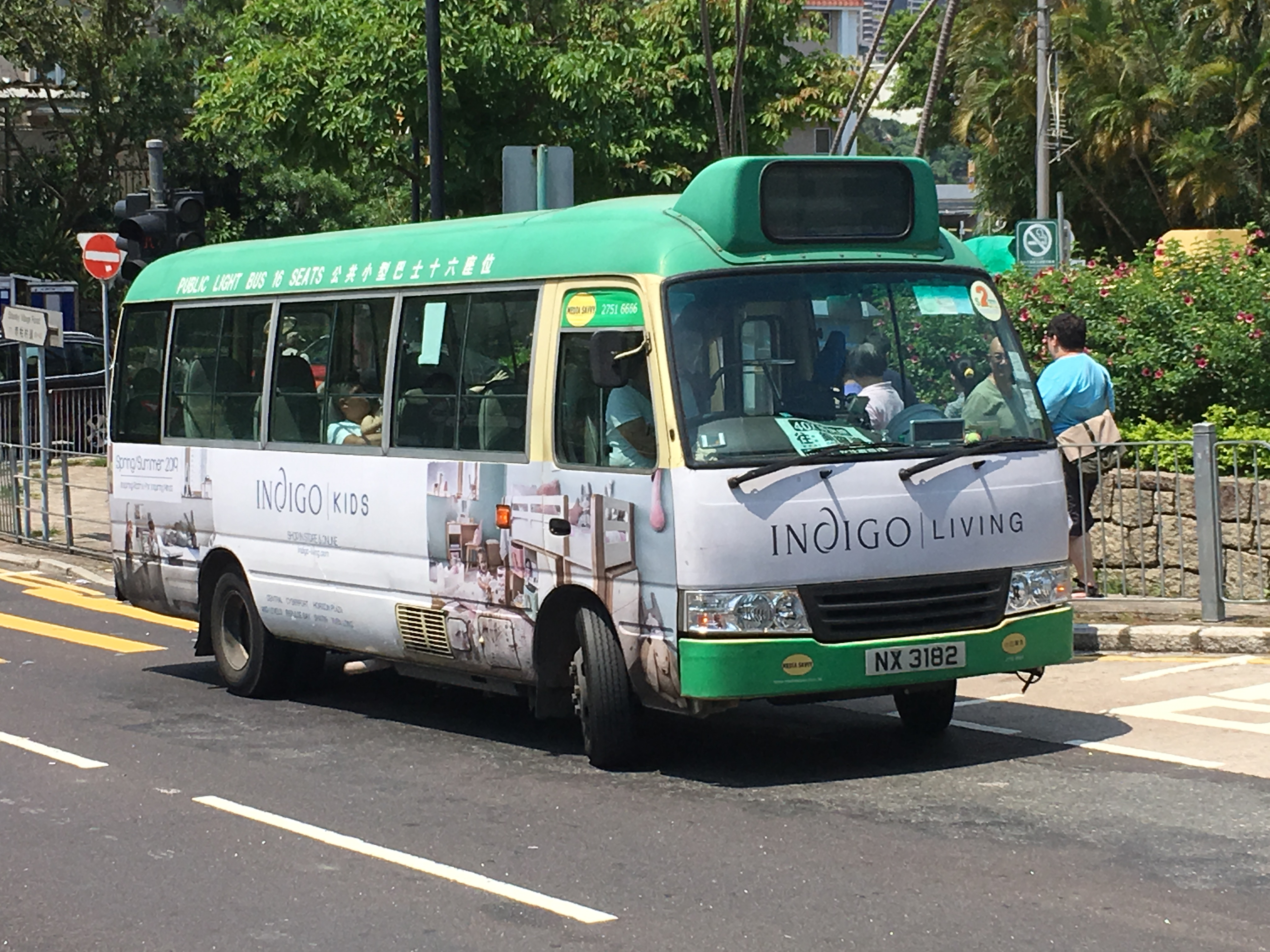
2009年投入服務的長陣版本豐田第6代石油氣Coaster小巴（車型代號6LL），車主為進智公交，頭幅設計經過改良，2007年起生產。全香港只有一架。此車車頭防撞杆為後期換上。
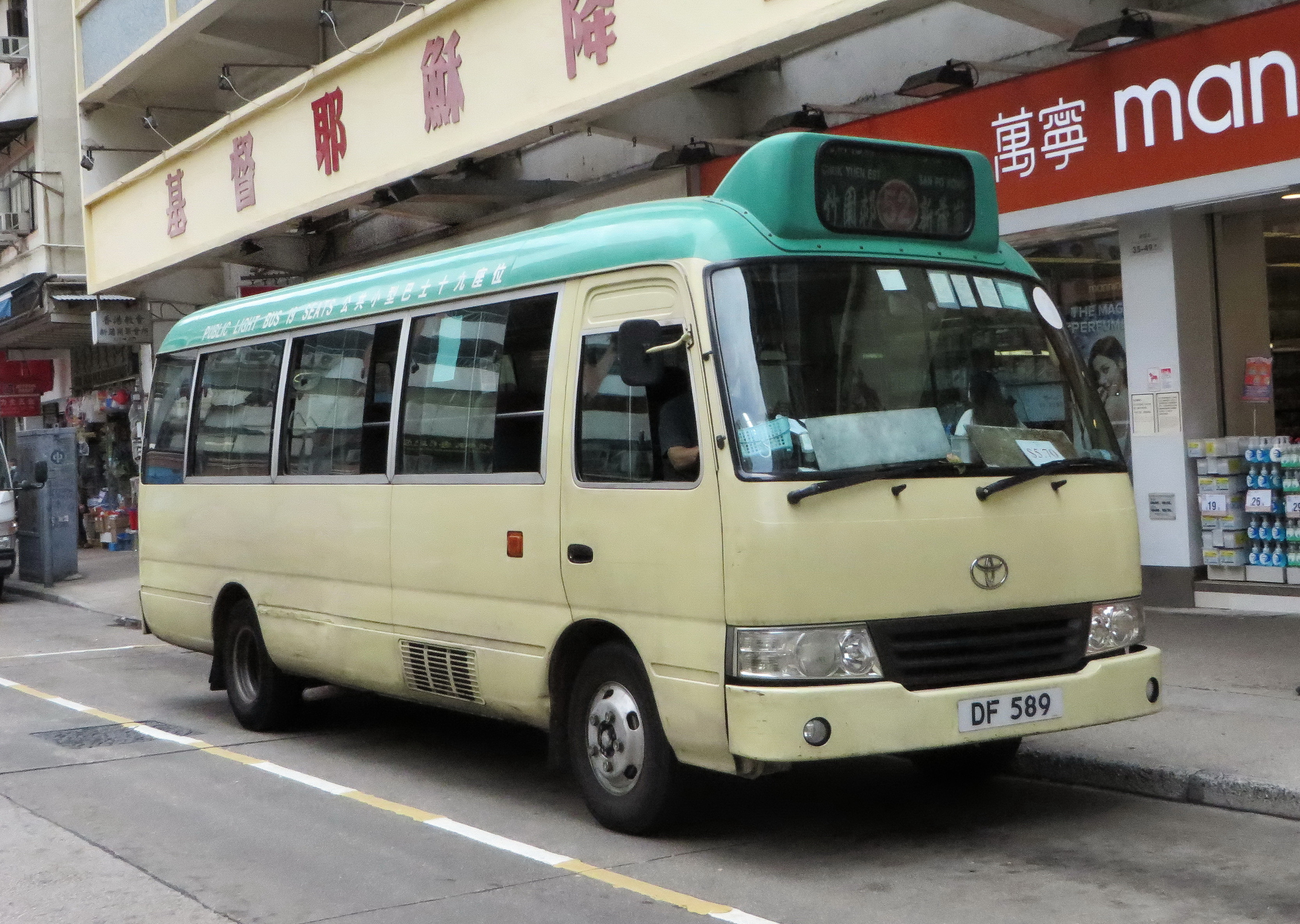
2007年投入服務的長陣版本豐田第6代柴油Coaster小巴（車型代號6DL），全港只有10輛，全部為歐盟四型引擎，頭幅設計經過改良（同款車輛NA955的車頭鬼面罩仍採用第五代的款式），有部份設有19座位，採用新款Vegaseat座椅。此車車頭防撞杆為後期換上，同款車輛NH5026已經退役（該車採用較豪華的客車規格，車門是採用電動外趟門而非手動摺門，車窗方面採用黑色密封車窗，亦採用自動波箱），于2020年起踏入退役潮。
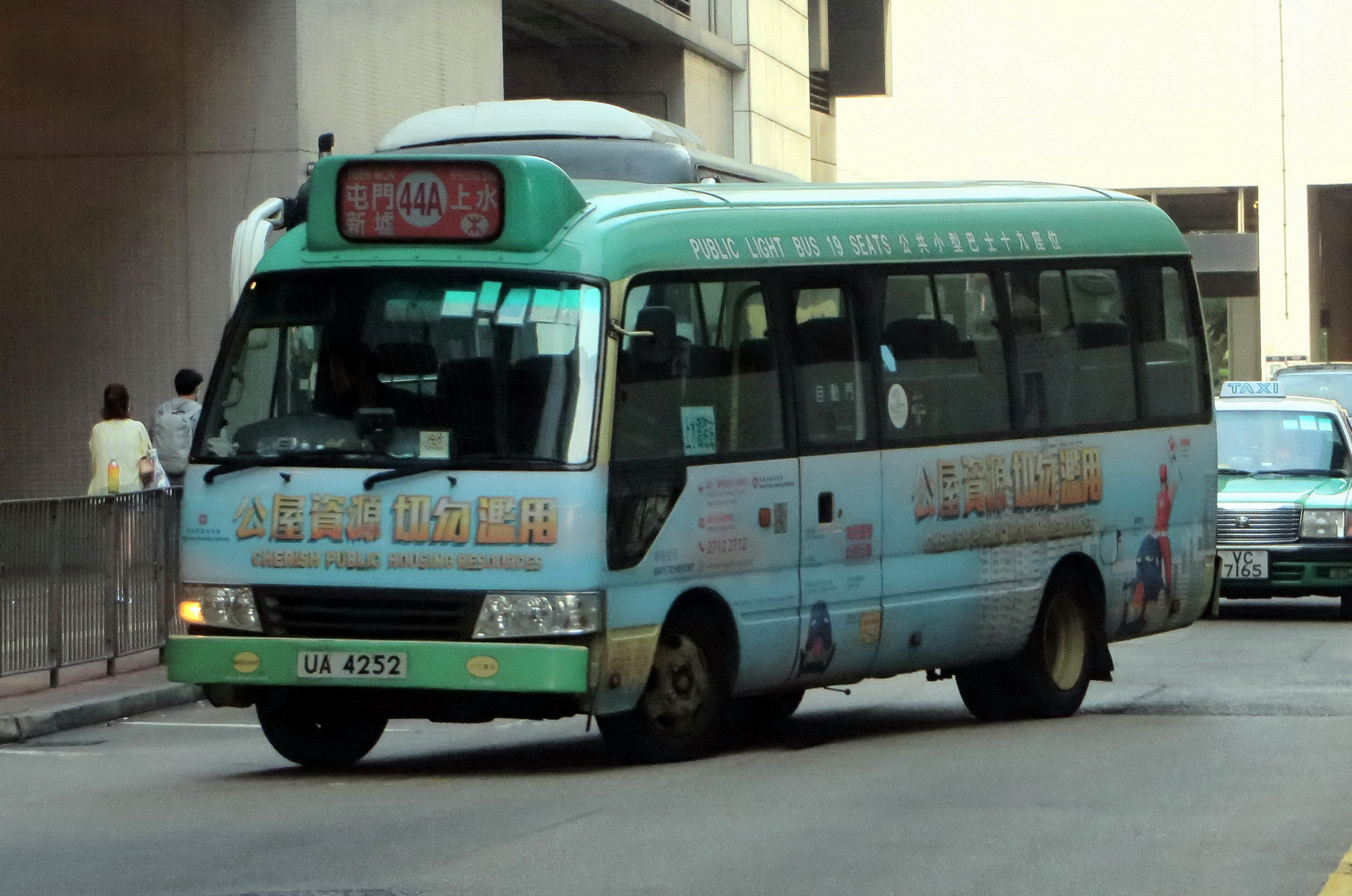
2015年起投入服務的長陣版本豐田第6代柴油Coaster小巴（車型代號6DL），全部為歐盟五型引擎，設有19個座位，採用較豪華的客車規格，車門是採用電動外趟門而非手動摺門，車窗方面採用黑色窗框，座椅亦採用較豪華的Vegaseat座椅，亦採用自動波箱。此車車頭防撞杆為後期換上。
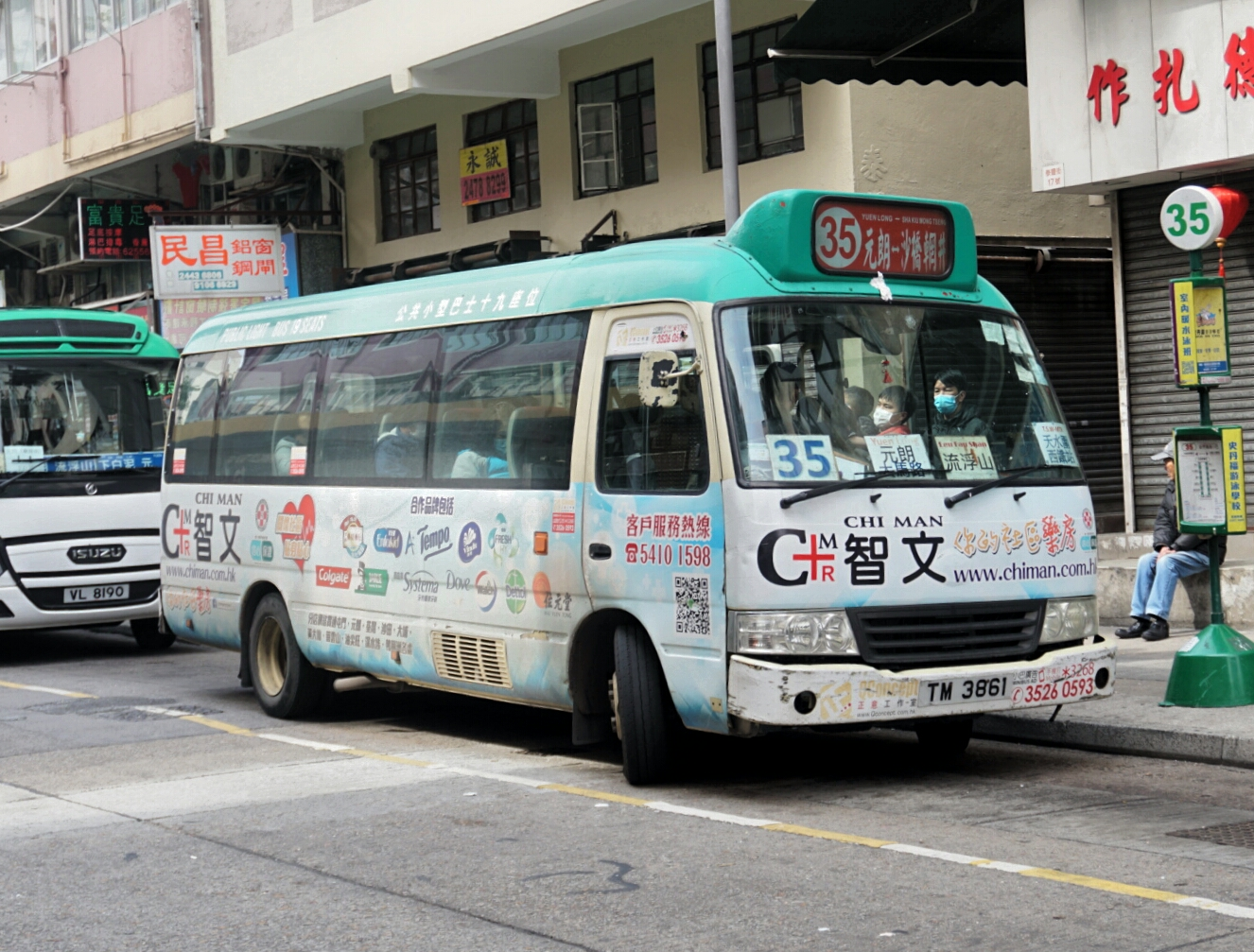
2015年投入服務的長陣版本豐田第6代柴油Coaster小巴（車型代號6DL），首兩輛車主為冠榮車行，分別是行走33線、34線、35線、79S線的TM3861（前44線、44A線用車）以及101M線、102線的GX511，全部為歐盟五型引擎，設有19個座位，採用較豪華的客車規格，車門是採用電動外趟門而非手動摺門，車窗方面採用密封車窗，現採用新款Vegaseat座椅，曾採用新和豐座椅,兩車亦採用自動波箱。
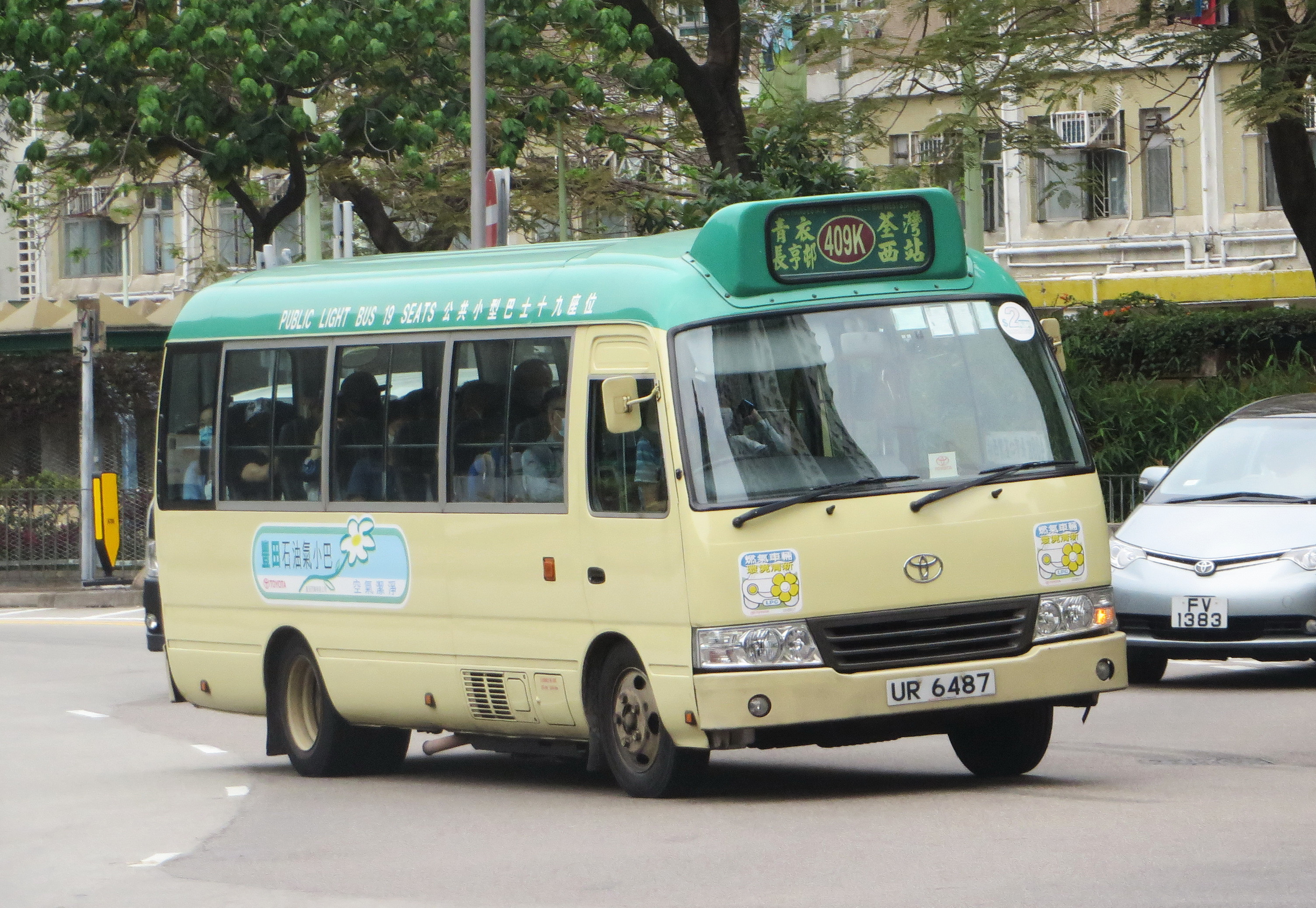
2016年起投入服務的長陣版本豐田第6代石油氣Coaster小巴（車型代號6LL），設有19個座位，採用較豪華的Vegaseat座椅。此車車頭防撞杆為後期換上。
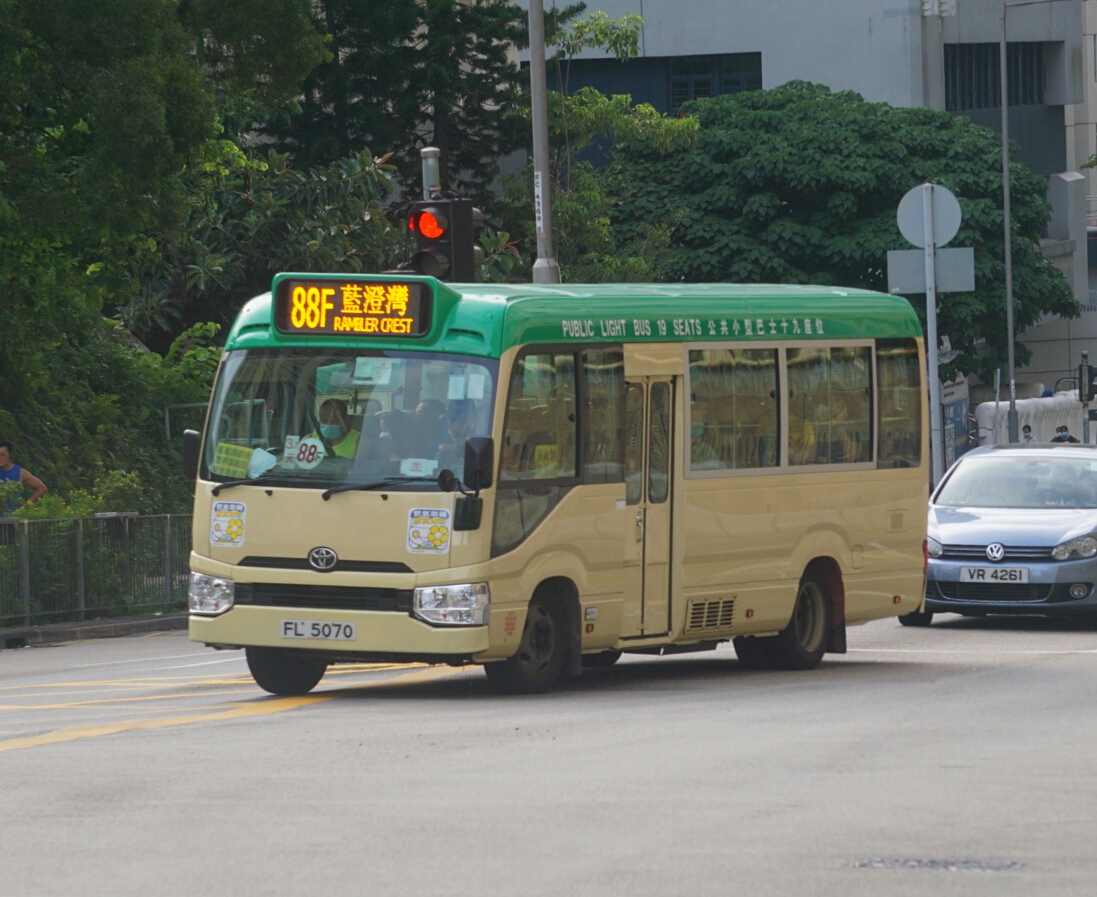
2017年8月起投入服務的豐田第7代石油氣小巴（車型代號7LL），設有19個座位，採用新款Vegaseat座椅和銀色窗框，以及使用八通電子路線顯示器，2019年起亦有豐田第7代石油氣小巴改為採用展暉電牌。冠榮車行的版本以及2019年後投入服務的同款車輛採用較豪華的Vogel座椅。
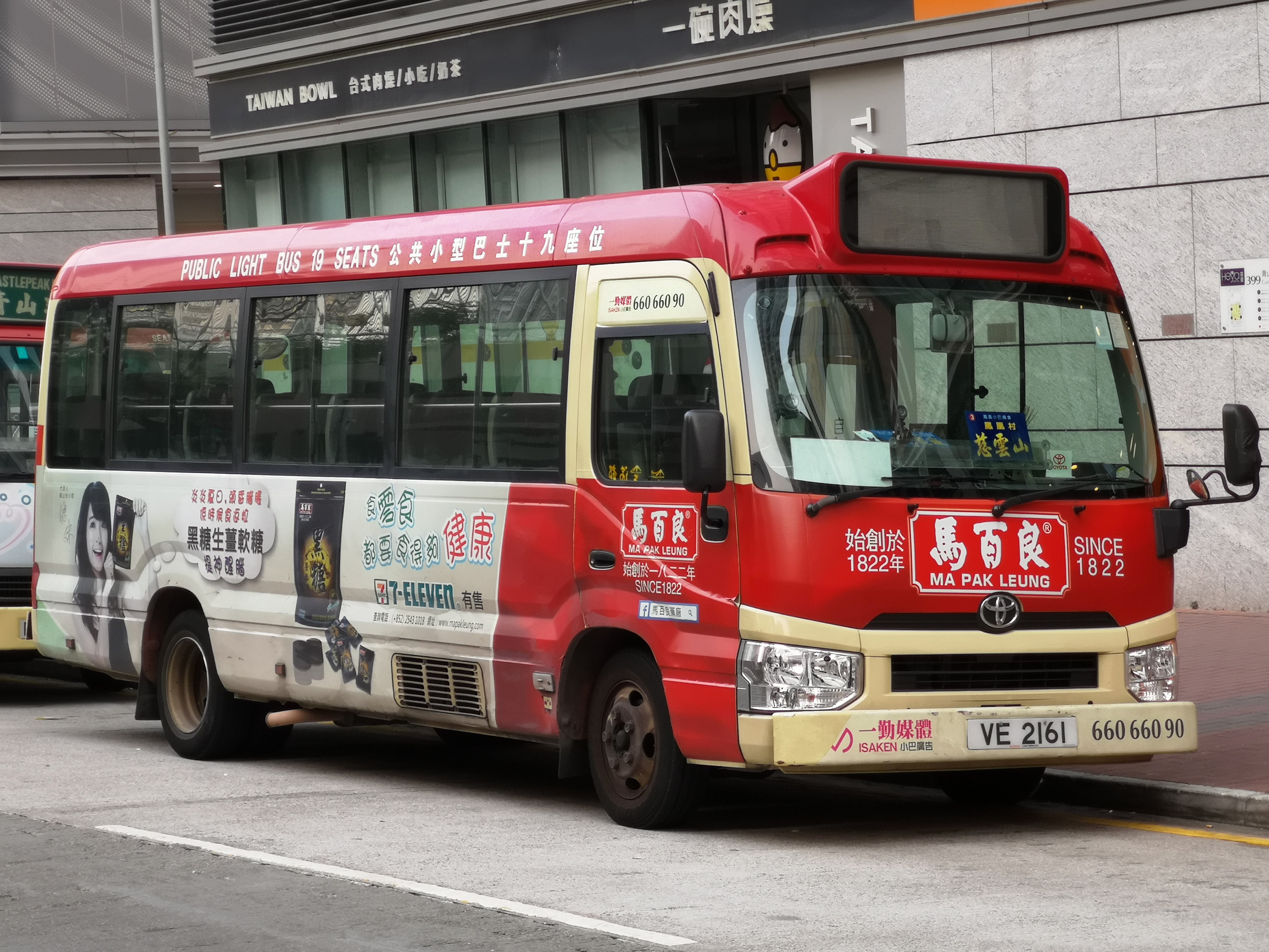
2018年起投入服務的豐田第7代柴油小巴（車型代號7DL），全部採用歐盟五型引擎，設有19個座位，採用較豪華的客車規格，車窗方面採用黑色窗框，亦採用新款Vegaseat座椅，以及使用電子路線顯示器。冠榮車行的版本以及2019年後投入服務的同款車輛採用較豪華的Vogel座椅。此車車頭防撞杆為後期加裝。
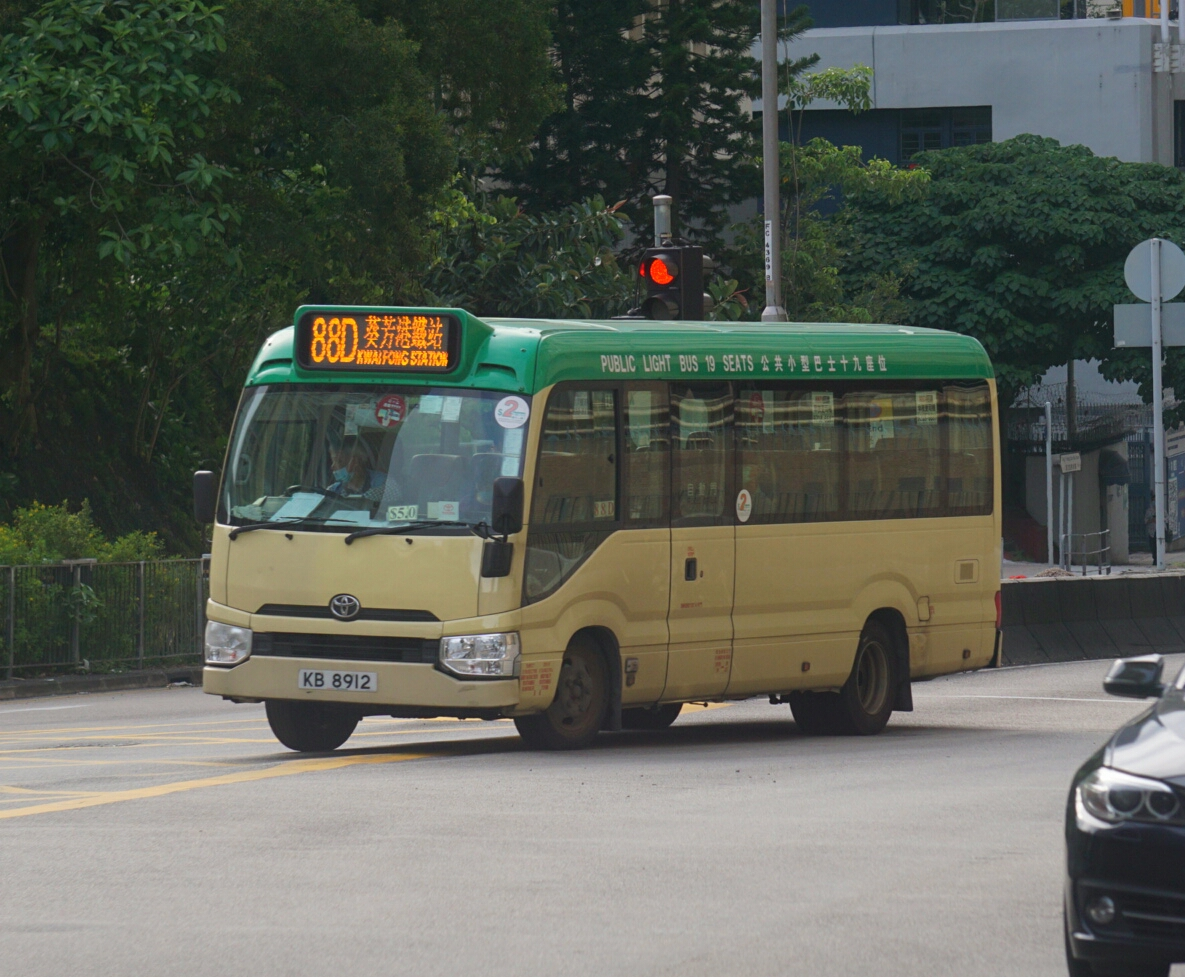
2017年11月起投入服務的豐田第7代柴油小巴（車型代號7DL），全部採用歐盟五型引擎，設有19個座位，採用較豪華的客車規格，車門是採用電動外趟門而非手動摺門，車窗方面採用密封車窗及黑色窗框，亦採用新款Vegaseat座椅和自動波箱，以及使用電子路線顯示器。
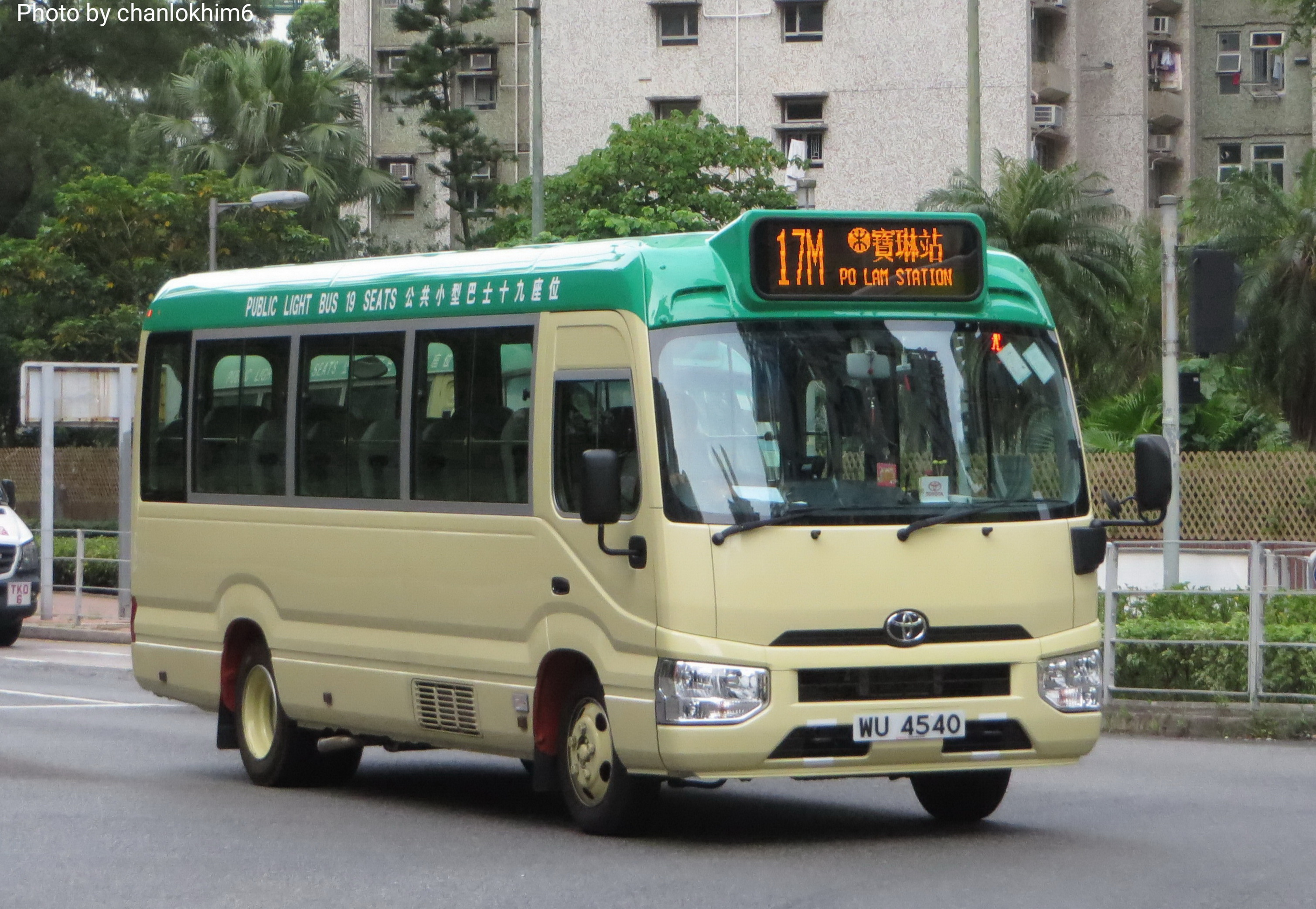
2018年9月起投入服務的豐田第7代柴油小巴（車型代號7DL），採用歐盟五型引擎，2021年起推出的版本改配備歐盟六型引擎。設有19個座位，採用原廠新款三點式安全帶的高背座椅和銀色窗框，以及使用電子路線顯示器。
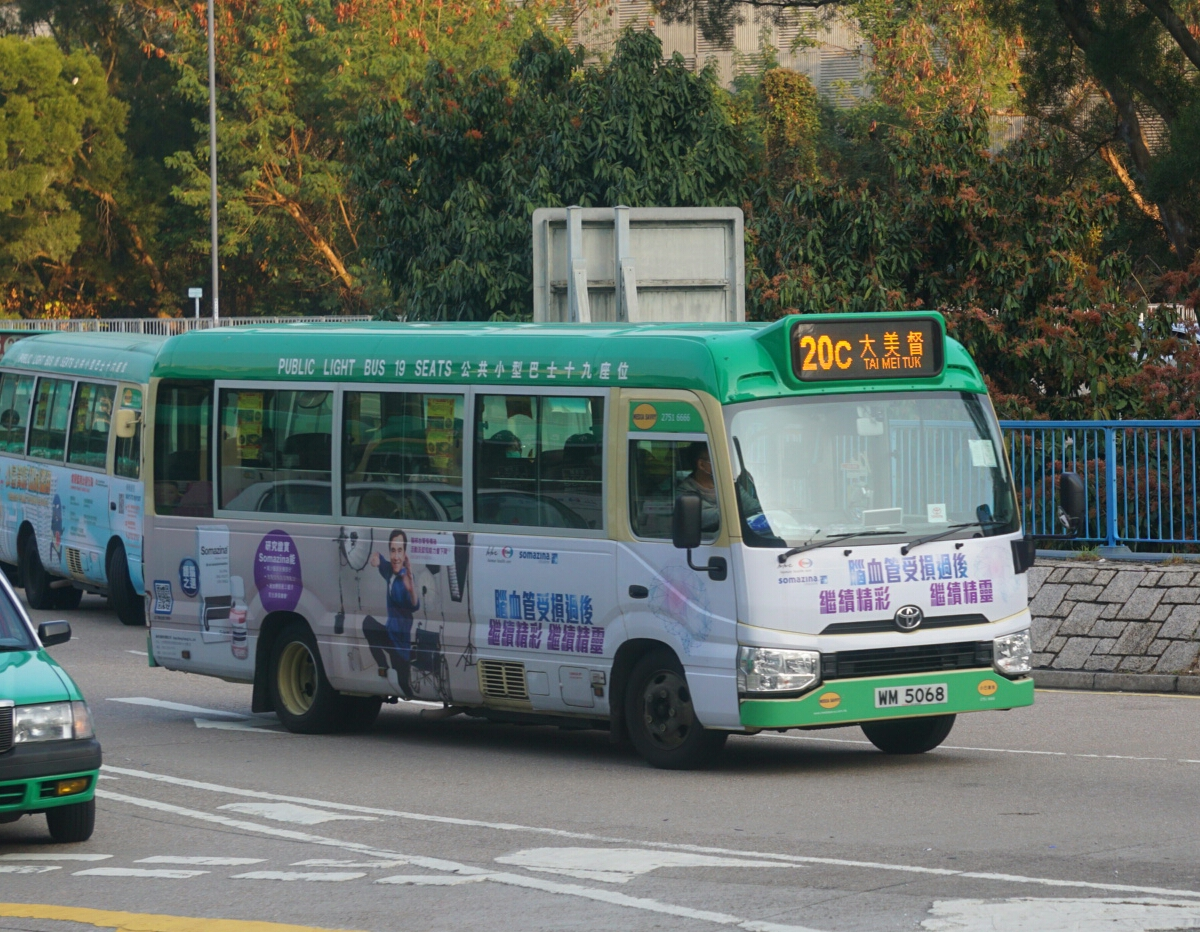
2019年起投入服務的豐田第7代石油氣小巴（車型代號7LL），車主為進智公交。設有19個座位，採用新款Vegaseat座椅和銀色窗框，以及使用電子路線顯示器。採用Hanover電子路線顯示器。此車車頭防撞杆為後期換上。
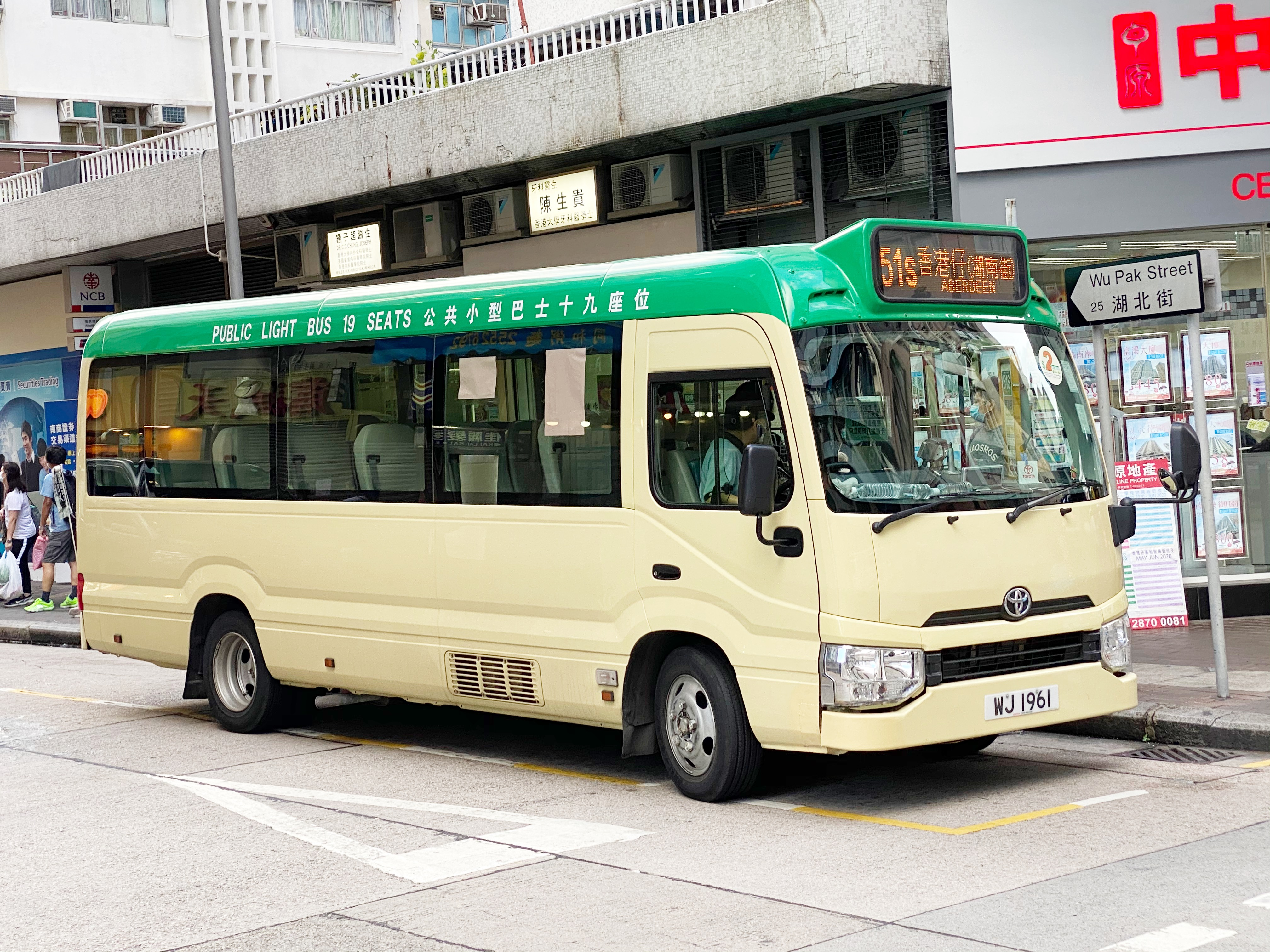
2019年起投入服務的豐田柴油小巴（車型代號7DL），車主為進智公交。採用較豪華的客車規格，採用原廠新款三點式安全帶的高背座椅，自動波箱，手動摺門和密封車窗，以及使用電子路線顯示器。（大部份小巴採用Hanover電子路線顯示器）。此車車頭防撞杆為後期換上。
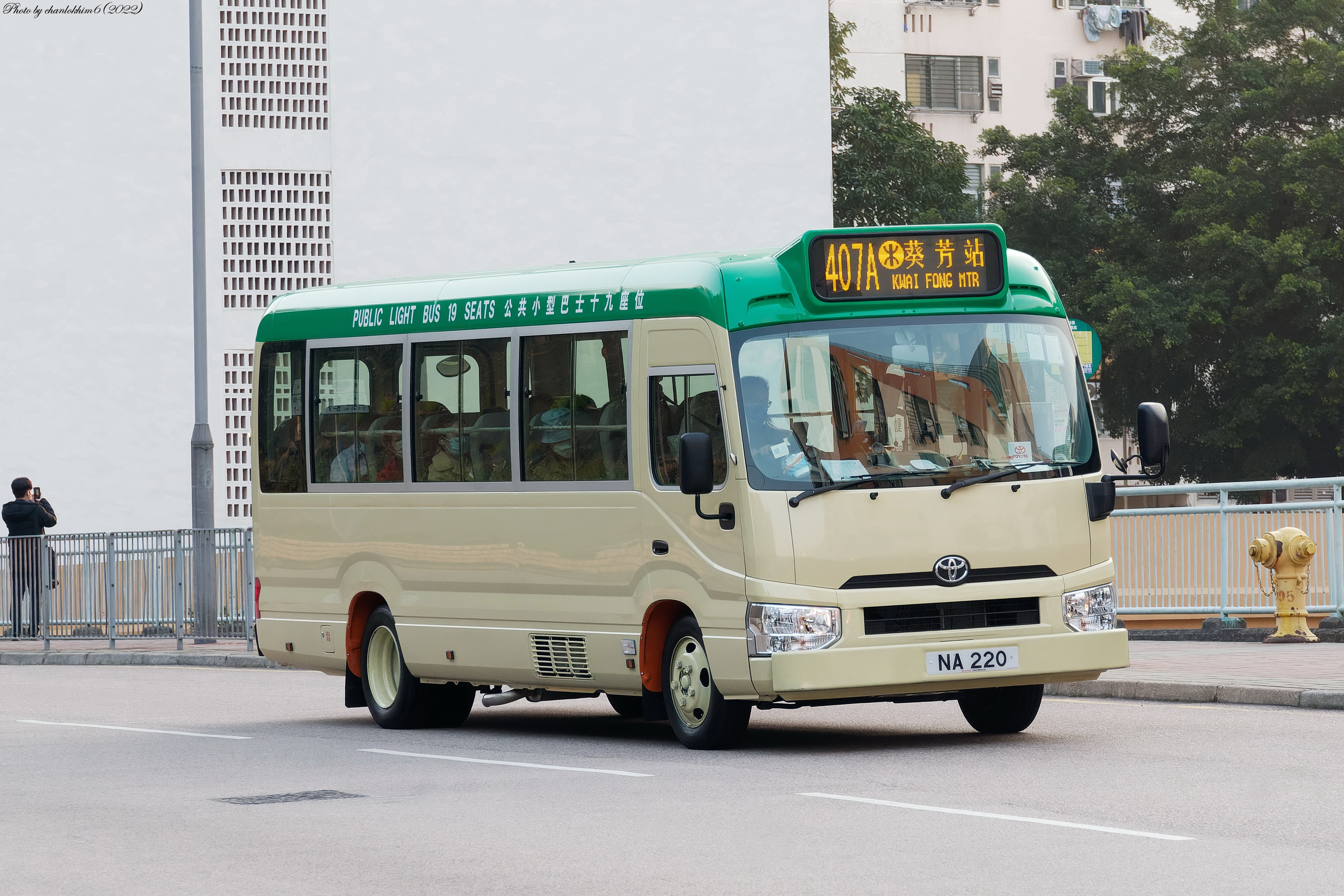
2022年9月起投入服務的豐田第7代柴油小巴（車型代號7DL），全部採用歐盟六型引擎，設有19個座位，採用原廠新款三點式安全帶的高背座椅和銀色窗框，以及使用電子路線顯示器。另外亦改用同廠1GD-FTV引擊。

#### 巴士公司
香港亦有巴士公司購入多輛豐田Coaster。
早於1987年，九巴旗下的兩條路線，90號線及290號線來往彩虹邨與調景嶺，因行經路面極惡劣之路段，一直使用短小的英國亞比安單層巴士行駛。因應當時此車年事已高，須物色新車取代，在豐田的推介下，九巴於該年購入首批共9輛豐田Coaster，為24座位長陣版本。同時巴士車頂加上了一塊鋁質擋板阻隔陽光熱力，並採用茶色玻璃窗。及後為發展空調巴士服務，九巴再向豐田購入Coaster，總數達91輛。由於車款與小巴極為相近，座位數量又較小巴為多，長期引起小巴營辦商不滿，加上載客量比普通單層大巴還要低，1990年代，已有大量豐田Coaster退下火線，只保留少數服務90號線，直至1996年因應調景嶺村清拆後90號線取消為止。最後全數豐田Coaster於1997年退役。
而另外，九廣鐵路於1988年因應輕鐵通車，開辦一部分接駁巴士線。但有部分地區因為路面惡劣，難以採用較大型巴士服務。為此九廣鐵路於1988年，引入12輛豐田Coaster，與九巴的同為長陣版本。此批豐田Coaster主要行駛來往屯門碼頭以及龍鼓灘的520接駁巴士線。由於載客量始終較低，當及後多款普通單層巴士被引進後，其中6輛豐田Coaster隨即出售予雅高巴士，餘者則被編為後備車輛，間中行駛來往大埔墟火車站與大埔滘九廣鐵路職員宿舍的50R線，直至1997年全數退役。
香港大部份旅遊巴士公司亦有採用豐田Coaster（多為內崁式門），而且款式和配搭比小巴更多元化。

#### 警察機動部隊

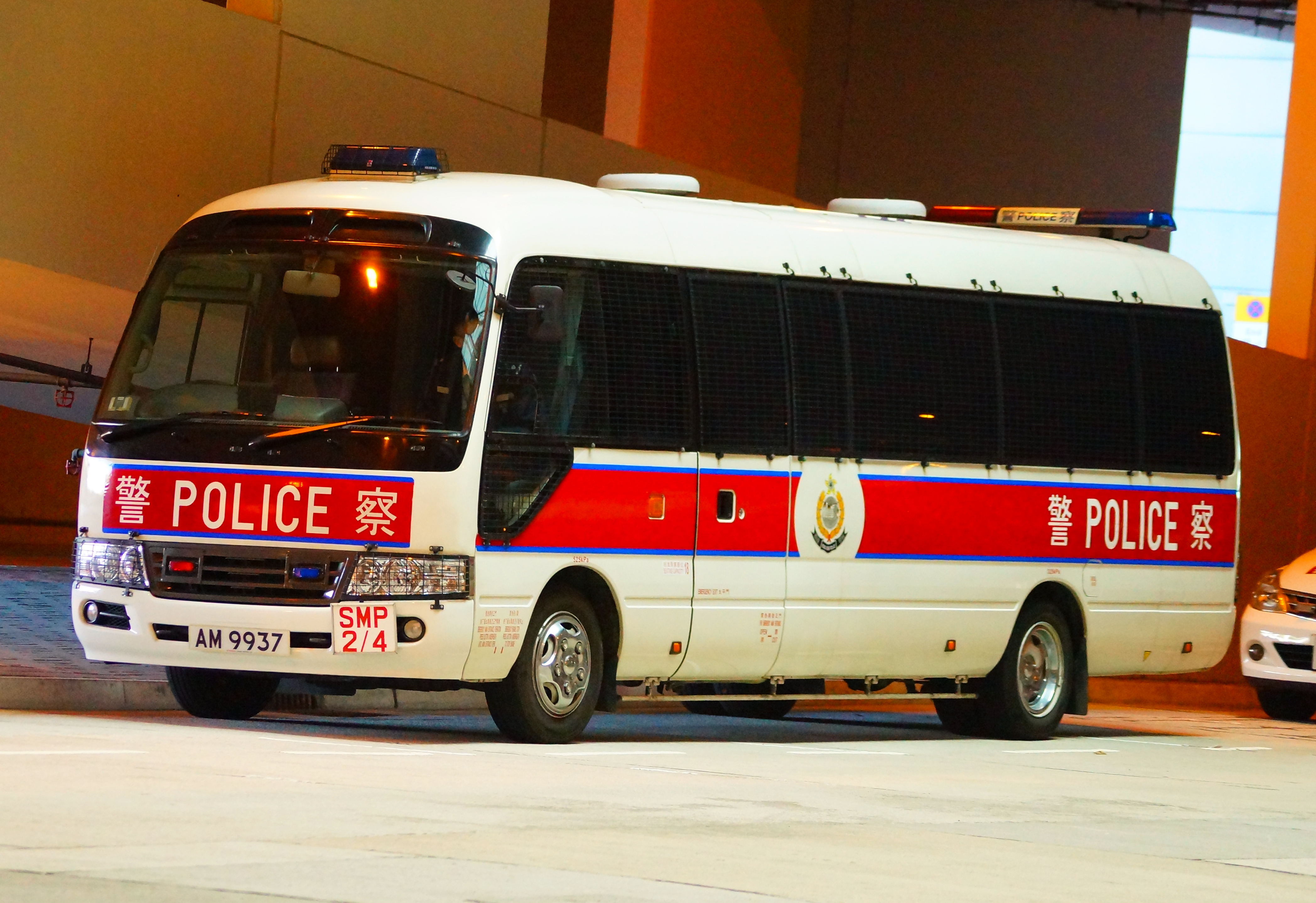
警察機動部隊專用的新款警察運兵車，於2008年投入服務。

於2008年年中，香港警務處率先引入32輛豐田Coaster予警察機動部隊作新運兵車，逐步取代平治Vario，一輛新運兵車連同改裝費用，約40萬港元，期後陸續引入更多。新警車乃經過豐田Coaster超長陣標準29座改裝成為18座，車尾後座位置轉成裝備存放間。新警車採用更先進、省油以及環保的歐盟四/五型廢氣排放標準的引擎。跟Vario相比，新車內籠較為寬闊，車窗面積同為更大，能夠充份擴闊視野；與此同時，為求達至保安關係，所有車窗皆使用了防爆玻璃及裝設了防暴網。此外，新車運行時寧靜，坐位亦設計寬敞。

### 澳門

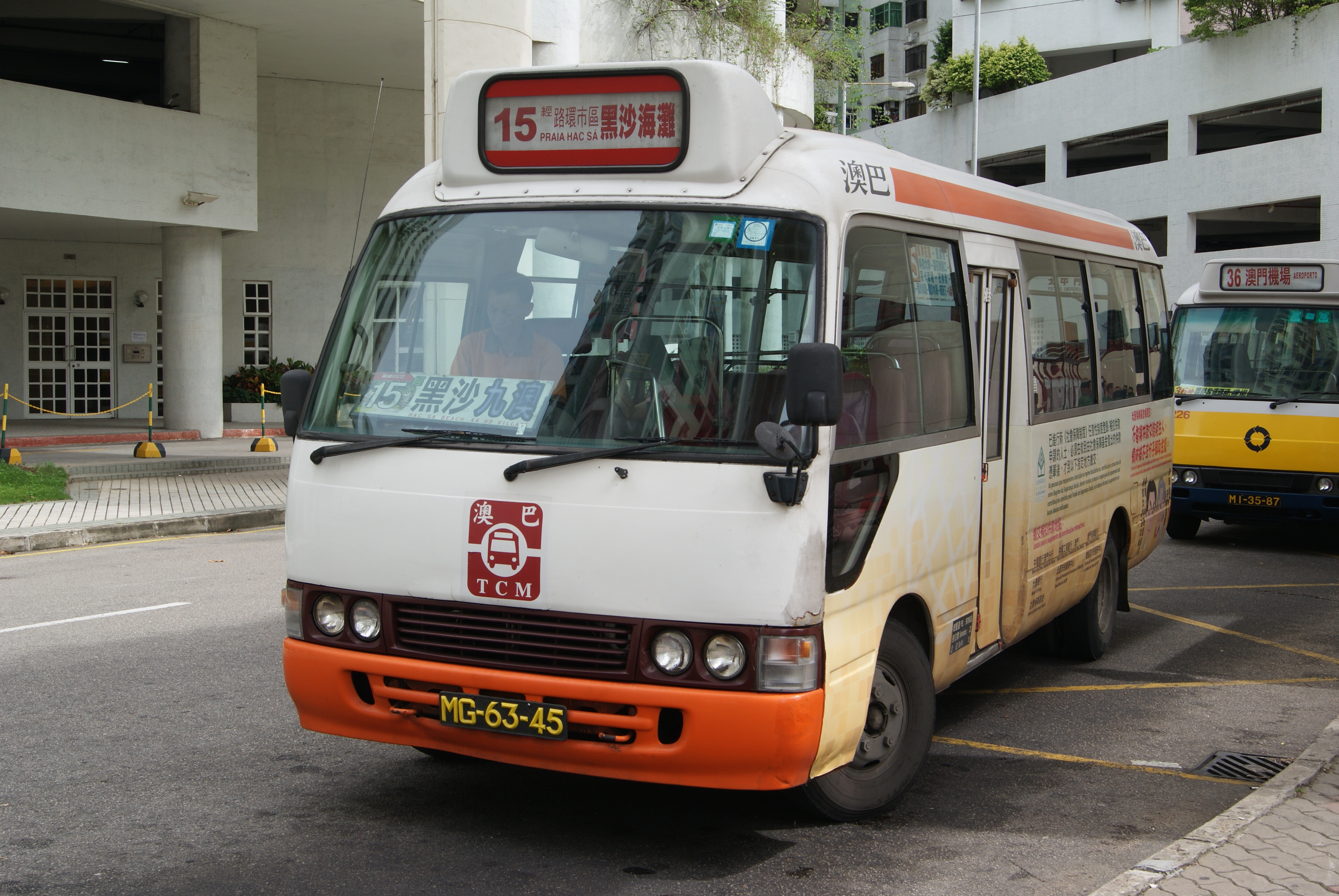
澳巴營運的豐田Coaster

澳門新福利、澳巴也曾引進豐田Coaster，但情況則不如香港般理想：
新福利於1994年率先引進6輛豐田Coaster作測試，但效果欠佳，其中一輛更在行駛半年後被退回豐田車廠。其後新福利再訂購新小巴時，訂單最終落入其對手三菱Rosa中。自此沒有再增購。而餘下的豐田Coaster已於2005至2006年間全數售予集團屬下的AA旅遊作觀光用途，最後於2010年退役。
澳巴則在新福利引入後的不久，引進首批豐田Coaster達20輛。但澳巴沒有如新福利般棄用，在1997年繼續增購，最終購入達50輛。澳巴的豐田Coaster與日產Civilian小巴一直是車隊中的主力車款，在2006年因日產Civilian接連發生車禍而被政府勒令停駛，豐田Coaster的地位更顯重要。全數豐田Coaster已於2011年8月1日「新巴士營運模式」實行前退役，澳巴卻因大勢所趨，再沒有選擇購入新的豐田Coaster接替舊車，而轉投中國製的五洲龍尿素SCR小巴。豐田Coaster在澳門的專利巴士歷史就此結束。
澳門亦有私人機構和政府部門選擇引入豐田Coaster，但數量及規模均不多，亦要和三菱Rosa、日產Civilian、日野Liésse II（豐田Coaster之OEM車型）等品牌競爭，故其普及程度遠不及香港。目前澳門大多巴士都是國產之金龍汽車、宇通客車、五洲龍汽車為主。

### 中國大陆
中國早在1980年代已有豐田Coaster之引進。目前在中国大陆豐田Coaster主要是用于高級應用，例如作酒店接送、机场要客接驳、公司内部人员通勤等，少部分也用作于商业运输。该车因外观低调、承载人数适合团队出行等特点也被作为中国大陆党和国家领导人落区视察时的专车使用。現時於中國大陆銷售的豐田Coaster由四川一汽豐田汽車製造，内饰经过改造。

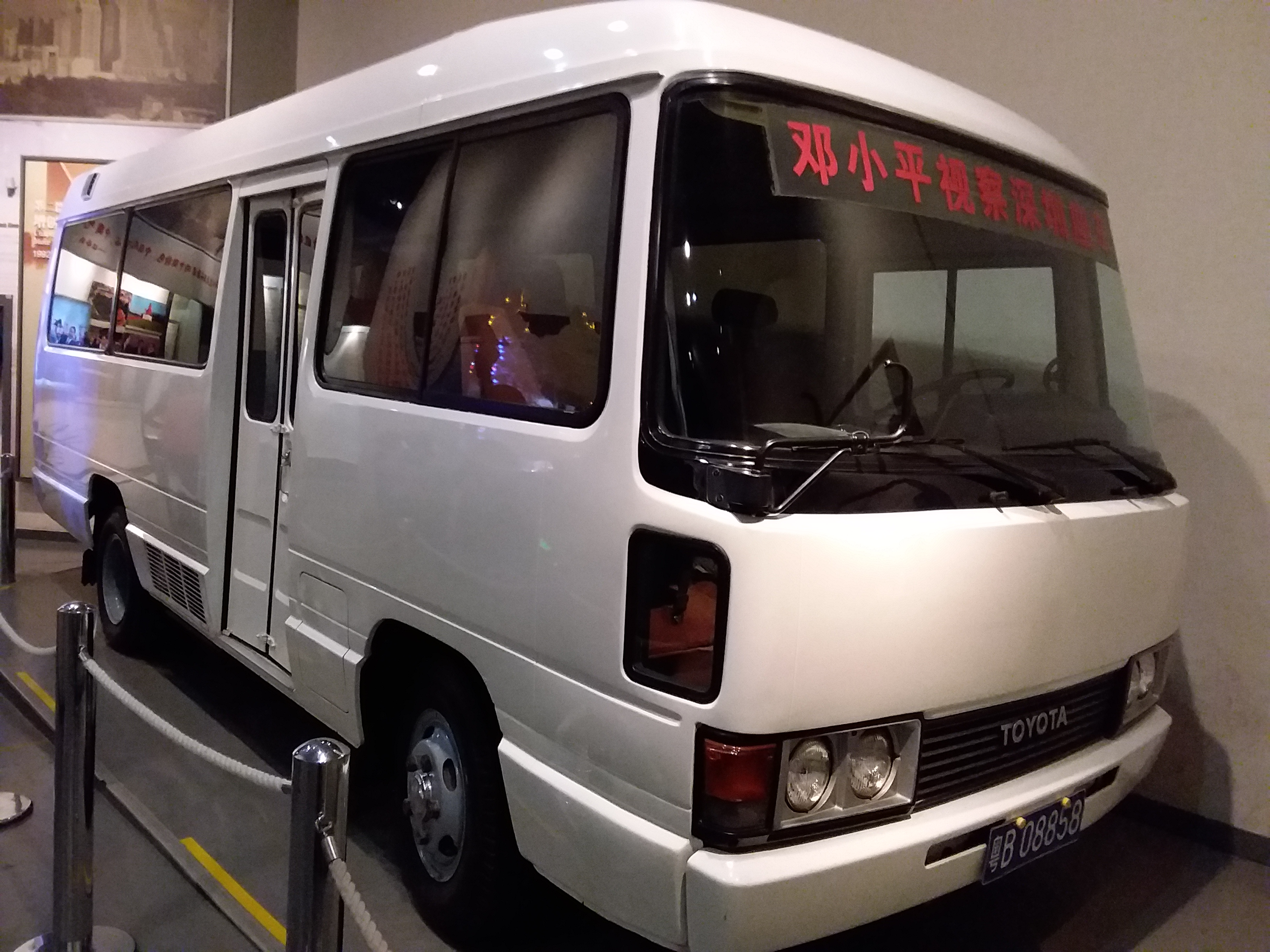
邓小平视察深圳座车的丰田考斯特旧款在深圳博物館的深圳改革開放史展廳
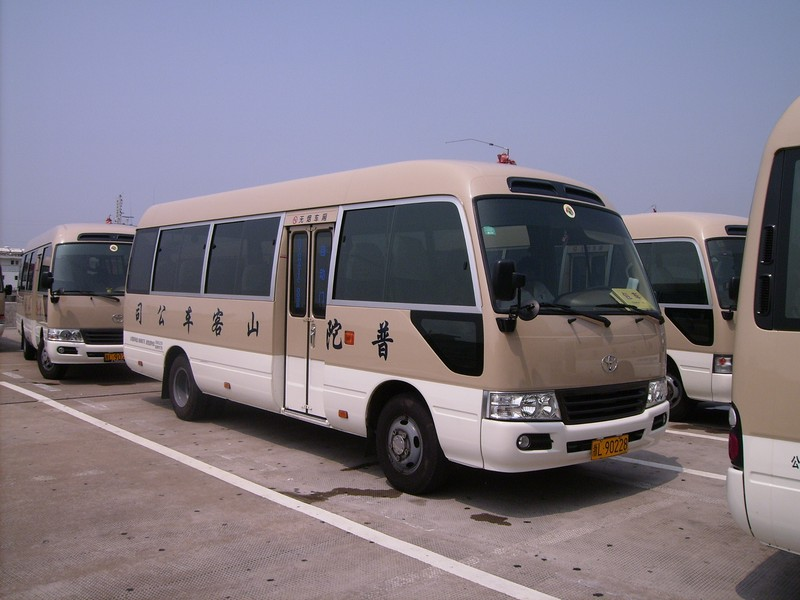
在中國大陸的豐田Coaster一般為一汽豐田製造，圖為普陀山的Coaster，用于景区景点接驳
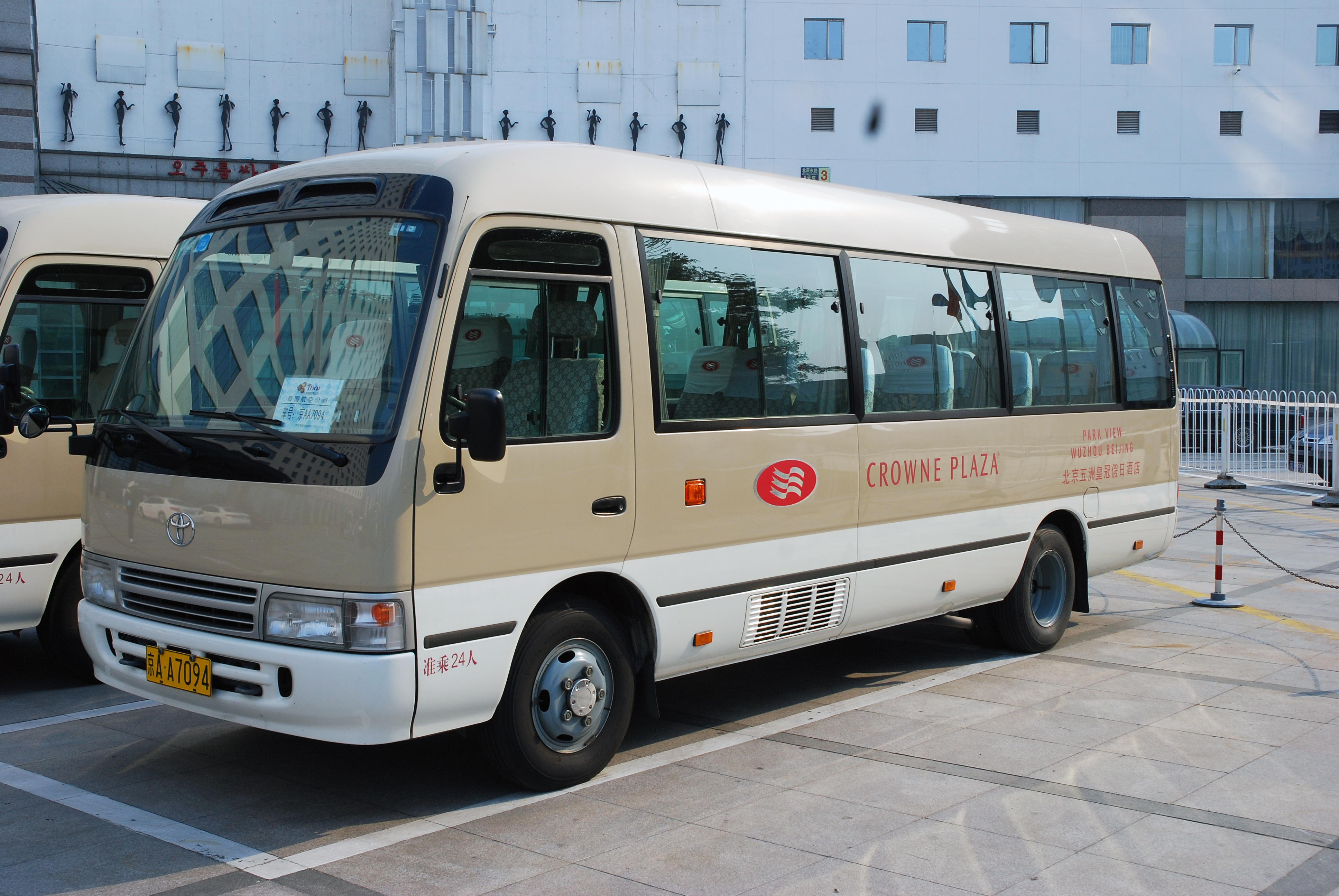
北京五洲皇冠假日酒店使用的考斯特，用于酒店接送
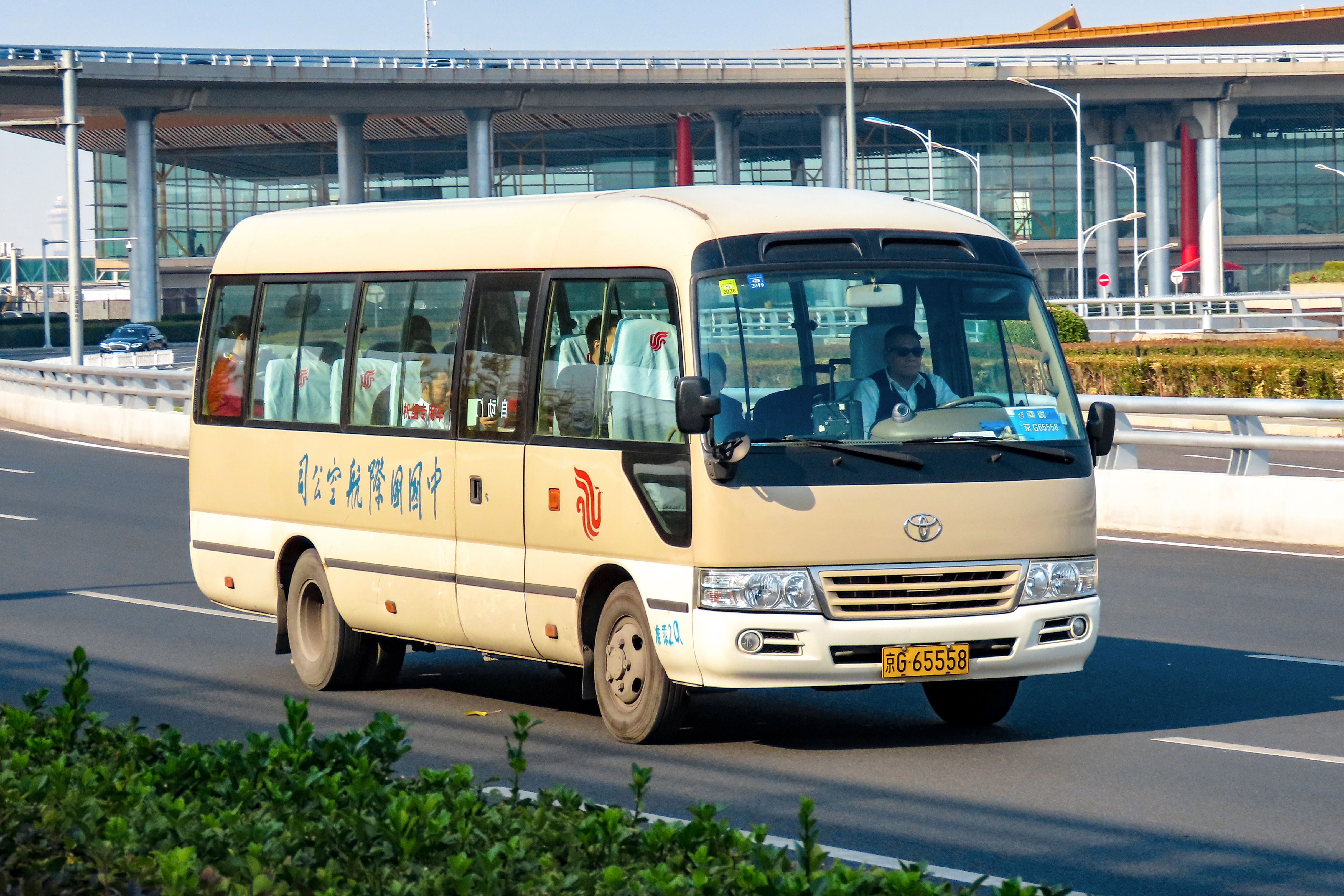
中国国际航空使用的考斯特，用于乘务组接驳车
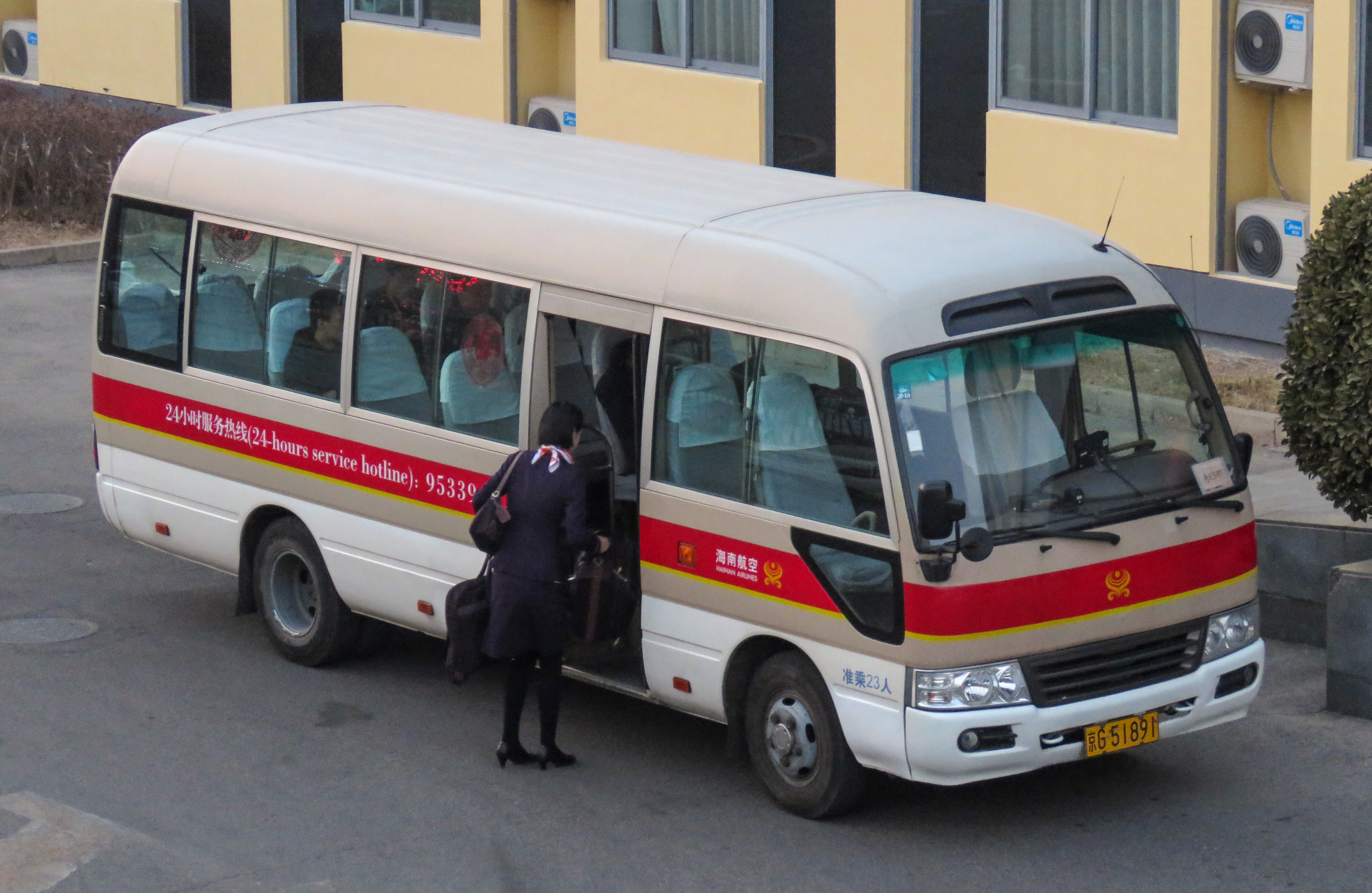
海南航空使用的考斯特，用于乘务组接驳车
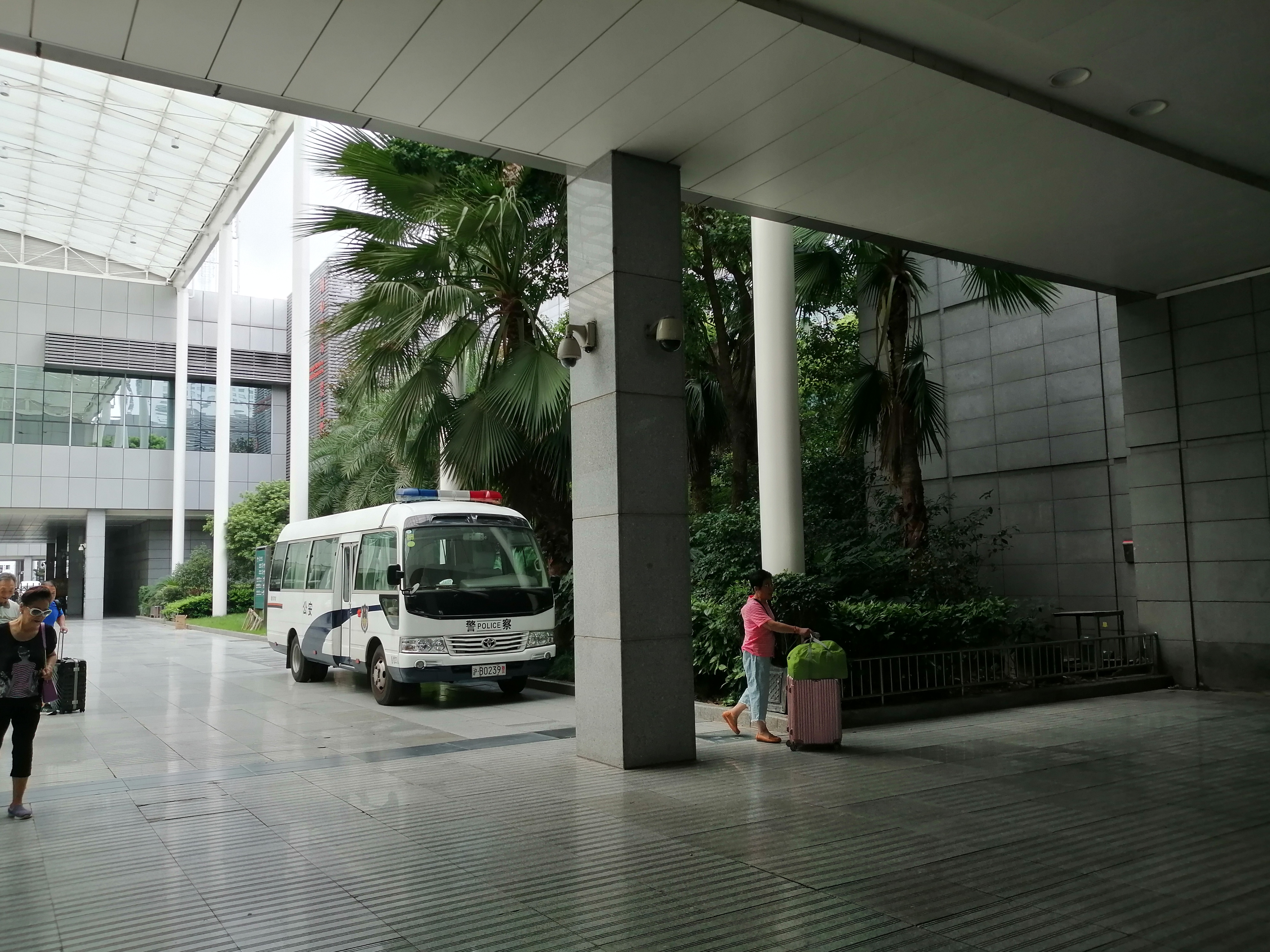
隶属上海边检总站的考斯特警车停放在上海站一站台
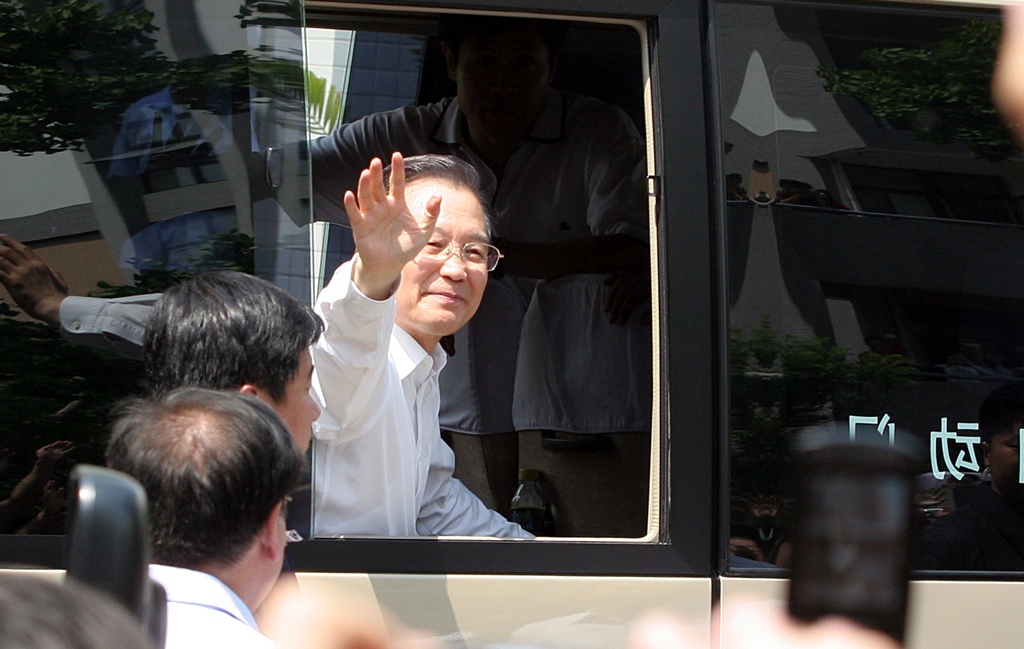
温家宝在清华大学视察时在考斯特内向民众挥手
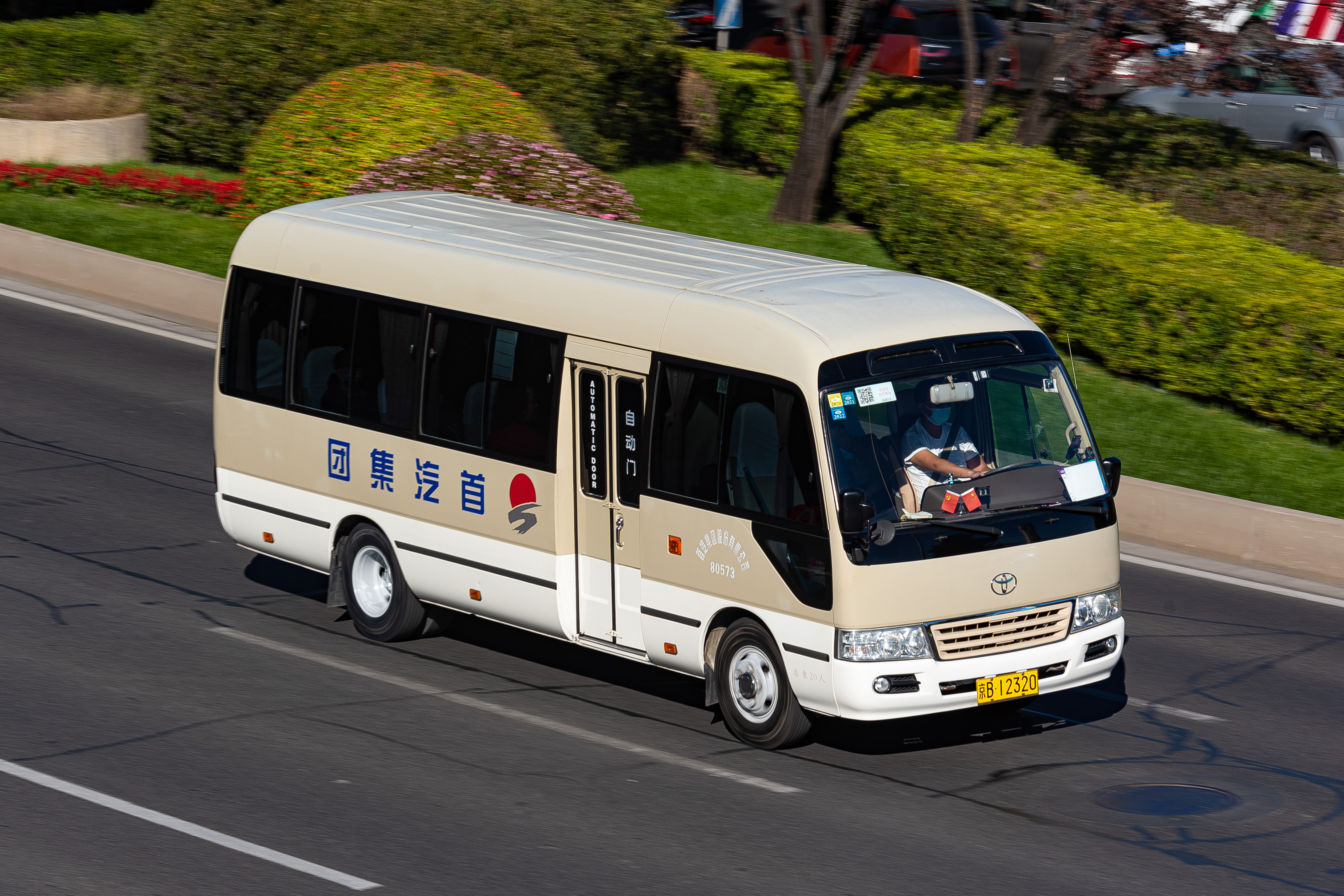
首汽集团使用的考斯特
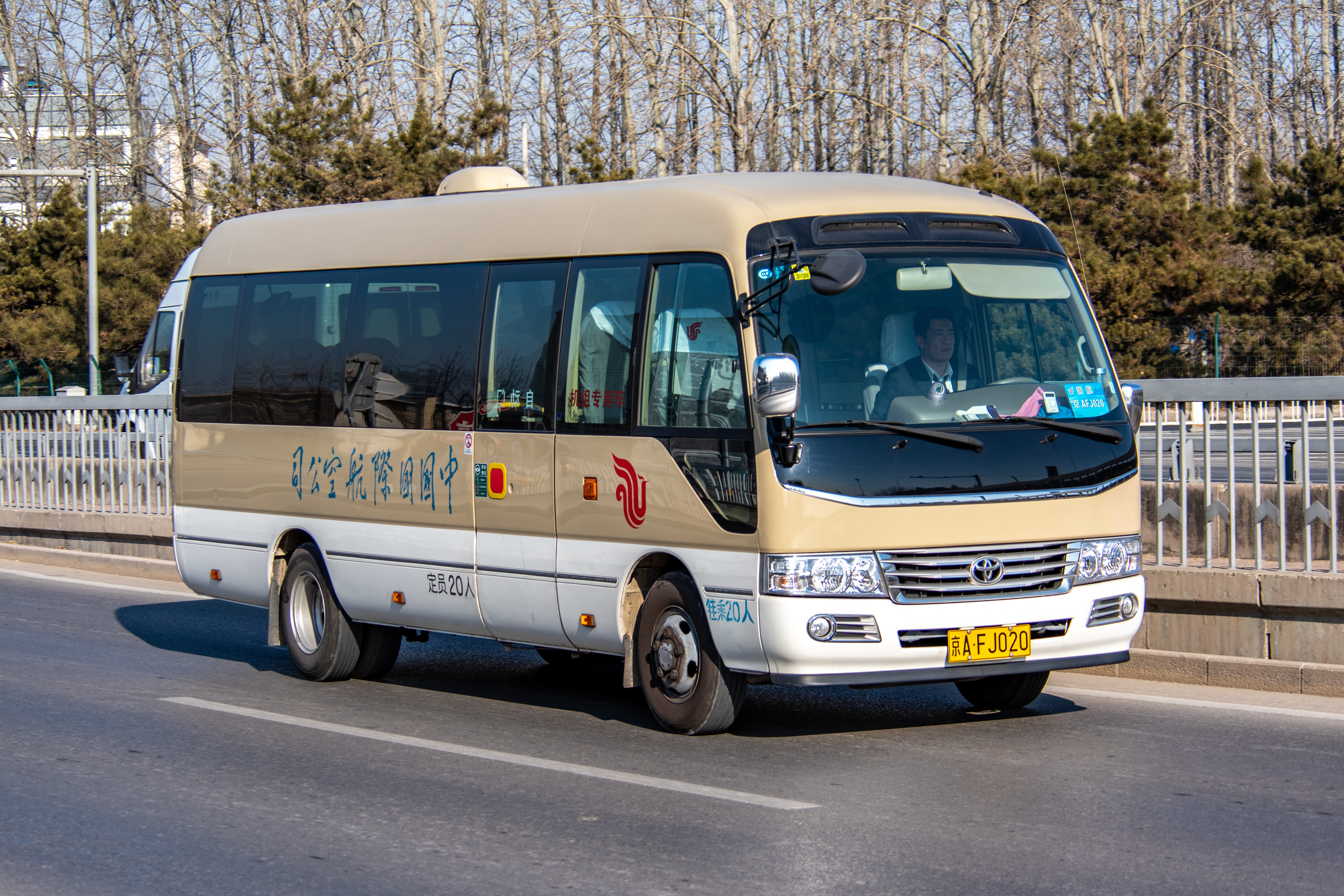
中国国际航空使用的考斯特B50改款，用于乘务组接驳车
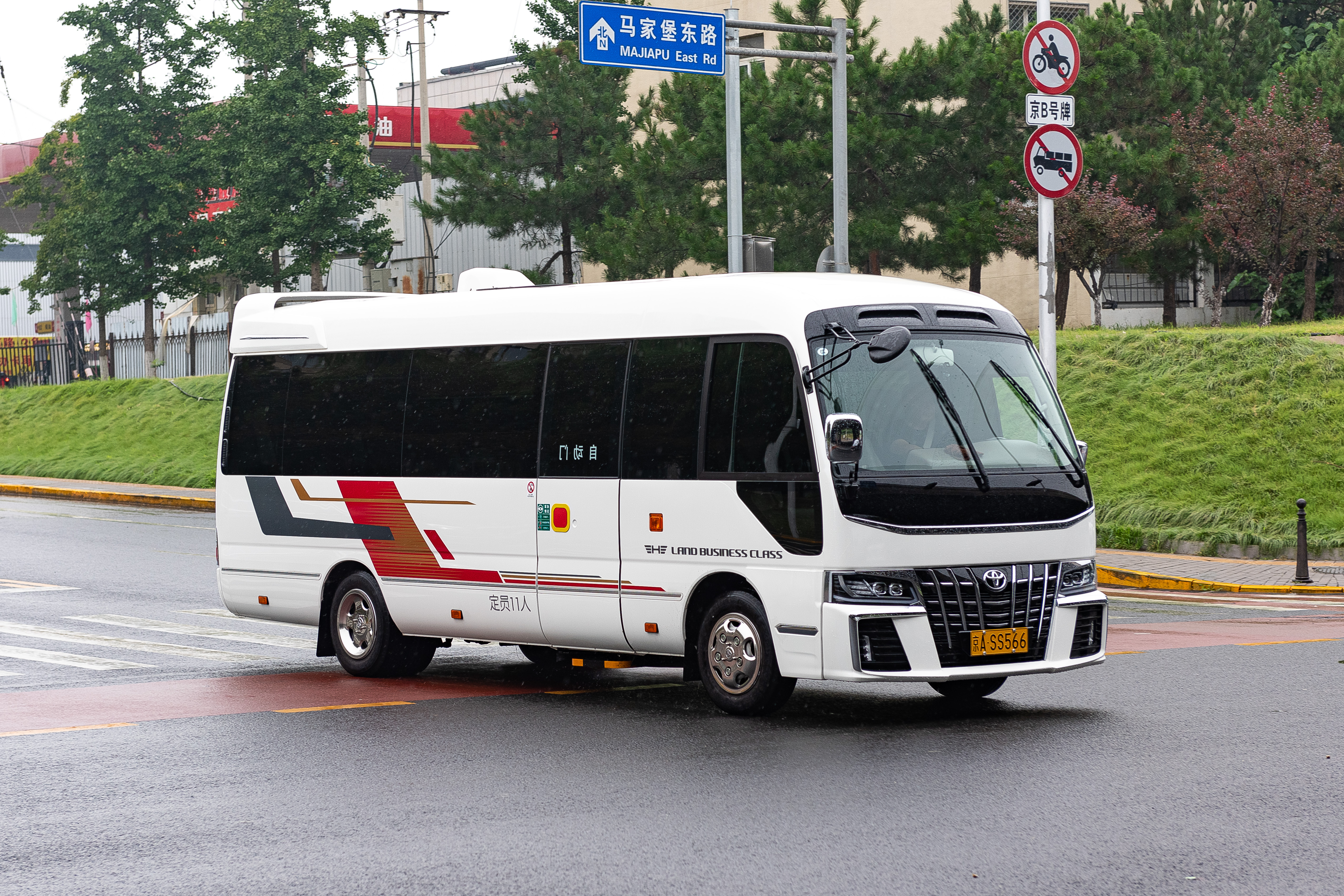
全商务座构型的考斯特B50改款
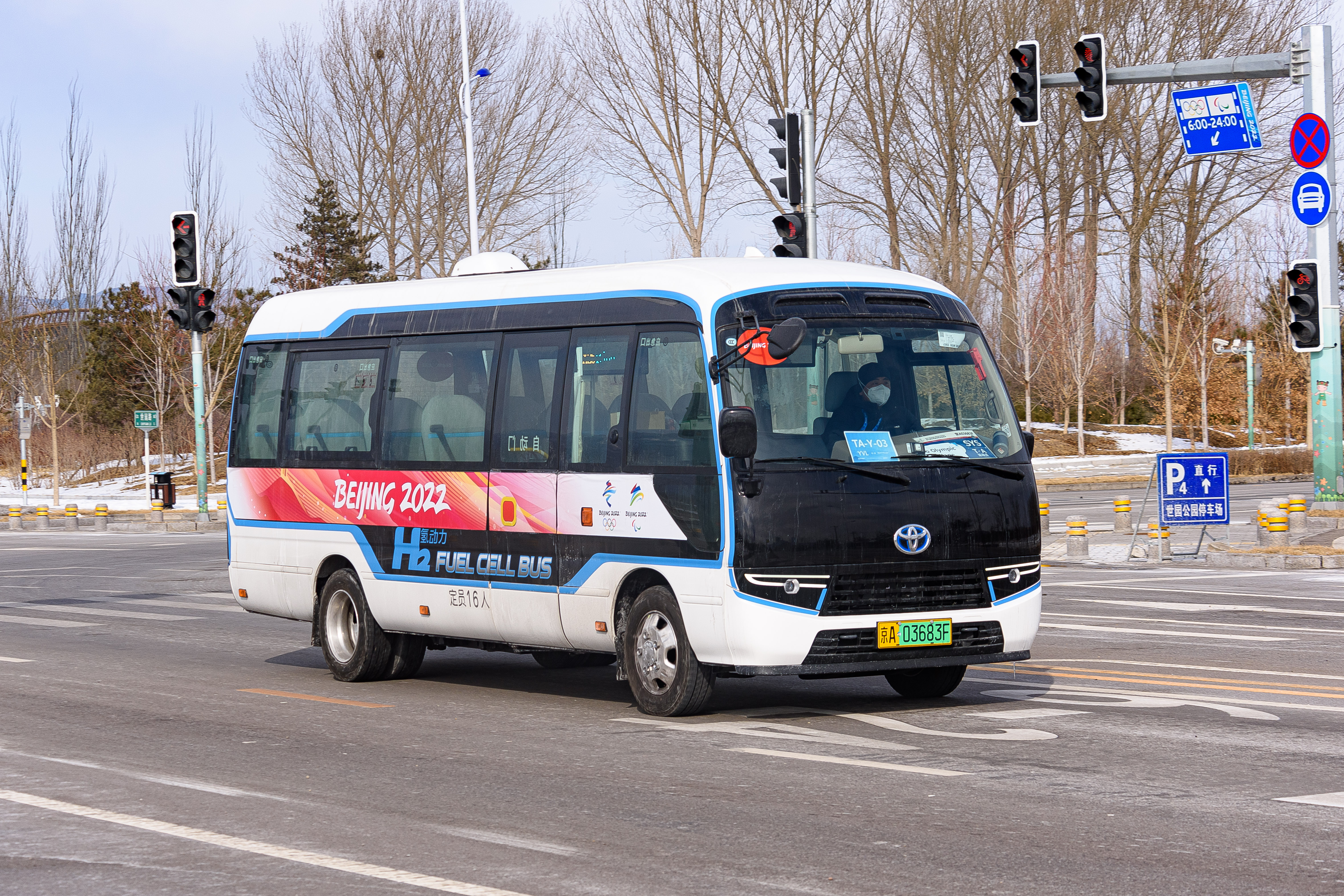
供北京冬奥会和冬残奥会延庆赛区使用的一汽丰田柯斯达氢擎
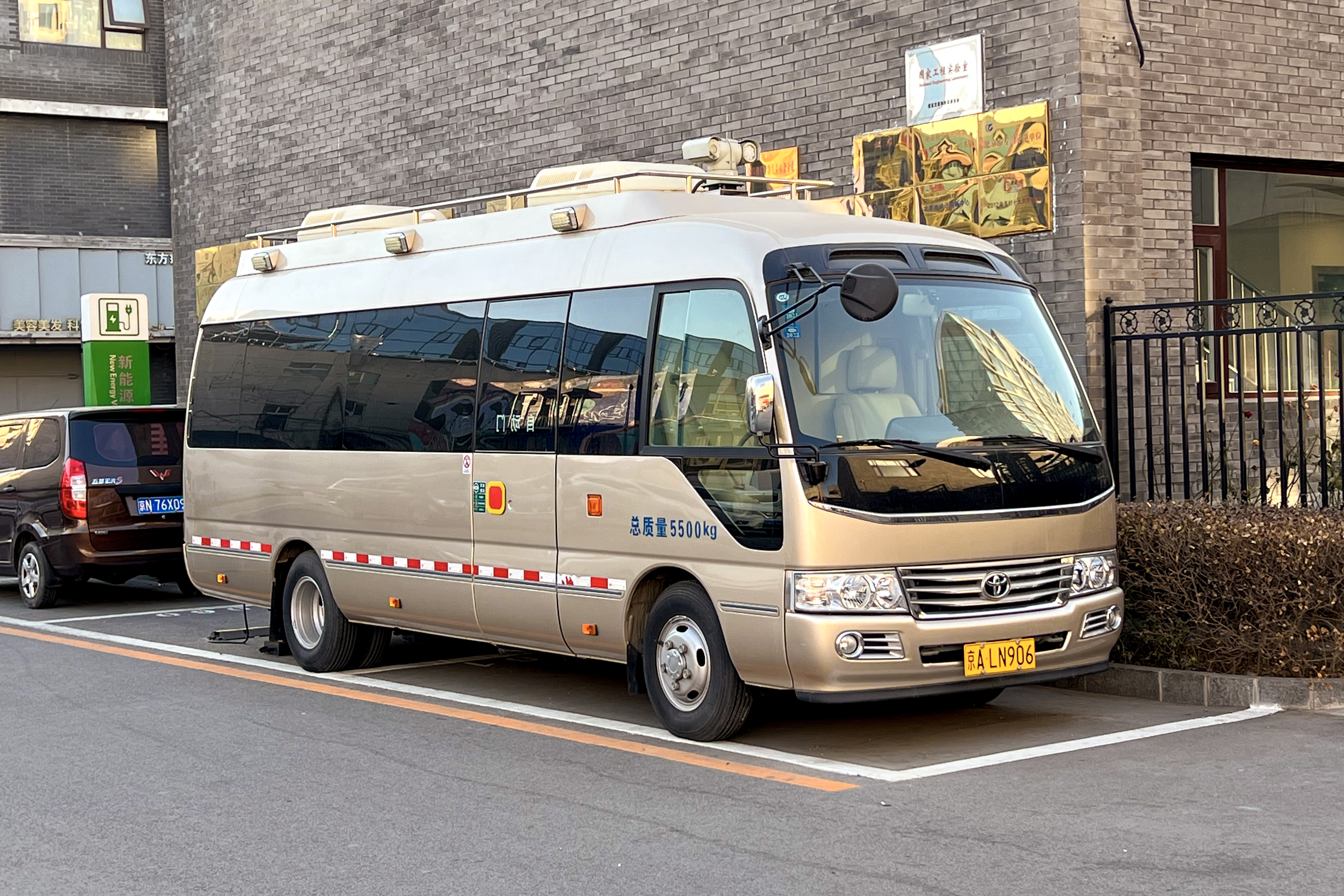
基于考斯特B50改款的BDK5050XDS13型电视车

### 台灣
基隆客運、基隆市公車、台北客運、新北客運、指南客運、中興巴士、光華巴士、淡水客運、欣欣客運、大南汽車、東南客運、首都客運、大都會客運、三重客運、桃園客運、中壢客運、新竹客運、統聯客運、中台灣客運、國光客運、台中客運、全航客運、豐榮客運、豐原客運、南投客運、員林客運、彰化客運、嘉義縣公車、新營客運、興南客運、府城客運、港都客運、高雄客運、南台灣客運、義大客運、屏東客運、鼎東客運、金門縣市區公車、台灣愛巴士交通聯盟等客運業者，皆有使用豐田Coaster營運。且是乙類大客車中最常用的一款。

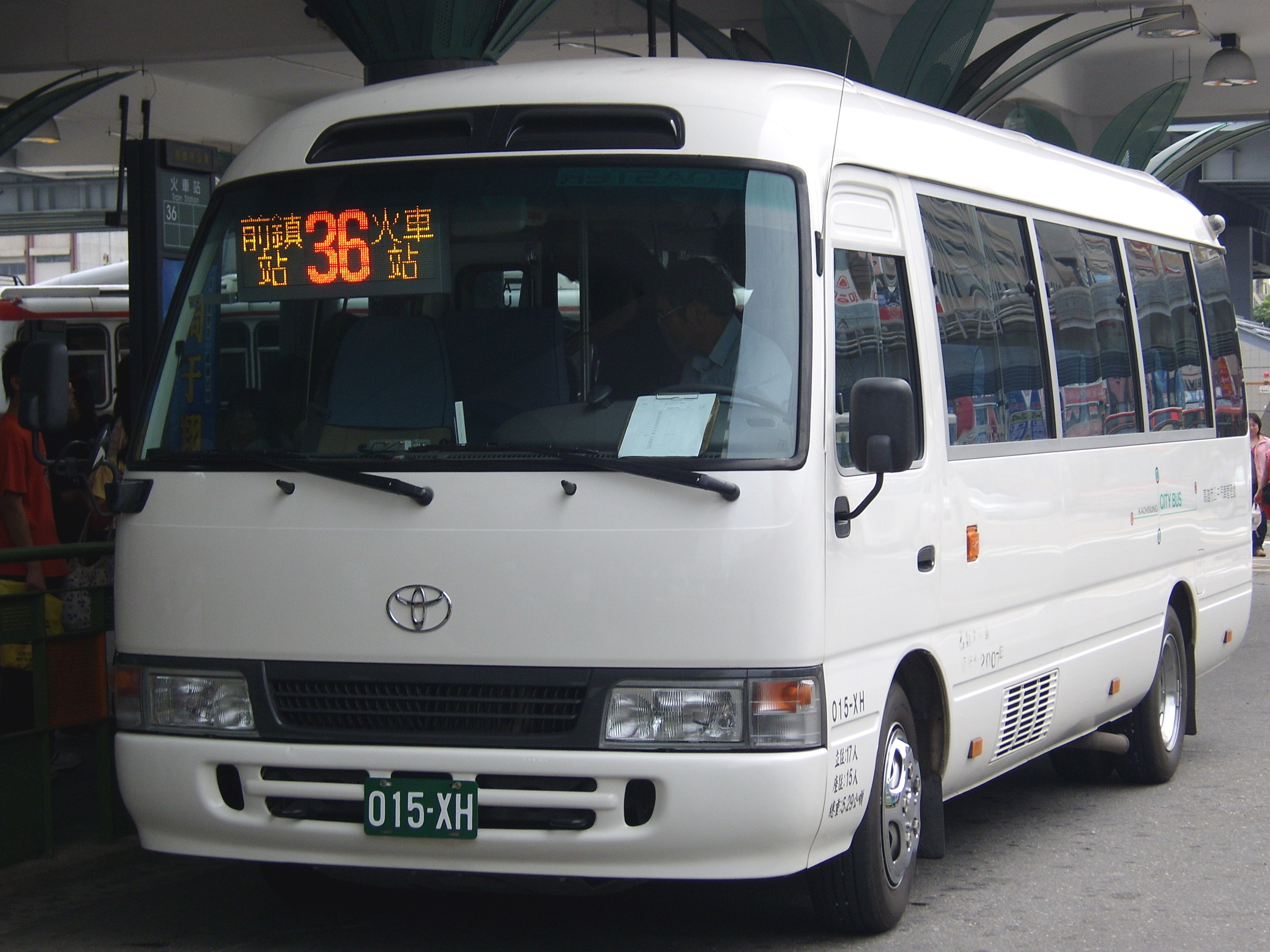
高雄市公車36路使用豐田Coaster，為24座位長陣版本。但這輛Coaster側面的指揮燈，比香港的Coaster更早出現。
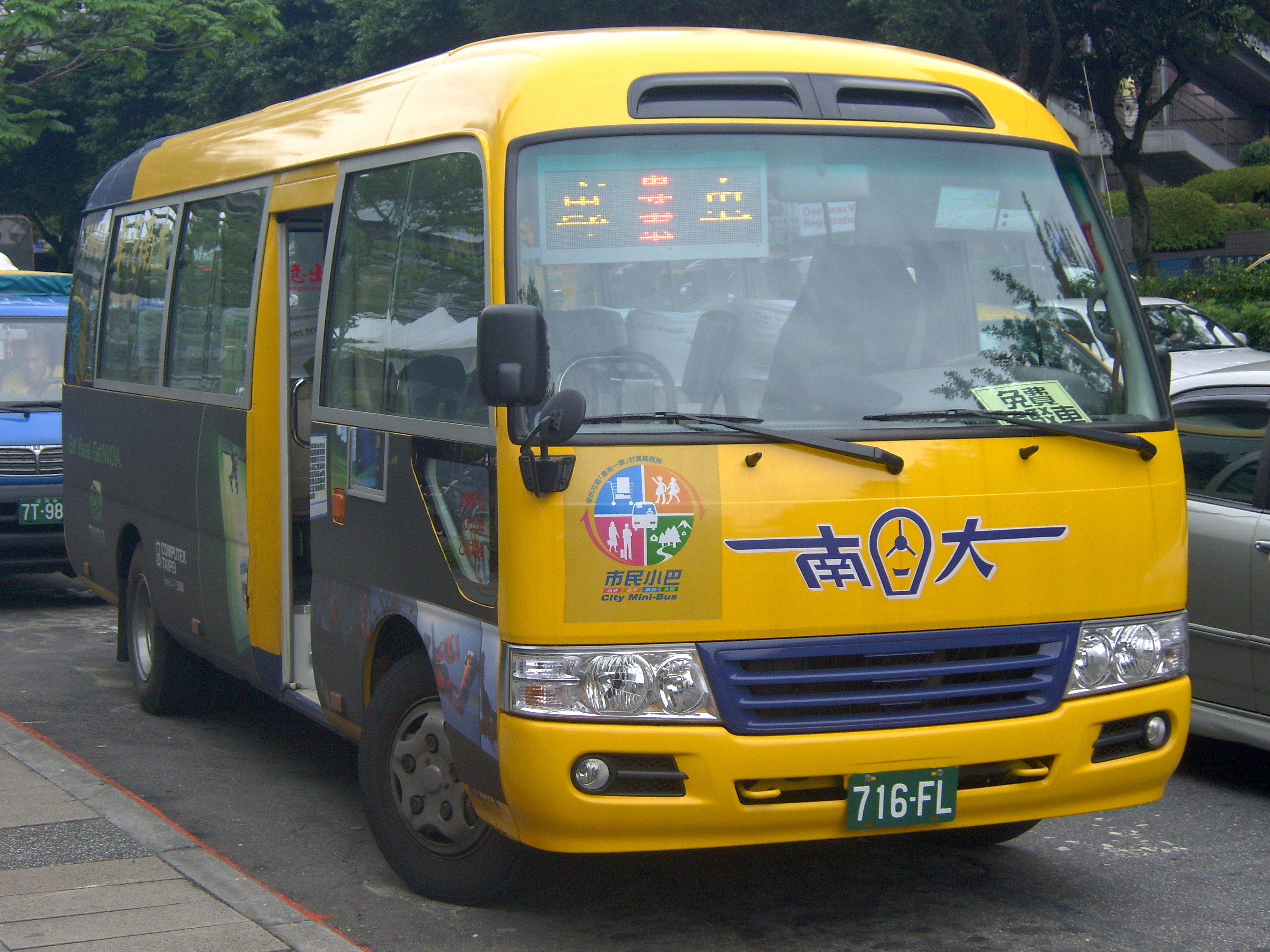
台北大南汽車的Coaster市民小巴，參與2008年台北國際電腦展覽會的展館接駁車營運。
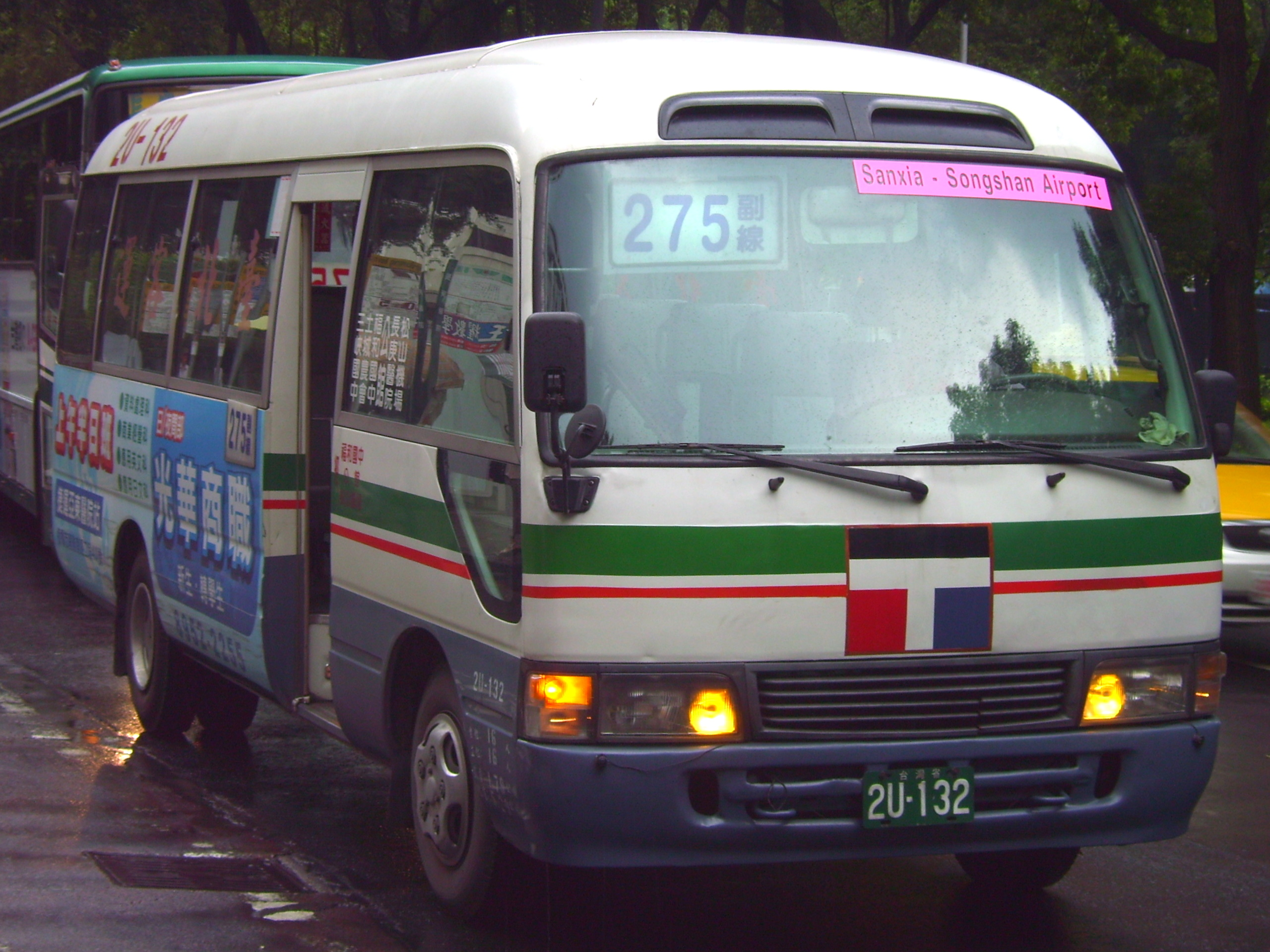
台北客運1998年275副線使用的豐田Coaster （已轉售至菲律賓馬尼拉）
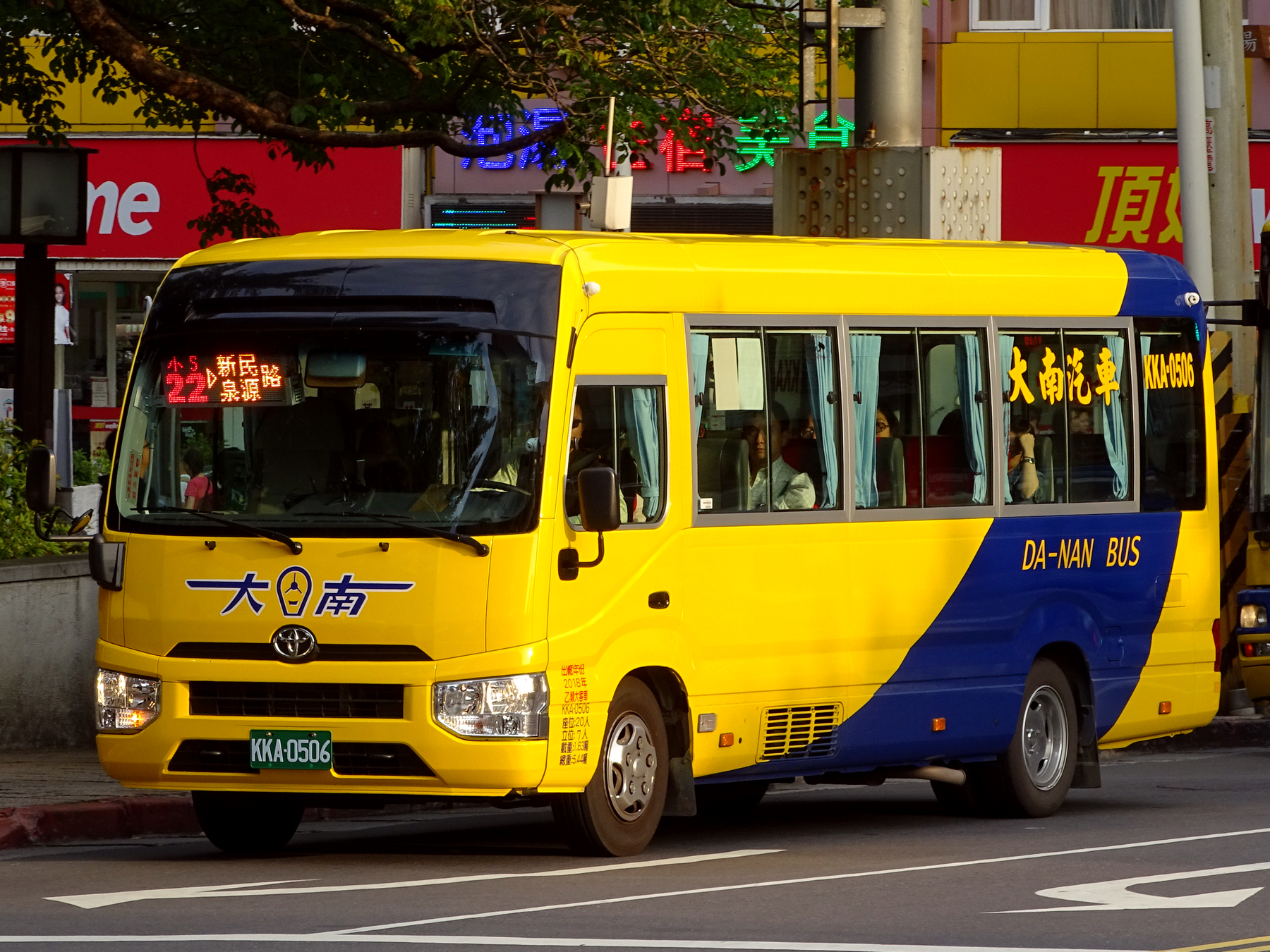
台北大南汽車的第四代豐田Coaster
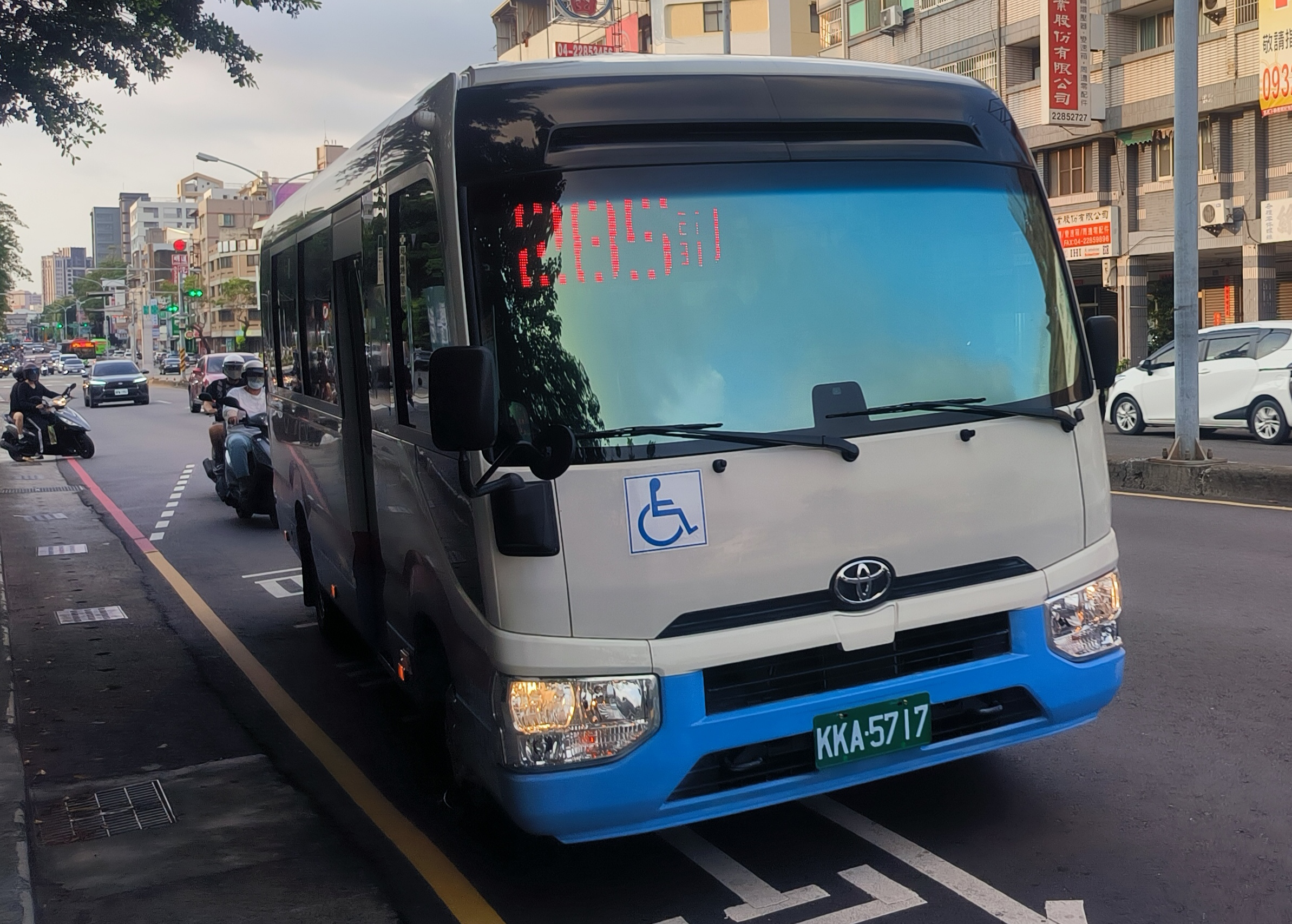
東南客運營運路線285路及副線 使用第四代豐田Coaster車輛

### 歐洲
豐田Coaster在歐洲的銷售情況一直十分平穩，箇中原因相信是其歐洲製車身，較符合當地人的要求。車身供應商方面亦會定時更改車身設計吸引買家。

## 生產工廠
豐田Coaster主要在岐阜車體工業製造，其餘區域也於四川一汽丰田汽车和國瑞汽車觀音廠生產。

## 競爭對手
三菱扶桑Rosa和日產Civilian因車體大小和載客量近似而成為了豐田Coaster的主要競爭對手，亦有诸如现代康恩迪之类的次要竞争车型。而在中国内地，宇通T7和红旗国悦也逐渐在不同领域取代Coaster。

## 圖片

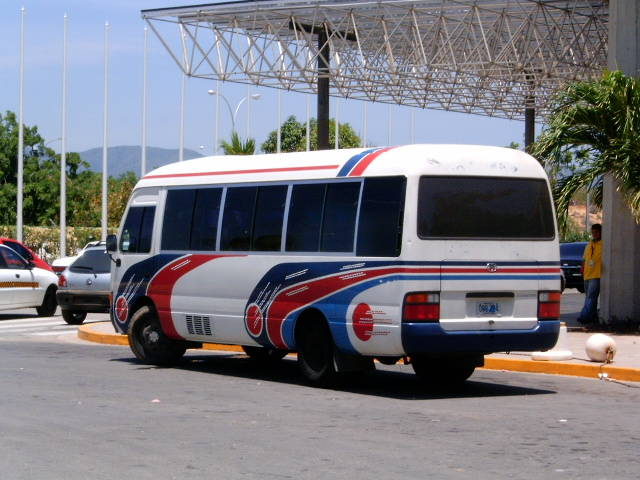
在委內瑞拉瑪格麗塔島的豐田Coaster，車尾不設太平門（台灣稱安全門）。
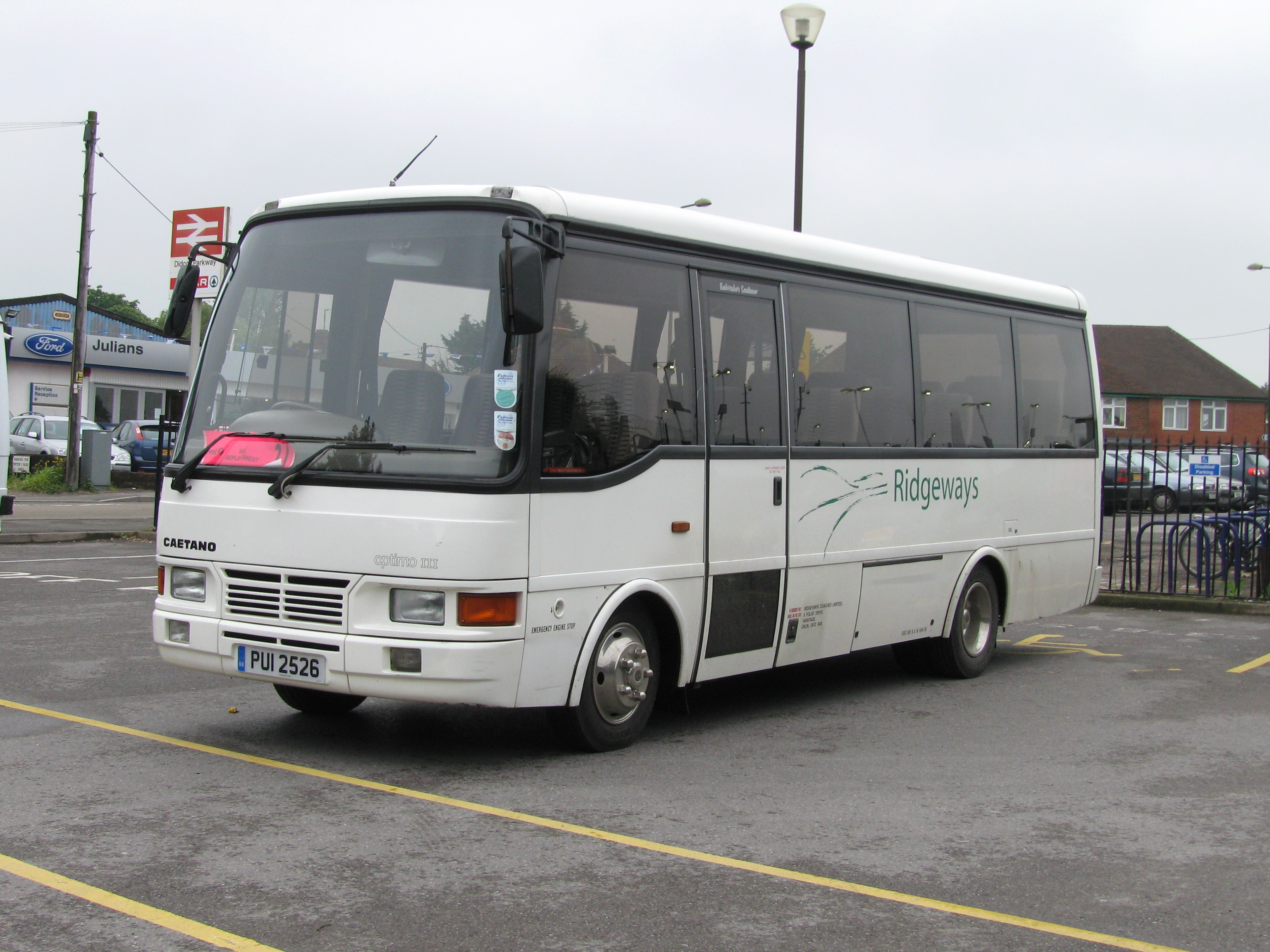
在英國的一輛第三代早期版本豐田Coaster，配Caetano Optimo III車身。
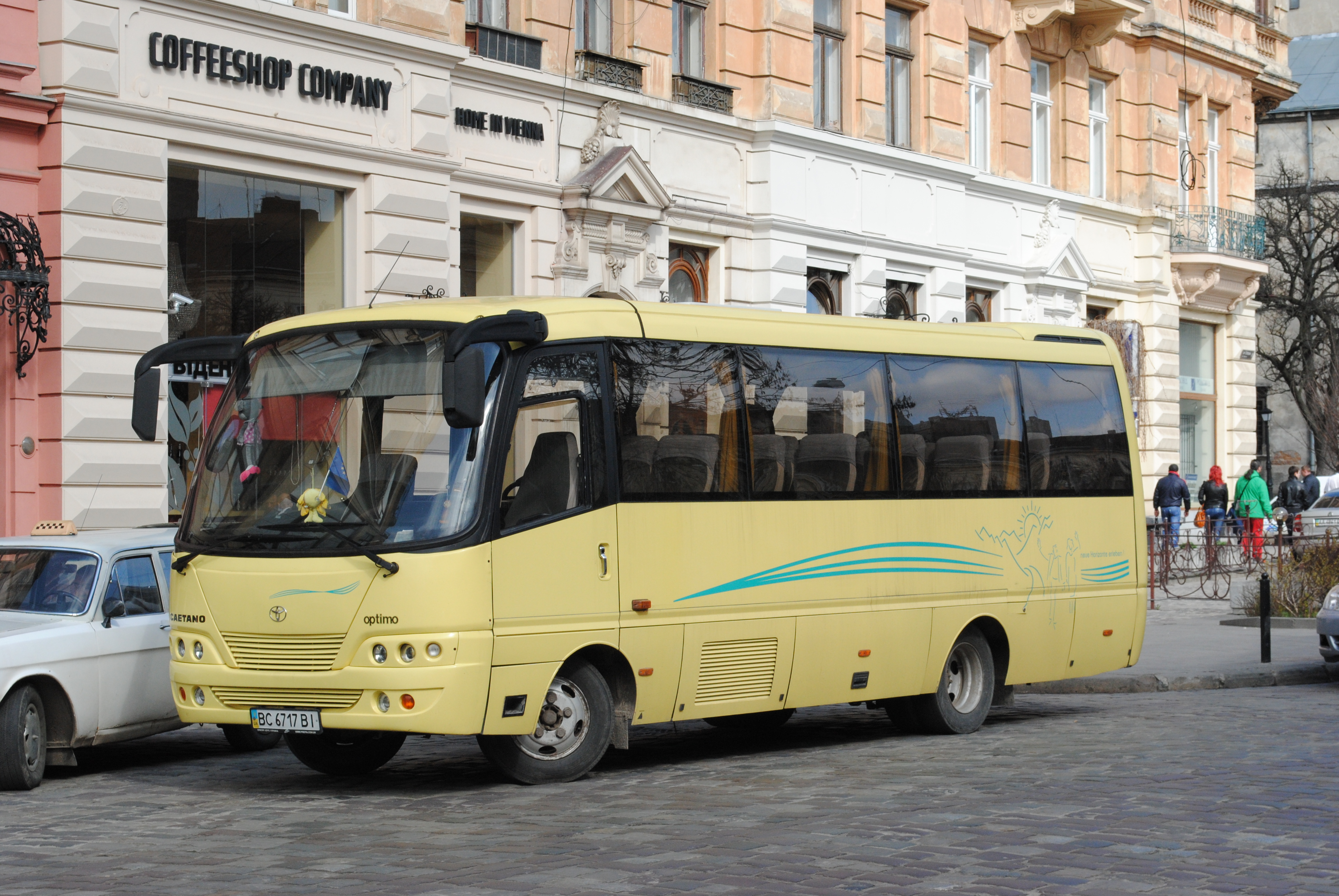
在歐洲的一輛第三代豐田Coaster，配Caetano Optimo V車身。
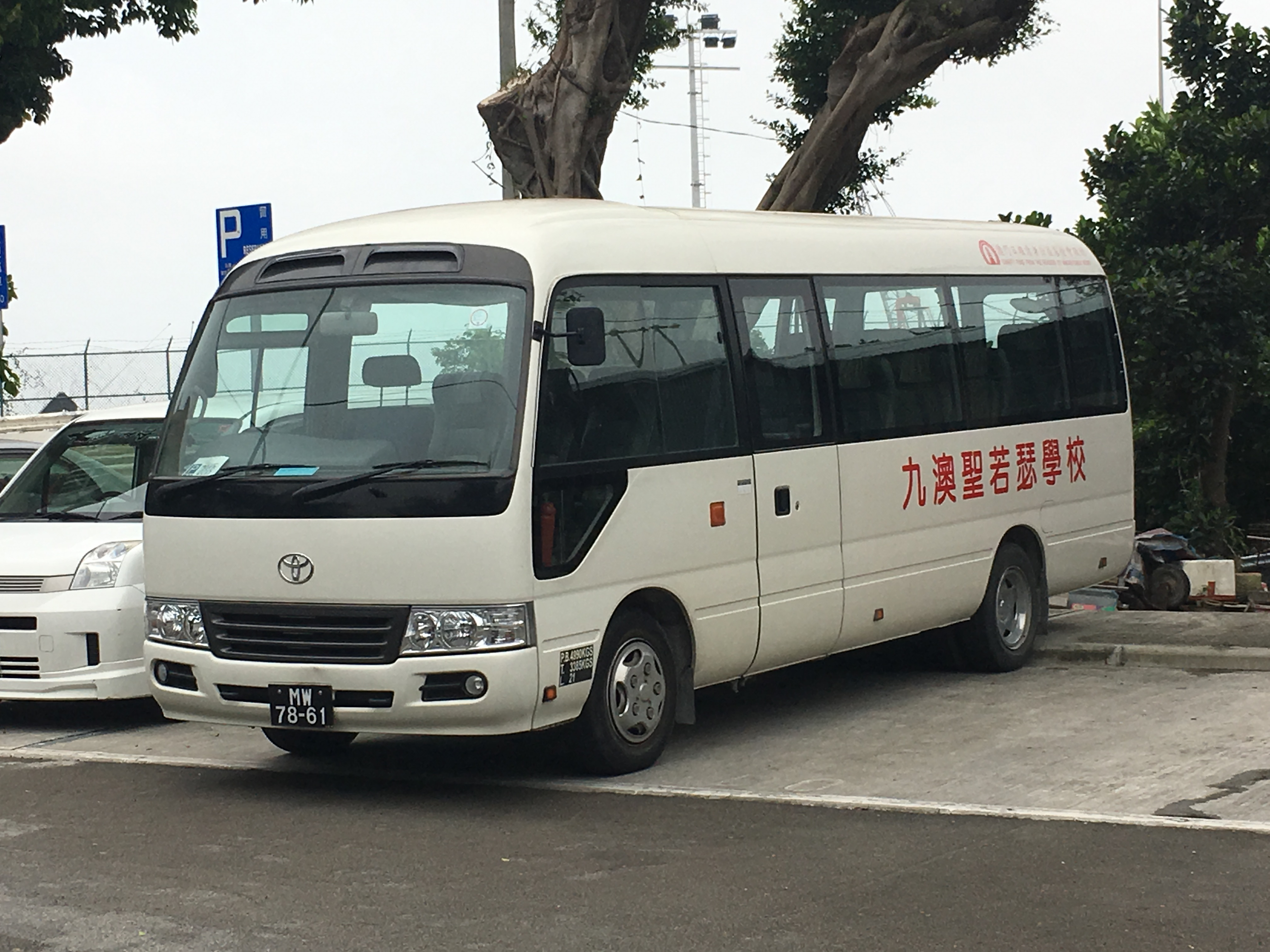
第三代豐田Coaster（澳門版本）
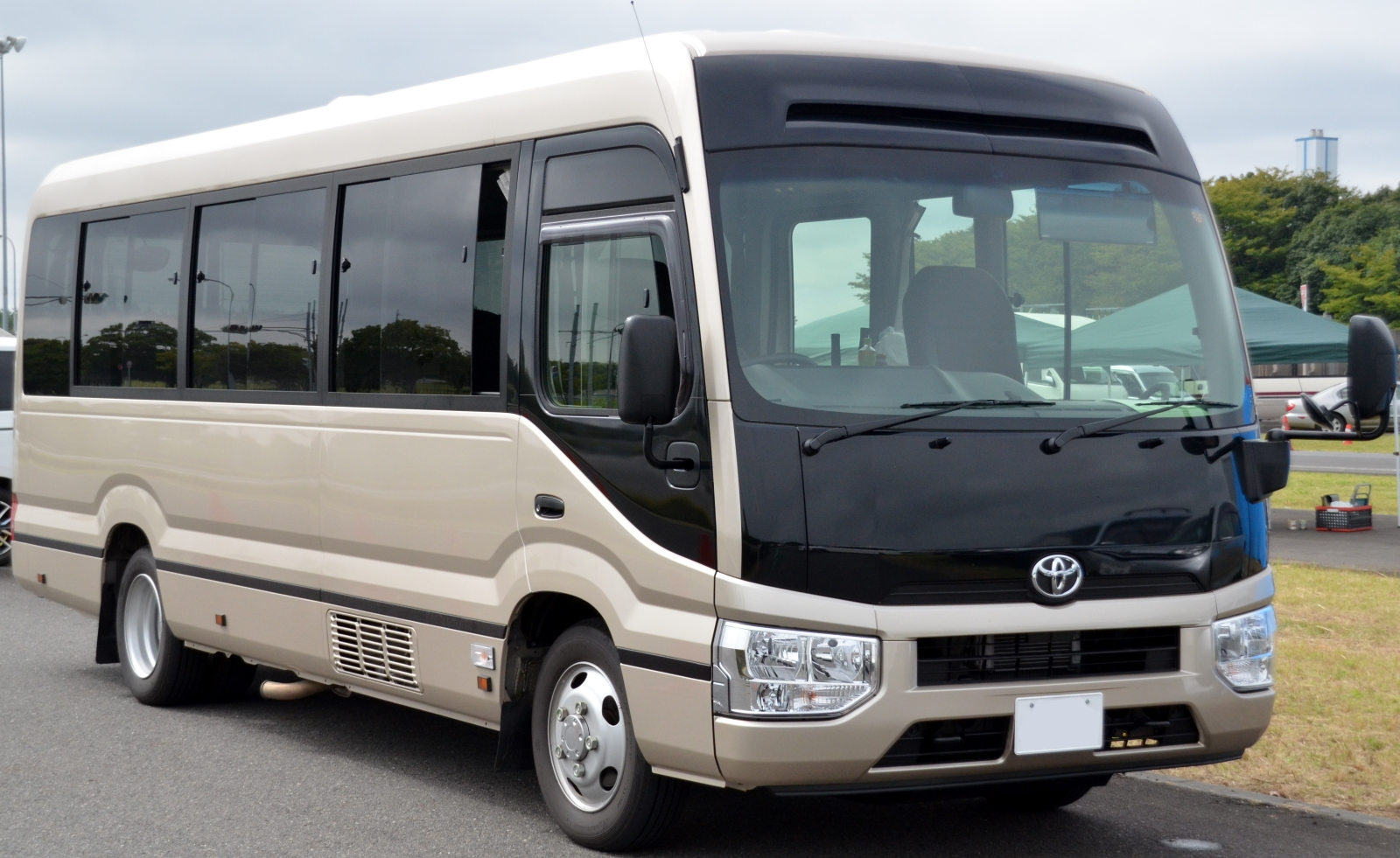
第四代豐田Coaster（日本本土版本）

## 外部連結
- 豐田Coaster（页面存档备份，存于） （日語）
- 豐田澳洲：Coaster（页面存档备份，存于）
- Coaster 在 香港豐田網站
- 石油氣Coaster 在香港豐田網站
- 歐洲版Coaster官方網站[永久]
- 丰田考斯特改装 丰田考斯特改装方案
- 香港巴士大典上的相关条目：豐田Coaster